# Venezia
Venezia (AFI: /veˈnɛʦʦja/, ; Venesia /veˈnɛsja/ in veneto) è un comune italiano di 249 220 abitanti, capoluogo dell'omonima città metropolitana e della regione Veneto. Primo comune del Veneto per superficie e secondo per popolazione dopo Verona, comprende sia territori insulari sia di terraferma ed è articolato attorno ai due principali centri di Venezia (al centro dell'omonima laguna) e di Mestre (nella terraferma). Fa parte della rete Eurocities delle più grandi città europee.
La città è stata per 1 100 anni la capitale della Serenissima Repubblica di Venezia ed è conosciuta a questo riguardo come la Serenissima, la Dominante e la Regina dell'Adriatico: per le peculiarità urbanistiche e per il suo patrimonio artistico, è universalmente considerata una tra le più belle città del mondo, dichiarata, assieme alla sua laguna, patrimonio dell'umanità dall'UNESCO, che ha contribuito a farne la seconda città italiana dopo Roma con il più alto flusso turistico.
Tra il X e il XVI secolo fu tra le più grandi potenze navali e mercantili del mediterraneo, con interessi in particolare verso l'oriente.
Insieme a Cannes e Berlino, è considerata una delle capitali del cinema europeo, grazie alla Mostra internazionale d'arte cinematografica.

## Geografia fisica

### Territorio
Dal punto di vista geografico, il comune di Venezia è diviso in due parti: la zona insulare e la zona di terraferma. Per quanto riguarda il rischio sismico, Venezia è classificata nella zona 4, ovvero a sismicità molto bassa.

### Clima
Venezia ha un clima temperato caldo, stabilmente umido, con estate molto calda (classificazione Köppen-Geiger Cfa) (temperature invernali di circa 5 °C in media) e nelle massime estive (28 °C in media). Secondo Köppen, rientra nella classe Csb. La piovosità raggiunge i suoi picchi in primavera e in autunno, mentre sono frequenti i temporali estivi. In inverno non sono infrequenti le nevicate, anche se di norma la neve tende a sciogliersi rapidamente; tuttavia, la notte brina spesso, cosa che coinvolge anche le acque lagunari delle zone più interne. L'elevata umidità può provocare nebbie nei mesi freddi e afa in quelli caldi.
I venti principali sono la bora (NE), dominante nei mesi invernali, lo scirocco (SE) in estate e, meno frequente, il libeccio (SW, detto localmente garbìn).
Dal punto di vista legislativo, il comune di Venezia ricade nella "fascia climatica E" con 2 345 gradi giorno, dunque il limite massimo consentito per l'accensione dei riscaldamenti è di 14 ore giornaliere dal 15 ottobre al 15 aprile.
| Venezia Lido          | Mesi  | Mesi  | Mesi  | Mesi  | Mesi  | Mesi  | Mesi   | Mesi   | Mesi  | Mesi  | Mesi  | Mesi  | Stagioni | Stagioni | Stagioni | Stagioni | Anno |
| Venezia Lido          | Gen   | Feb   | Mar   | Apr   | Mag   | Giu   | Lug    | Ago    | Set   | Ott   | Nov   | Dic   | Inv      | Pri      | Est      | Aut      | Anno |
| --------------------- | ----- | ----- | ----- | ----- | ----- | ----- | ------ | ------ | ----- | ----- | ----- | ----- | -------- | -------- | -------- | -------- | ---- |
| T. max. media (°C)    | 6,4   | 8,5   | 12,1  | 16,2  | 20,6  | 24,7  | 27,8   | 27,5   | 23,8  | 18,3  | 11,7  | 7,2   | 7,4      | 16,3     | 26,7     | 17,9     | 17,1 |
| T. min. media (°C)    | 1,1   | 2,4   | 5,9   | 9,7   | 13,9  | 17,8  | 20,3   | 20,1   | 16,5  | 11,3  | 6,2   | 1,9   | 1,8      | 9,8      | 19,4     | 11,3     | 10,6 |
| Precipitazioni (mm)   | 59    | 46    | 61    | 64    | 73    | 70    | 63     | 66     | 62    | 67    | 79    | 65    | 170      | 198      | 199      | 208      | 775  |
| Giorni di pioggia     | 7     | 6     | 7     | 8     | 9     | 7     | 5      | 6      | 6     | 6     | 8     | 7     | 20       | 24       | 18       | 20       | 82   |
| Vento (direzione-m/s) | N 2,6 | N 2,5 | E 2,6 | E 2,8 | E 2,8 | S 2,7 | SE 2,5 | SE 2,5 | S 2,5 | N 2,5 | N 2,6 | N 2,6 | 2,6      | 2,7      | 2,6      | 2,5      | 2,6  |

### Le maree
La marea osservata a Venezia può essere pensata come la somma di tre componenti: la marea astronomica, correlata al moto dei corpi celesti, principalmente Luna e Sole, il contributo meteorologico dovuto allo stato dell'atmosfera e le oscillazioni di sessa del mare Adriatico. In condizioni normali il contributo meteorologico è piccolo e il livello che si osserva coincide approssimativamente con la marea astronomica. In alcuni casi la somma degli effetti di pressione atmosferica e vento può determinare un contributo meteorologico importante che unita alle variazioni della sessa porta a notevoli basse maree oppure, al contrario, produrre il fenomeno dell'acqua alta.

#### Fenomeno dell'acqua alta

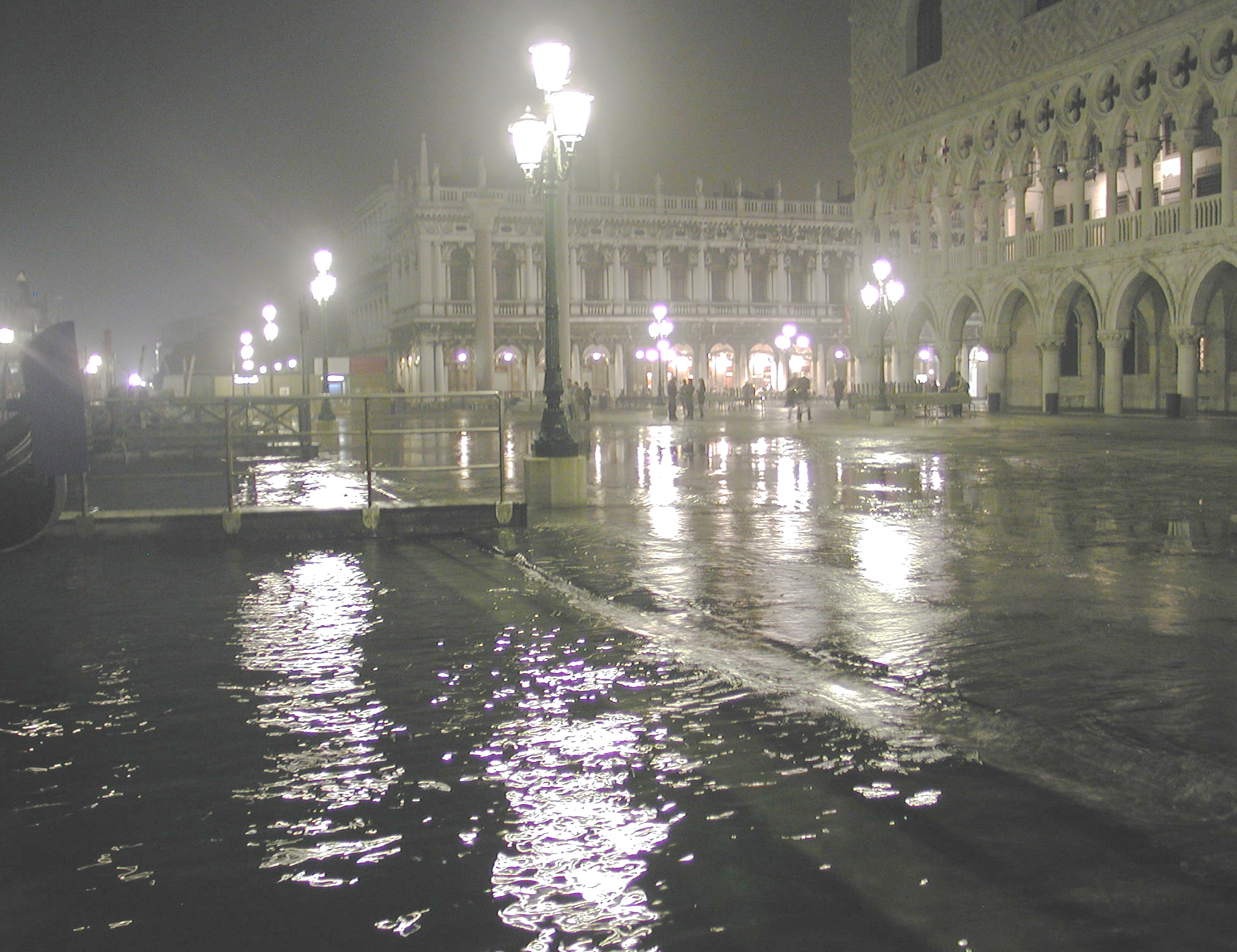
Acqua alta in Piazza San Marco

Con il termine di acqua alta sono indicati nella laguna di Venezia picchi di marea particolarmente pronunciati, tali da provocare allagamenti nell'area urbana. Il fenomeno è frequente soprattutto nel periodo compreso tra l'autunno e la primavera, quando l'alta marea può arrivare ad allagare buona parte della città rendendo difficili gli spostamenti per calli e campi. La marea che supera a Venezia la soglia di attenzione di +80 cm viene comunemente indicata come acqua alta; a questa quota sorgono problemi di trasporto e di viabilità pedonale nei punti più bassi della città. Quando la marea supera i 100 cm (5% del suolo pubblico allagato), il fenomeno inizia a interessare tratti più consistenti dei percorsi cittadini. A quota +110 cm, circa il 12% della città è interessata dagli allagamenti. Quando invece si raggiungono i +140 cm, viene allagato il 59% della città.
Il fenomeno dell'acqua alta è generato dalla combinazione di due fattori principali: l'alternarsi regolare delle maree unita a una causa meteorologica composta dalla combinazione di pioggia, vento e pressione atmosferica sulla massa marina; l'alta marea da sola non genera l'acqua alta: è la sovrapposizione di questi fattori che, combinandosi con la marea astronomica, porta il livello dell'acqua a raggiungere quote superiori in modo meno prevedibile. Il rialzo dell'acqua oltre il livello di marea è un fenomeno normale in un bacino chiuso come il mare Adriatico e il vento che lo favorisce non è tanto la bora, comune a Venezia, ma lo scirocco che agisce in senso longitudinale su tutta la massa d'acqua dell'Adriatico.
Alla variazione della frequenza degli eventi di acqua alta a Venezia contribuiscono l'eustatismo (innalzamento del livello del mare) e la subsidenza (abbassamento del suolo per cause naturali o antropiche). Un tempo si pensava che l'escavo del canale dei Petroli e l'approfondimento delle bocche di porto (che ha aumentato la sezione di scambio d'acqua tra laguna e mare) avessero amplificato il fenomeno, visto che nel passato era un evento straordinario per la città. È stato poi dimostrato che questo specifico contributo esiste ma è del tutto trascurabile se confrontato con gli altri.
Allo scopo di proteggere la laguna di Venezia da acque alte eccezionali, dal 2003 è in corso di realizzazione il progetto MOSE, che consiste in una serie di barriere mobili costituite da un numero variabile di paratoie ancorate sul fondo delle bocche di porto della laguna, che si alzano in caso di superamento del livello predefinito di marea bloccando l'afflusso di acqua dal mare.

## Origini del nome
Il toponimo "Venezia" (e le sue antiche varianti: Venédia, Venétia, Venésia, Venéxia, Vinegia) era utilizzato inizialmente per indicare tutta la terra delle popolazioni venete preromane.
Venetia compare così nella suddivisione amministrativa augustea dell'Italia (6 d.C.) e, accanto all'antica Istria, faceva parte della X Regio. Il toponimo continuò a essere utilizzato sotto i Bizantini che chiamavano Venetikà, o Venetia maritima in latino, la fascia costiera da Chioggia a Grado. Di conseguenza, il nome è passato poi a indicare il Ducato di Venezia e solo più tardi la sua capitale: è noto infatti che il centro è sorto in epoca tarda riunendo gli abitati sorti sulle sue isole.
Una particolarità del nome latino di Venezia è che esso è un pluralia tantum, si declina cioè al plurale Venetiae e non Venetia; questo forse perché la città veniva concepita come l'unione di più centri sorti sulle diverse isolette e poi fusisi insieme, o comunque costituita da una pluralità di elementi. Nei documenti antichi la regione compariva, quindi, al singolare Venetia (Venetia et Histria, Venetia Maritima), ma quando ci si riferiva alla città si ricorreva invece al plurale: Venetiarum Civitas, Venetiarum Respublica, Venetiarum Patriarcha.

## Storia

### Evo antico e Medioevo

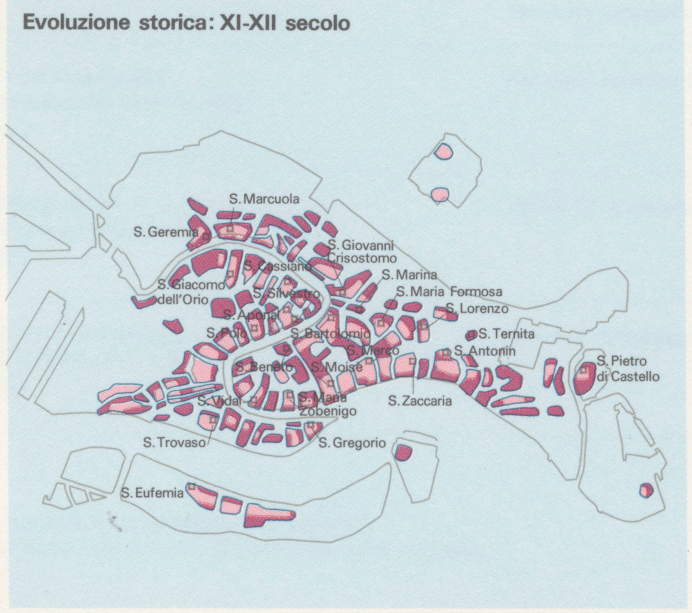
Venezia nell'XI e XII secolo

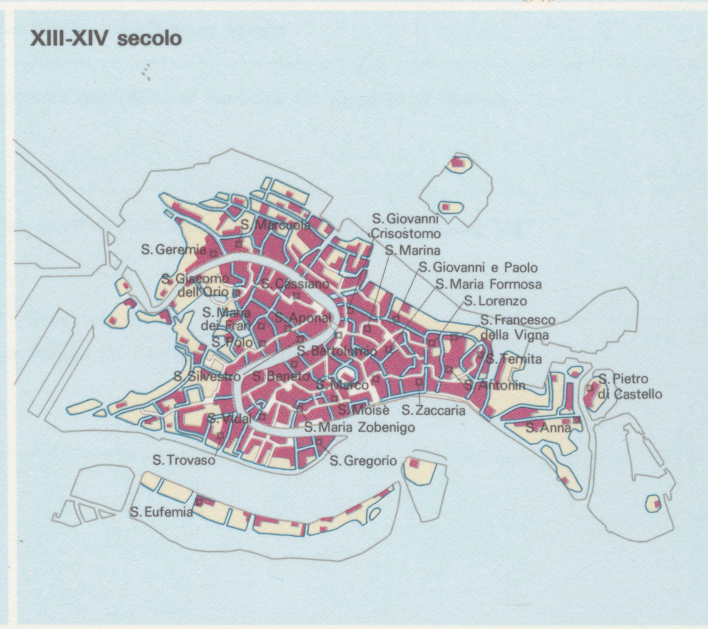
Venezia nel XIII e XIV secolo

La laguna veneziana si è formata nell'VIII secolo a.C. da un precedente ambiente fluvio-palustre; si suppone che vi fossero insediamenti umani sin dall'epoca preistorica, consentiti dalla ricchezza di risorse che potevano favorire caccia e pesca. In età pre-romana, vale a dire nel periodo paleoveneto, la civiltà era ben radicata nella zona, con popolazioni dedite alla pesca, alla produzione del sale, ai trasporti marittimi e alle altre attività mercantili connesse. Snodo di intensi traffici commerciali che collegavano l'Adriatico con il centro e il nord Europa, in questo periodo si svilupparono nella zona alcuni insediamenti, fra i quali spiccava, ormai con una fisionomia protourbana, il centro di Altino.
La venuta dei Romani rafforzò questa situazione: il sistema dei porti venne potenziato (a questo periodo risale Chioggia), mentre l'entroterra venne bonificato e centuriato, come ancora visibile nella disposizione di strade e fossi. La laguna divenne probabilmente luogo di villeggiatura per la nobiltà, come testimoniano alcuni ritrovamenti.
Secondo il Chronicon Altinate dell'XI secolo, il primo mitico insediamento a Venezia sulla Riva Alta (Rialto) risalirebbe al 25 marzo del 421, con la consacrazione della chiesa di San Giacometo sulle rive del Canal Grande: nonostante studi recenti abbiano però dimostrato che San Giacomo di Rialto è assai più tarda, risalendo alla metà del XII secolo, il V secolo è comunque il probabile periodo di inurbazione stabile sulla laguna e, dunque, della fondazione della futura città di Venezia, poiché in quel tempo gli abitanti della terraferma cercarono rifugio nelle lagune a seguito delle varie ondate di invasioni barbariche, in particolare quella degli Unni (452) e dei Longobardi (568). Parallelamente, si trasferirono in laguna le maggiori istituzioni religiose, come il vescovo di Altino a Torcello. Tuttavia, l'area lagunare si presentava allora come un insieme ancora molto eterogeneo di piccoli insediamenti distinti, mentre maggiore importanza avevano alcuni centri limitrofi come Torcello, Ammiana e Metamauco.

Carta politica della penisola italiana intorno al 1000: in verde i possedimenti veneziani.

Riuniti assieme con tutta l'Italia all'Impero Romano d'Oriente con la Prammatica Sanzione di Giustiniano I del 554, il Triveneto è nuovamente travolto dalla calata dei Longobardi del 568. I Bizantini perdono gran parte della zona, mantenendo solamente la fascia costiera: è da questo momento che il termine Venetia, un tempo riferito a tutto il Veneto, viene a indicare solo la zona delle lagune.
Venetia maritima viene eretta nel 697 a ducato dipendente dall'Esarcato di Ravenna, con capitale prima a Eracliana e quindi a Metamauco. A seguito della tentata invasione franca di Pipino (Carlomanno), nell'821 la più sicura Rialto diviene capitale del Ducato di Venezia, assumendo nel tempo il nome stesso del territorio e dello Stato e diventando definitivamente Venezia. La vicinanza con il Sacro Romano Impero dei Franchi, il rapporto privilegiato con l'Oriente bizantino e contemporaneamente la distanza da Costantinopoli ne fece uno dei principali porti di scambio tra l'Occidente e l'Oriente, permettendo lo sviluppo di una classe mercantile dinamica e intraprendente che, nel corso di quattro secoli circa, trasformò la città da remoto insediamento e avamposto imperiale a potenza padrona dei mari, ormai totalmente indipendente.

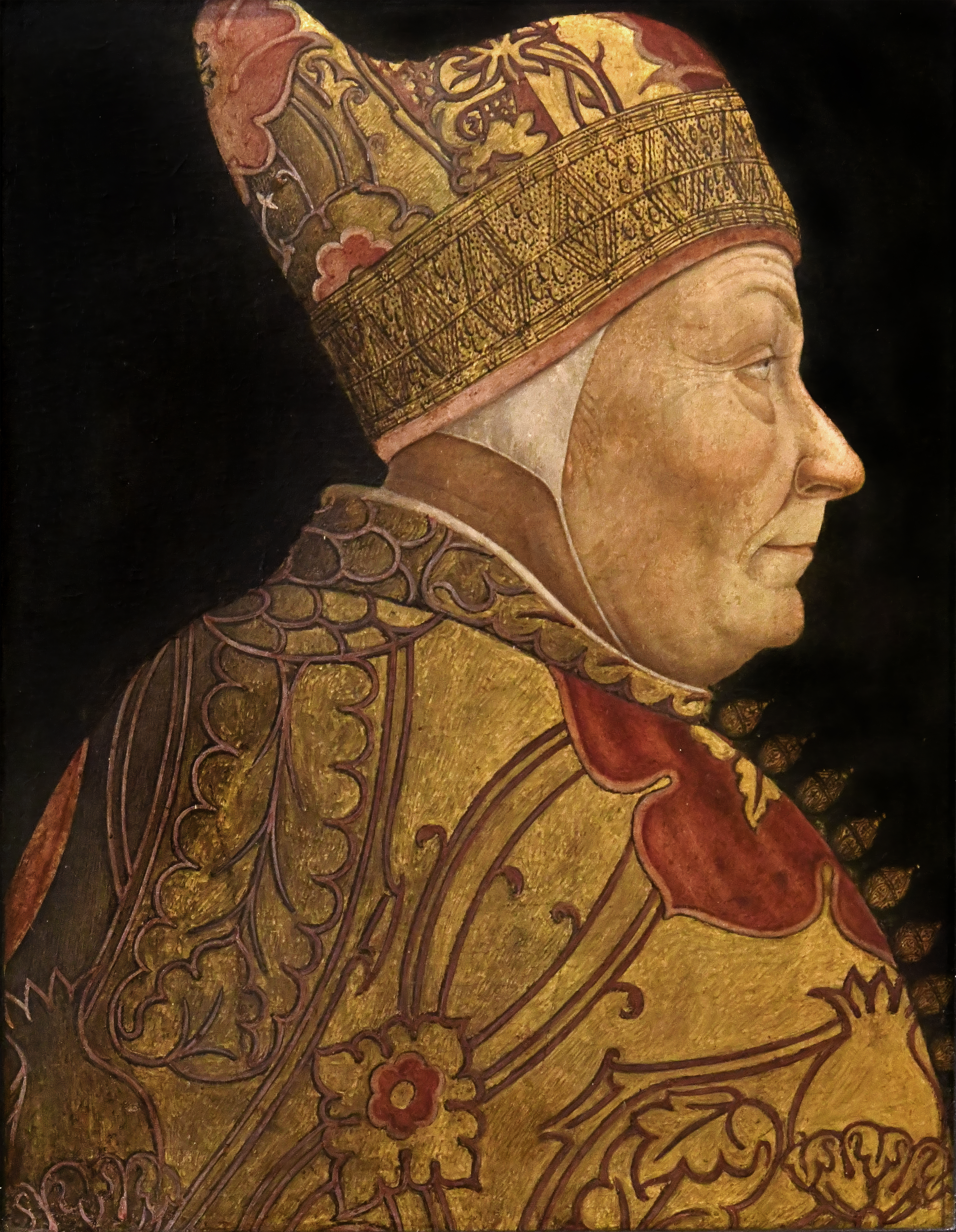
Lazzaro Bastiani, Ritratto di Francesco Foscari. Con il doge Foscari la Repubblica vide la maggiore espansione territoriale della sua storia e il dogato più lungo.

Durante il Basso Medioevo, Venezia è annoverata fra le Repubbliche marinare e, a ricordo di ciò, il leone di San Marco, emblema della Serenissima, appare nelle insegne marine della bandiera italiana unitamente ai simboli di Genova, Pisa e Amalfi. Il capo del governo era il Doge (dal latino dux), il quale vide, con il passare del tempo, il suo potere sempre più vincolato da nuovi organi istituzionali. Molti Dogi, soprattutto prima dell'anno mille, si videro costretti a prendere i voti perché i cittadini li reputavano troppo bramosi di potere: alcuni vennero anche uccisi o abbacinati.
All'apice della sua potenza, nel XIII secolo, Venezia dominava gran parte delle coste dell'Adriatico, regioni quali la Dalmazia, l'Istria, molte delle isole dell'Egeo, Creta, Cipro, Corfù, ed era la più importante potenza militare e fra le principali forze mercantili nel Medio Oriente. Nel XV secolo il territorio della Repubblica si estendeva dall'Adda all'Istria, e da parte della provincia di Belluno, al Polesine veneto. Dal XV secolo il primato veneziano cominciò a decadere in seguito a eventi storici come l'accrescimento della potenza ottomana e lo spostamento dei commerci verso le Americhe, che colpirono duramente la vocazione marittima della città, che finì per volgere i suoi interessi economici verso l'entroterra.

### Evo moderno e contemporaneo

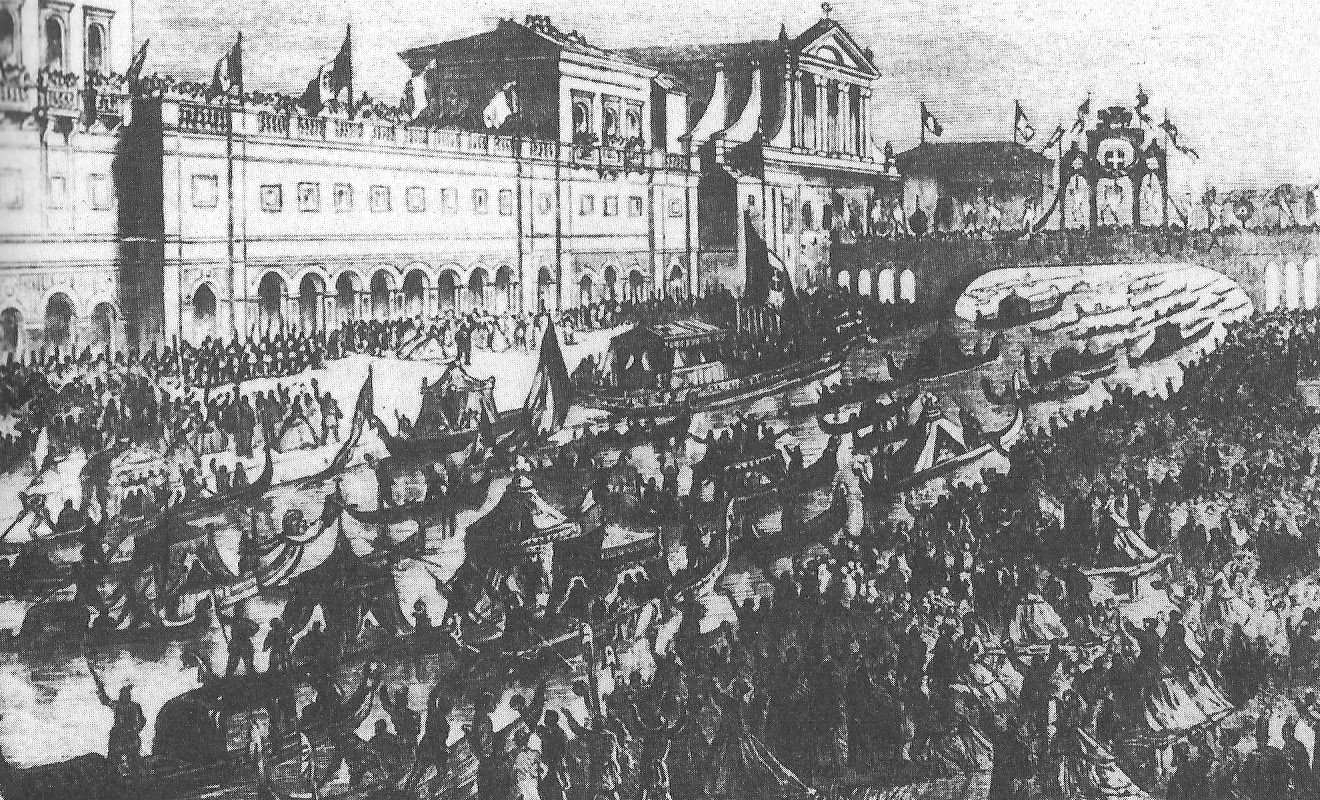
7 novembre 1866. Il trionfale ingresso di Vittorio Emanuele II.

Il progressivo accrescimento degli interessi commerciali stanziali sulla terraferma, ovverosia la crescita d'importanza dell'agricoltura e la relativa costruzione di numerose ville-fattorie come quelle palladiane, mutò anche la condizione economica e lo stile di vita della classe dominante veneziana. Nel XVIII secolo Venezia era tra le città più importanti d'Europa, con una forte influenza sull'arte, sull'architettura e sulla letteratura del tempo.
Dopo oltre 1 000 anni d'indipendenza, il 12 maggio 1797 il doge Ludovico Manin e il Maggior Consiglio vennero costretti da Napoleone I ad abdicare per proclamare il "Governo Provvisorio della Municipalità di Venezia". Durante il primo decennio dalla perdita della sovranità della Repubblica di Venezia, vennero compiuti molti interventi sulla città, come l'interramento del rio di Sant'Anna, che divenne Via Garibaldi, le demolizioni per costituire i Giardini di Castello e la distruzione dei granai di Terranova per costruire i Giardini Reali nelle Procuratie Nuove.

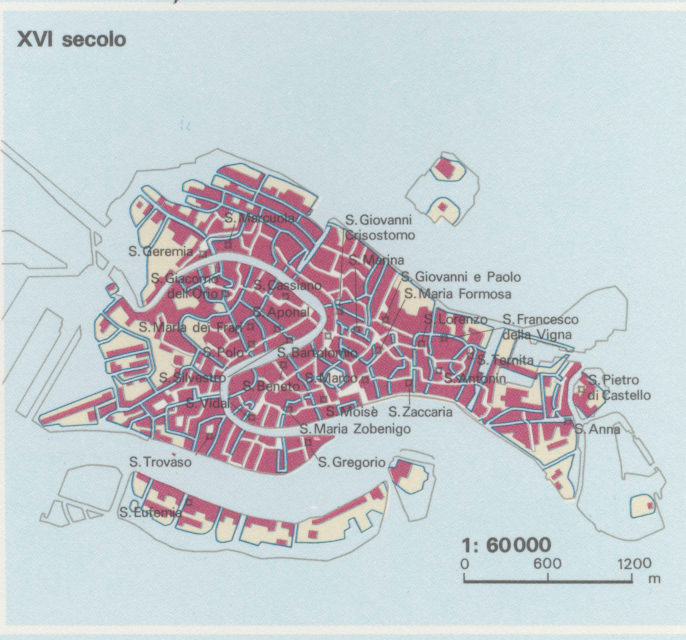
Venezia nel XVI secolo

Con il trattato di Campoformio tra francesi e austriaci, il 17 ottobre 1797 la "Municipalità di Venezia" cessò di esistere e furono ceduti all'Austria il Veneto, l'Istria, la Dalmazia e le Bocche di Cattaro, che andarono a formare la "Provincia veneta" dell'Impero austriaco. Tornata ai francesi con la pace di Presburgo del 26 dicembre 1805, fu poi di nuovo austriaca sino all'Unità d'Italia. Nel 1848 la città partecipò attivamente ai moti rivoluzionari e, sotto l'iniziativa di Daniele Manin, fu, sebbene per poco, indipendente con l'istituzione della Repubblica di San Marco. Dopo un anno di assedio da parte degli austriaci, la Repubblica dovette arrendersi il 22 agosto 1849. Nel 1866 entrò a far parte del Regno d'Italia e l'annessione fu sancita dal plebiscito del 21 e 22 ottobre 1866, che vide vincere il sì con il 99,9% dei voti favorevoli dell'elettorato attivo. Nel 1883 il comune di Malamocco, comprendente tutto il Lido di Venezia, fu soppresso e incorporato a Venezia.

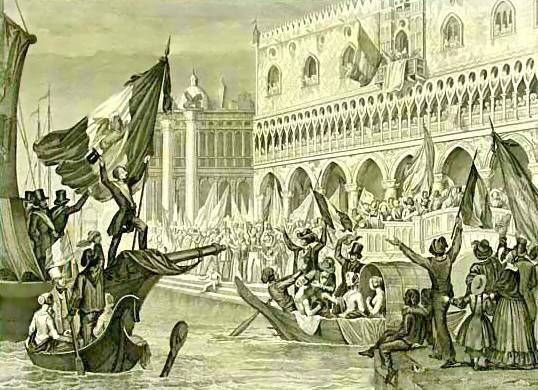
La proclamazione della Repubblica di San Marco, litografía del 1850 ca.

Il 24 maggio 1915 l'Italia entrò nel primo conflitto mondiale a fianco delle potenze dell'Intesa. Con la ritirata di Caporetto, nel disperato tentativo di difendere Venezia e la sua preziosa base navale, l'esercito italiano si attestò sul Piave e respinse due offensive austro-ungariche (una alla fine dell'anno, la seconda nel giugno 1918). Venezia venne quindi a trovarsi a ridosso del fronte. In questo contesto subì numerosi attacchi aerei da parte dell'Austria-Ungheria, che causarono svariati danni alla città.
Nel 1917 la zona di Bottenigo (il cui nome venne cambiato in Marghera) fu integrata nel comune di Venezia, e in essa cominciarono la costruzioni delle nuove installazioni portuali di Porto Marghera. Negli anni venti la città vide accrescere notevolmente il suo territorio, grazie all'accorpamento dei comuni di Burano, Murano, Pellestrina (1923), Chirignago, Zelarino, Mestre e Favaro Veneto (1926). L'annessione della terraferma, in particolare, fu legata alla nascita del polo industriale di Marghera, voluto dalle politiche economiche di quegli anni. Venezia, per la propria conformazione urbana in mare, si rivelava infatti incapace di avere una propria compiuta area industriale: l'espansione in terraferma divenne la soluzione necessaria per dare nuovo sviluppo alla città lagunare e lavoro alla manodopera.
Nel 1933 venne costruito il ponte stradale fra Venezia e la terraferma (affiancato al precedente ponte ferroviario costruito nel 1846). Durante la seconda guerra mondiale i centri di Marghera e Mestre subirono pesanti bombardamenti aerei. Il 21 marzo 1945 la città lagunare subì il suo unico attacco aereo del conflitto: fino a quel momento infatti gli Alleati si erano concentrati sulle installazioni portuali e le vie di comunicazione sulla terraferma, evitando di colpire una città dal così grande valore culturale e architettonico. Il bombardamento fu molto specifico, colpendo il porto con i suoi magazzini e affondando tre navi mercantili. Nel complesso Venezia superò la guerra quasi indenne, grazie alle precauzioni adottate dalle potenze belligeranti così come alla sua posizione isolata e facilmente riconoscibile dai piloti dei bombardieri.
Il dopoguerra vede la grande espansione edilizia della terraferma veneziana, che attrasse immigrati da tutto l'entroterra veneto e dallo stesso centro storico. In parallelo a questa espansione si è assistito all'abbandono del centro storico da parte della maggioranza della sua popolazione. In conseguenza di questi fenomeni, la terraferma veneziana ha oggi oltre il doppio degli abitanti della Venezia insulare.
La crescita demografica di Mestre divenne vertiginosa a partire dagli anni sessanta, quando alle politiche abitative e del lavoro, che non favorivano i residenti lagunari, si sommarono i disastrosi effetti dell'alluvione del 1966, che mostrò la vulnerabilità delle abitazioni ai piani bassi di Venezia. L'incredibile rapidità dello sviluppo fece sì che questo avvenisse in modo alquanto disordinato e al di fuori di un piano regolatore (è il cosiddetto sacco edilizio di Mestre). La sera dell'11 settembre 1970 il centro storico fu colpito da una tromba d'aria di intensità stimata F4 sulla scala Fujita, che provocò gravi danni tra cui l'affondamento di un motoscafo dell'ACNIL che causò la morte di 21 persone. A metà degli anni '70 ci fu un declino dei settori chimico, industriale e cantieristico con un conseguente reimpiego, maggioritario, del capitale umano e economico nel settore del turismo.
Durante gli anni di piombo anche Venezia fu ripetutamente oggetto di atti criminosi come la notti dei fuochi del Veneto, la bomba alla sede de Il Gazzettino e vari omicidi, fra cui quelli di Giuseppe Taliercio, Alfredo Albanese e Lino Sabbadin. In città erano presenti cellule delle Brigate Rosse, di Prima Linea e di Ordine Nuovo.

## Simboli e onorificenze
Il 30 marzo 1995, la Giunta municipale diede incarico a Mario De Biasi e Giorgio Aldrighetti di definire gli emblemi per la Città di Venezia. I bozzetti che accompagnarono la relazione storico araldica erano opera di Sandro Nordio. Lo stemma e il gonfalone poi in uso vennero quindi concessi con Decreto del presidente della Repubblica il 6 novembre 1996.

Gonfalone cittadino.

Stemma: 
(D.P.R. 6.11.1966)
Gonfalone: 
(D.P.R. 6.11.1966)

### Onorificenze francesi
Il presidente del consiglio, ministro della guerra. Citazione all'ordine dell'Armata:

## Monumenti e luoghi d'interesse
(Goethe, Viaggio in Italia, 1816)

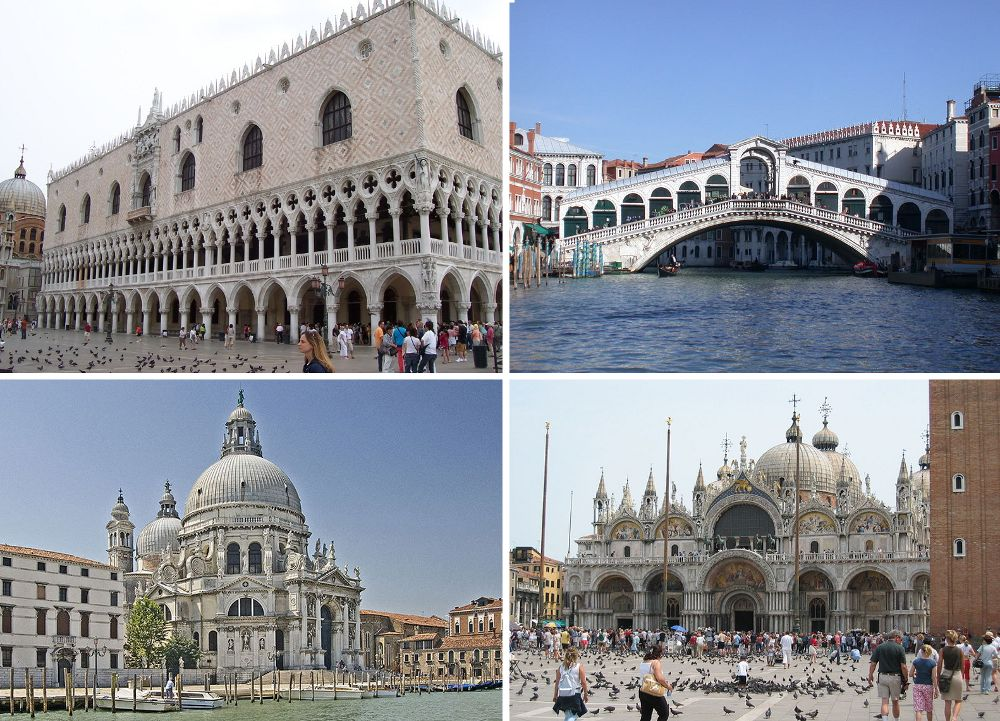
Da in alto a sinistra in senso orario: il Palazzo Ducale, il ponte di Rialto, la Basilica di San Marco e la Basilica di Santa Maria della Salute

I monumenti del comune di Venezia si trovano quasi totalmente nel centro storico e nelle isole della laguna.
Il luogo più celebre della città è Piazza San Marco, l'unica nel centro storico a essere caratterizzata dal toponimo "piazza": le altre piazze sono chiamate infatti "campi" o "campielli". La Basilica di San Marco è situata al centro della piazza, colorata d'oro e rivestita da mosaici che raccontano la storia di Venezia, assieme ai bassorilievi che raffigurano i mesi dell'anno. Sopra la porta principale, i quattro cavalli bronzei provenienti dal palazzo imperiale di Costantinopoli, che furono trasportati a Venezia in seguito alla quarta crociata del 1204 su ordine del doge Dandolo (comandante della crociata). La pianta a croce greca è sovrastata da cinque grandi cupole. La fabbrica è la terza basilica dedicata a San Marco che sorge in questo luogo: le prime due andarono distrutte. Questa versione fu ispirata dalla chiesa dei Santi Apostoli di Costantinopoli (distrutta dai musulmani pochi anni dopo la conquista del 1453), di cui è una sorta di replica in scala ridotta. L'interno è rivestito di mosaici a fondo oro che raffigurano passi biblici e allegorici. Inizialmente, era la cappella dei Dogi della Repubblica di Venezia.
Il Palazzo Ducale sorge a fianco della Basilica: a unirli, la Porta della Carta, opera di Bartolomeo Bono, che è l'uscita del museo di Palazzo Ducale. L'ingresso principale è sul lato che guarda alla laguna. Sede del governo della Serenissima, è stato costruito nel XV secolo con marmi d'Istria. Qui sorgeva un castello, poi dato alle fiamme per far uscire Pietro IV Candiano che vi aveva trovato rifugio durante una sommossa. Ora il Palazzo è un museo, con opere dei migliori artisti veneziani: la Biblioteca Sansoviniana, che si trova al suo interno, ospita delle mostre temporanee. Da vedere la Sala del Maggior Consiglio, che per secoli fu la più grande sede di governo del mondo, il Ponte dei Sospiri, le carceri e i Piombi.

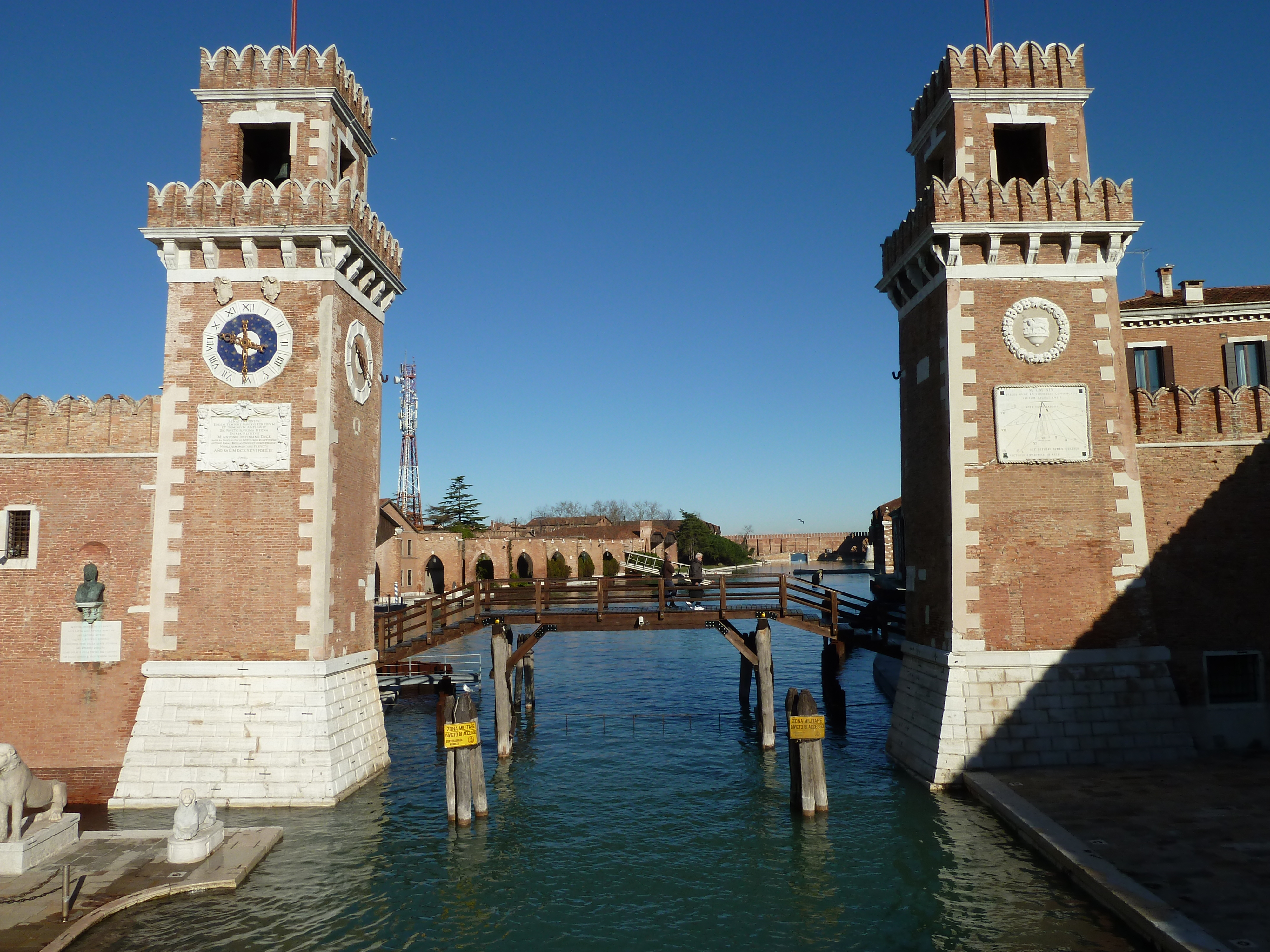
Le torri dell'Arsenale

Di fronte al Palazzo Ducale sorge il campanile di San Marco: costruito nel 1173 come faro per i naviganti, fu restaurato da Bartolomeo Bon nel XV secolo. Crollò il 14 luglio 1902 e venne interamente ricostruito. La loggetta in marmo rosso di Verona è un'opera di Jacopo Sansovino, e su di essa si trovano i bassorilievi che raffigurano allegorie con le imprese della Repubblica del Leone.
Altri importanti monumenti veneziani sono l'Arsenale, la basilica di Santa Maria della Salute, la basilica di Santa Maria Gloriosa dei Frari, le sinagoghe del Ghetto.
Venezia è celebre anche per i suoi caffè storici. Importato dall'Impero ottomano intorno al 1615, a partire dal 1683 si diffusero moltissime caffetterie in tutta la città. Il 29 dicembre 1720 fu aperto il celebre Caffè Florian, ancor attivo in Piazza San Marco, sotto le Procuratie Nuove, nel 1775 fu la volta invece dell'altrettanto celebre Caffè Quadri.
A Venezia ha inoltre sede il ricercato museo Peggy Guggenheim, dove si trovano grandi opere di artisti tra i quali Ernst, Modigliani, Picasso, Mirò, Pollock e Kandinsky. Nella laguna importanti mete turistiche sono le isole di Murano, Burano e Torcello. L'isola del Lido è invece una rinomata località balneare, nonché sede del celebre festival del Cinema di Venezia.

### Architetture religiose

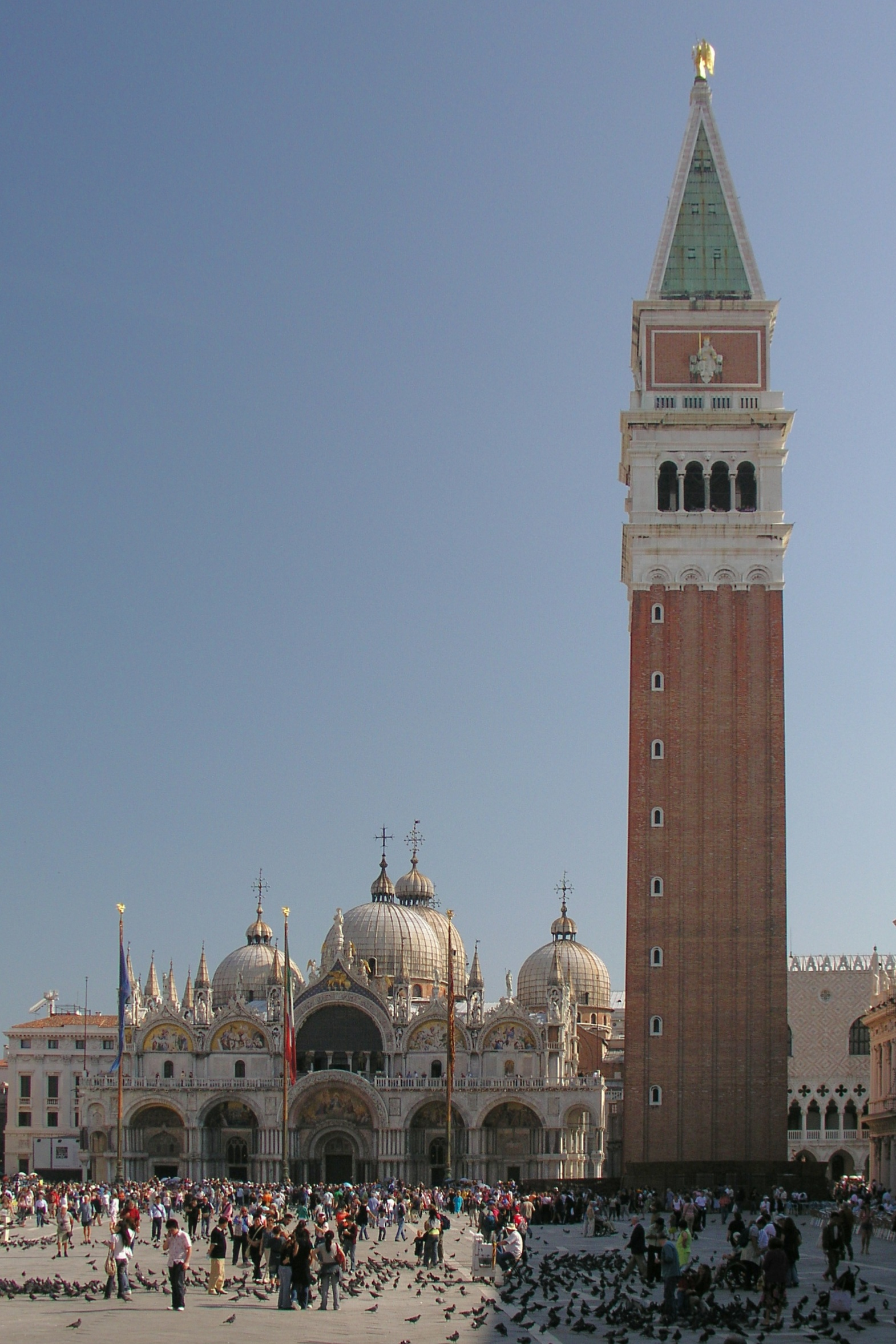
La Basilica Patriarcale di San Marco e il campanile nell'omonima Piazza

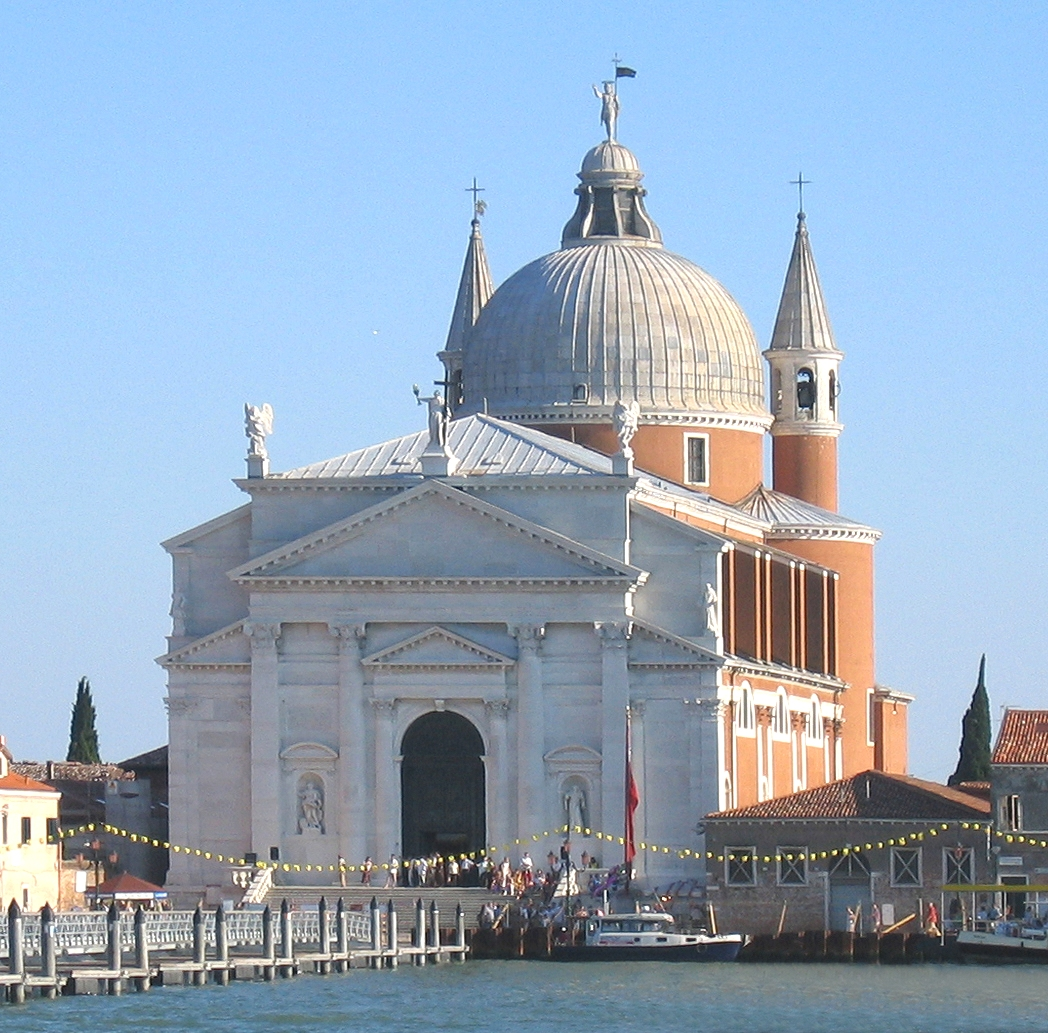
Chiesa del Redentore

Sono innumerevoli le chiese degne di nota che si possono trovare nella città lagunare, sia per i propri pregi architettonici sia per i tesori artistici ivi contenuti. Tra le più importanti si può annoverare la Basilica di Santa Maria della Salute a pianta ottagonale, con la sua imponente cupola che spicca all'incile del Canal Grande e la celebre e maestosa Basilica di San Marco, cattedrale della città e sede del Patriarca e del Patriarcato di Venezia, situata nell'omonima piazza, di fianco al Palazzo Ducale.
Tra gli altri importanti edifici religiosi, ci sono: la basilica di Santa Maria Gloriosa dei Frari, la chiesa di Santa Maria dei Miracoli, la chiesa di San Francesco della Vigna, la chiesa di San Zaccaria, la basilica dei Santi Giovanni e Paolo, la chiesa del Redentore, quest'ultima realizzata presso l'isola della Giudecca su progetto di Andrea Palladio, e la basilica di San Pietro di Castello che annovera due cappelle a opera del Veronese, oltre a essere stata la primitiva Cattedrale della città fino al 1807.

### Palazzi

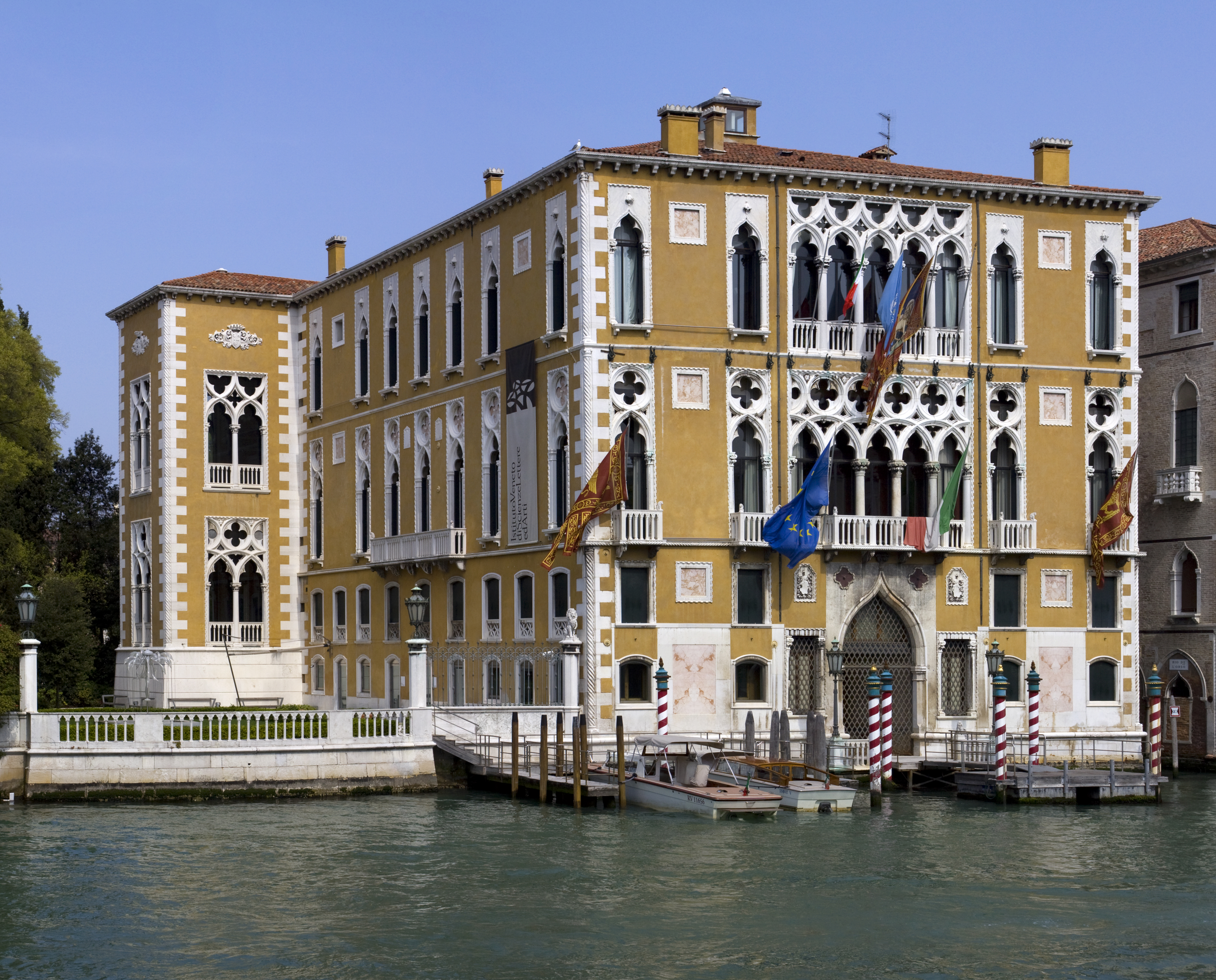
Palazzo Cavalli-Franchetti

Venezia è ricca di palazzi signorili, affacciati su campi, calli, rii e canali, antiche residenze delle più ricche famiglie veneziane dell'epoca d'oro della città.
A parte le scuole e gli edifici istituzionali come ad esempio Palazzo Ducale, quasi tutti i palazzi sono identificati con il nome della famiglia che li ha fondati o che più vi ha lasciato il proprio segno. Tra i più famosi Palazzo Fortuny, in stile gotico donato alla città di Venezia dalla vedova dell'artista spagnolo Mariano Fortuny, Palazzo Grassi, opera di Giorgio Massari, Palazzo Mocenigo dalla facciata di impronta rinascimentale, Palazzo Grimani, di proprietà demaniale e sede della Corte d'appello e Palazzo Loredan in stile gotico. Spesso nel nome vengono citate due o più famiglie come ad esempio Palazzo Cavalli-Franchetti, o Palazzo Gritti-Badoer, oppure è specificato il ramo della famiglia (es. Palazzo Morosini del Pestrin).

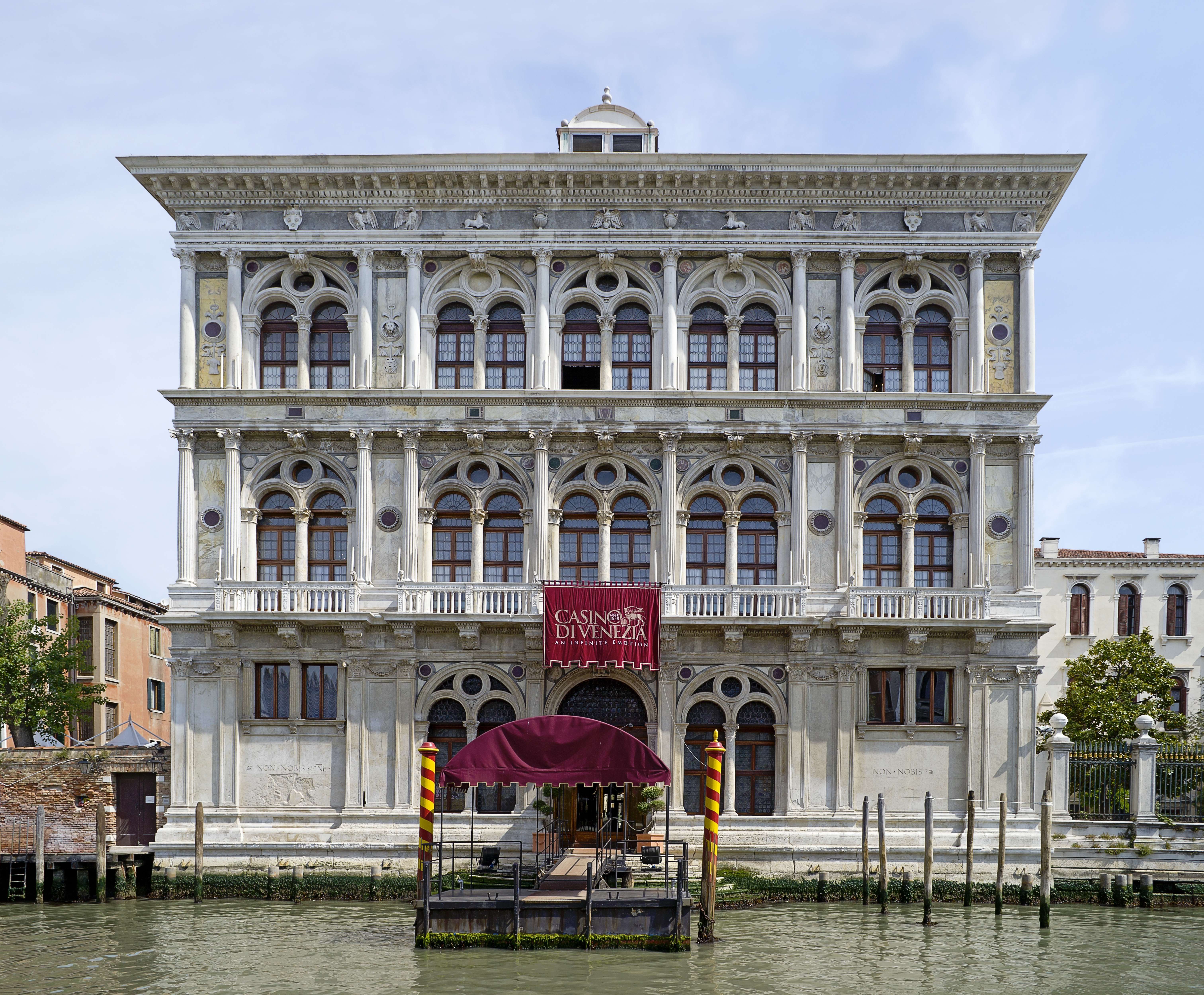
Ca' Vendramin Calergi, sede del Casinò di Venezia

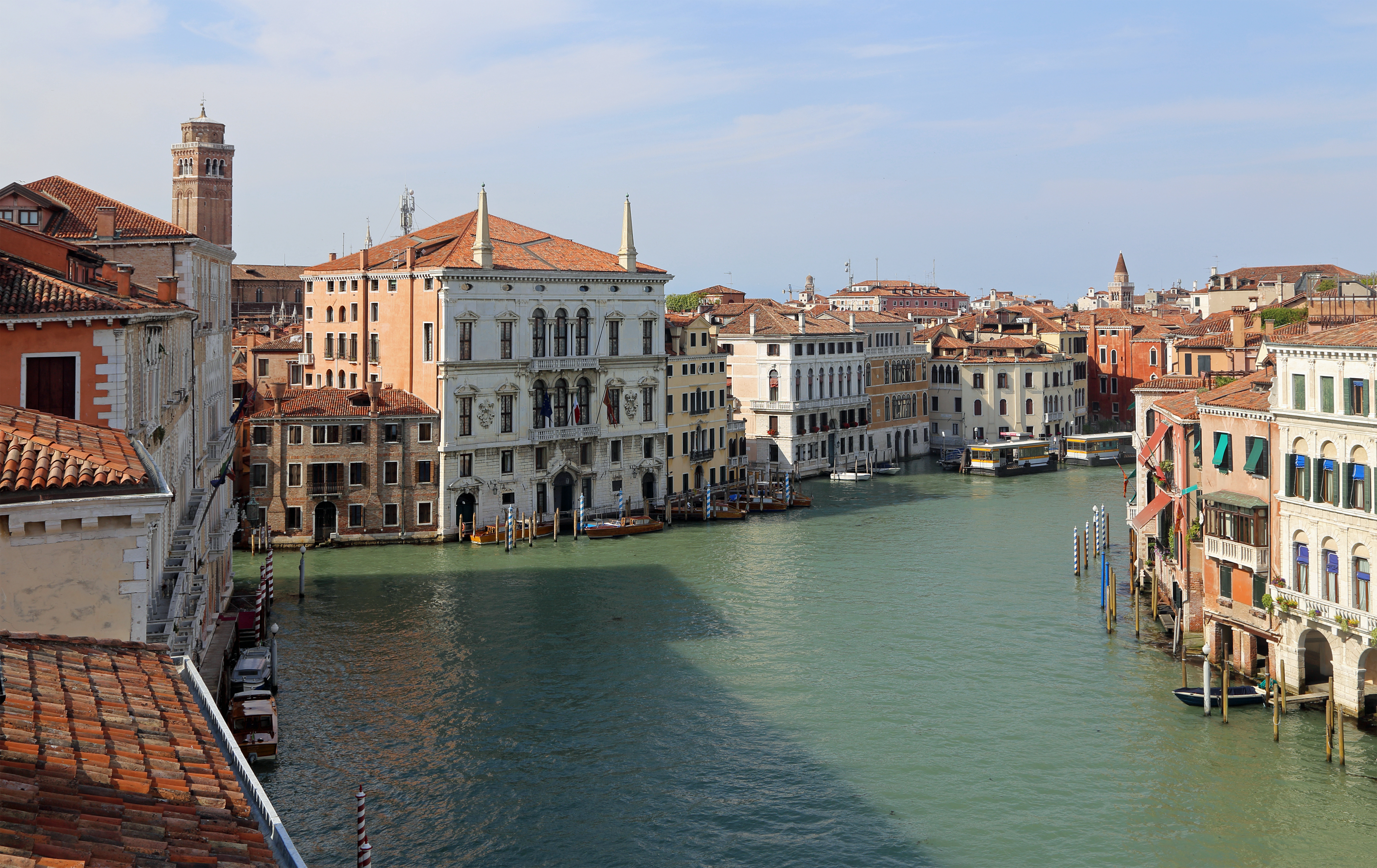
Palazzo Balbi affacciato sul Canal Grande

Molte residenze private mantengono invece la tradizionale denominazione Ca', che indicava il nome della casata e dell'edificio: ad esempio Ca' Foscari, sede dell'omonima Università cittadina, Ca' Corner, progettata nel XVI secolo da Jacopo Sansovino, Ca' Rezzonico, nel sestiere di Dorsoduro e opera del Longhena, Palazzo Balbi, sede del Presidente e della Giunta Regionale della Regione del Veneto, Ca' Pesaro, Ca' Tron, Ca' Vendramin Calergi e Ca' Dario, tristemente nota per il tragico destino di alcuni dei suoi proprietari.
Più recente l'uso dell'italiano Casa (es. Casa Venier). Alcuni edifici di non grandi dimensioni vengono spesso indicati come Palazzetto (es. Palazzetto Stern).
A Venezia, vista la sua antica vocazione commerciale, sono inoltre presenti i fondachi, antichi edifici di origine medioevale adibiti a magazzino e a ricovero per i mercanti stranieri. Lungo il Canal Grande sono visibili il fondaco dei Tedeschi, il fondaco dei Turchi e il fondaco del Megio.

### Ponti
Per la sua conformazione Venezia dispone di 435 ponti tra pubblici e privati che collegano le 118 isolette su cui è edificata, attraversando 176 canali. La maggior parte di essi sono costruiti in pietra, altri materiali comuni sono il legno e il ferro. Il più lungo è il ponte della Libertà che attraversa la laguna veneta, collegando la città con la terraferma e permettendo così il traffico veicolare. Il progetto è del 1931, per opera dell'ingegnere Eugenio Miozzi, mentre la sua inaugurazione si è avuta nel 1933, con il nome di Ponte Littorio.

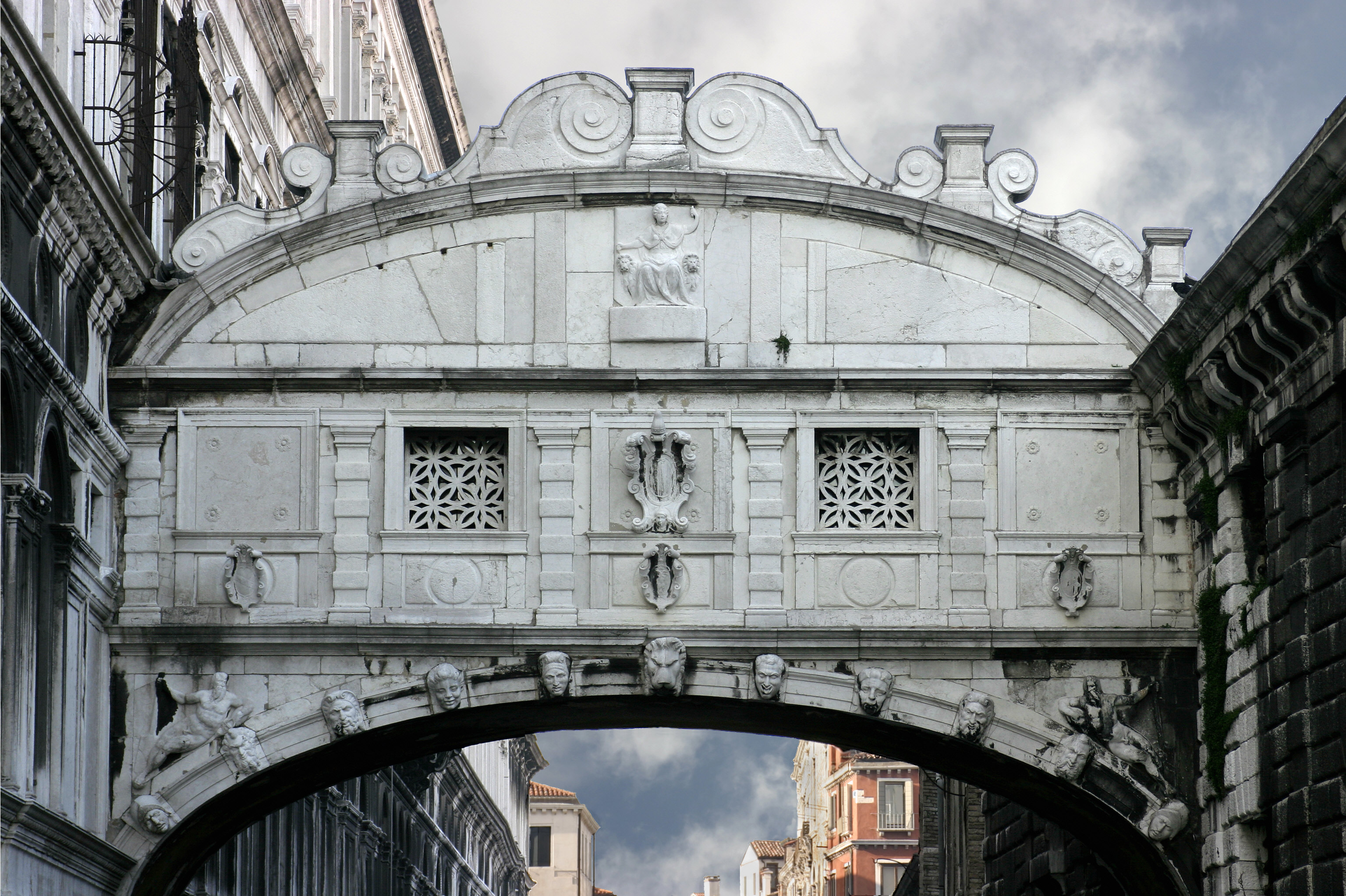
Il ponte dei Sospiri

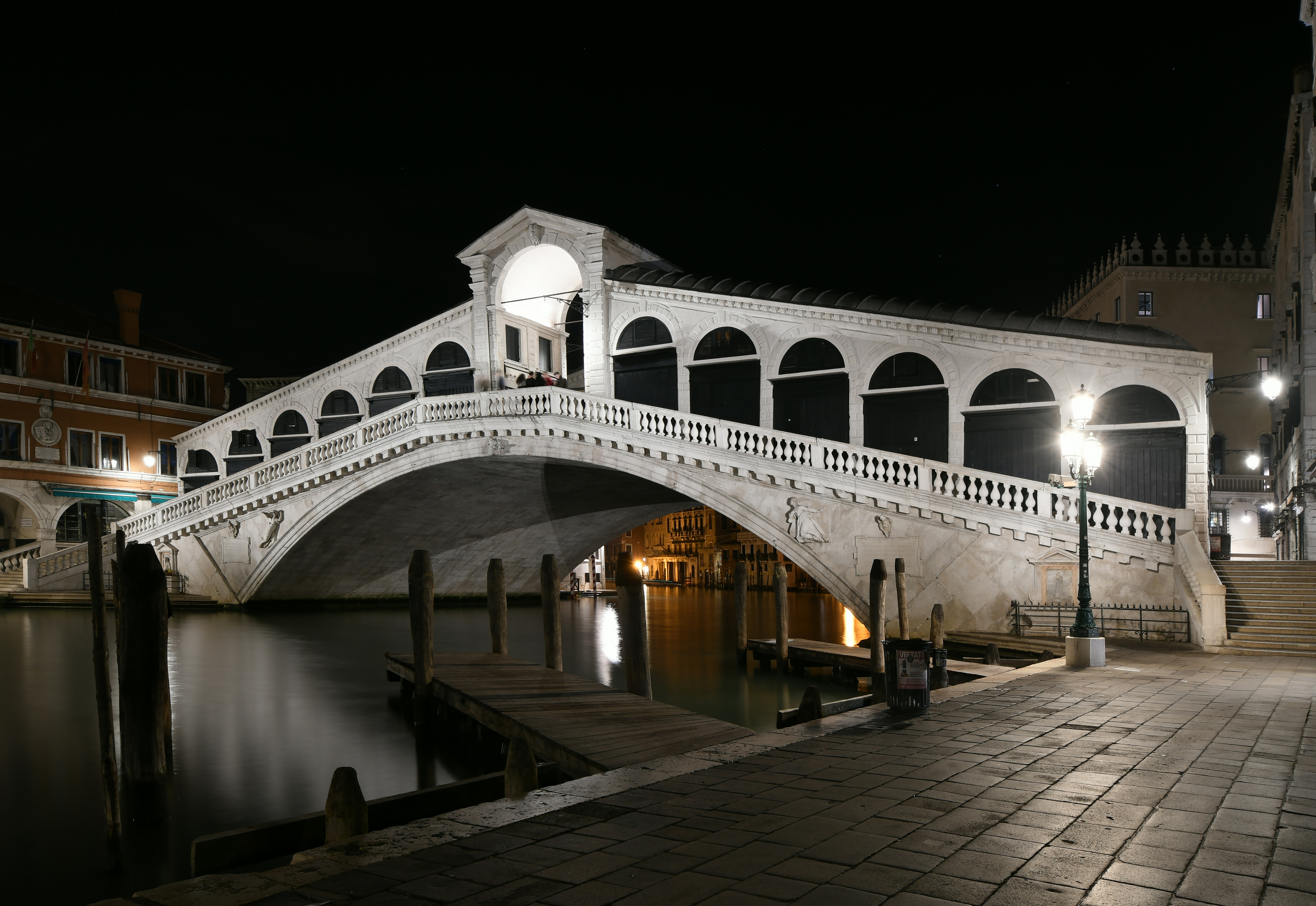
Il ponte di Rialto

Il principale canale che taglia la città, il Canal Grande, è attraversato da quattro ponti: il ponte di Rialto è il più antico (edificato intorno al XVI secolo); il ponte dell'Accademia; il ponte degli Scalzi, questi ultimi costruiti sotto la dominazione asburgica e ricostruiti nel XX secolo, e infine il ponte della Costituzione, posto in opera nel 2008 su progetto dell'architetto Santiago Calatrava.
Un altro simbolo della città è il ponte di Rialto: opera di Antonio Da Ponte, sorse nel 1591. Costituiva l'unico modo di attraversare il Canal Grande a piedi: infatti, rimase l'unico ponte fino al 1854, quando fu costruito il ponte dell'Accademia. Sui lati del corpo centrale si trovano negozi di lusso mentre, alla fine del ponte, nel sestiere di San Polo, si trovano il mercato orto-frutticolo, l'edificio coperto della pescheria e la chiesa di San Giacomo di Rialto.
Uno dei ponti più celebri di Venezia è, inoltre, il ponte dei Sospiri. Realizzato in pietra d'Istria nel XVII secolo su progetto dell'architetto Antonio Contin, collega il Palazzo Ducale con le Prigioni Nuove.

### Teatri
Venezia ai tempi della Serenissima possedeva molti teatri, per rappresentazioni sia musicali sia drammaturgiche o di commedia, molti dei quali ospitati all'interno di palazzi patrizi, come ad esempio il teatrino di Palazzo Grassi ristrutturato nel 2013 o in fabbriche di indubbio interesse architettonico, come il settecentesco Teatro La Fenice (1792), il Teatro Goldoni (risalente al 1622, anche se completamente ristrutturato negli anni settanta) e il Teatro Malibran (1678).

## Società

### Evoluzione demografica
Abitanti censiti nell'attuale territorio del comune

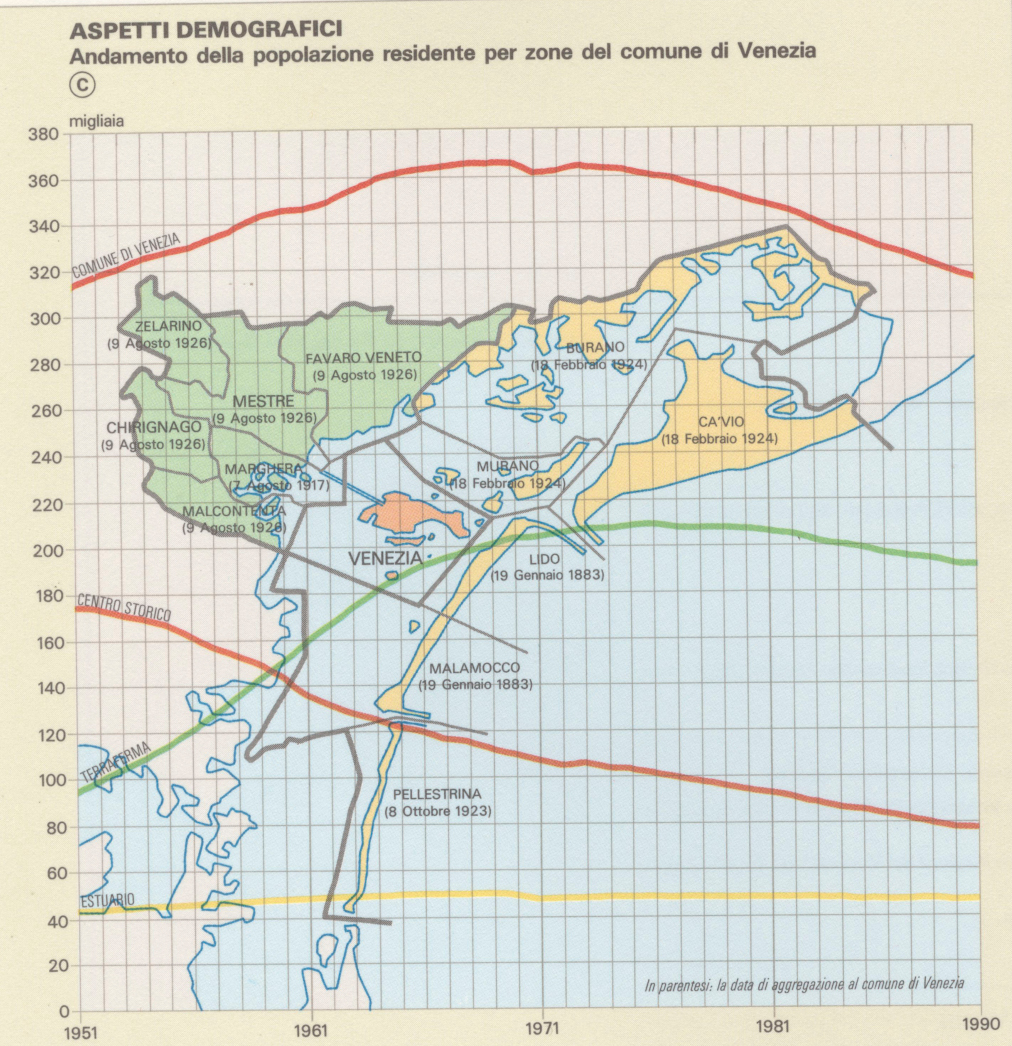
Caratteristiche demografiche fra il 1951 e il 1990

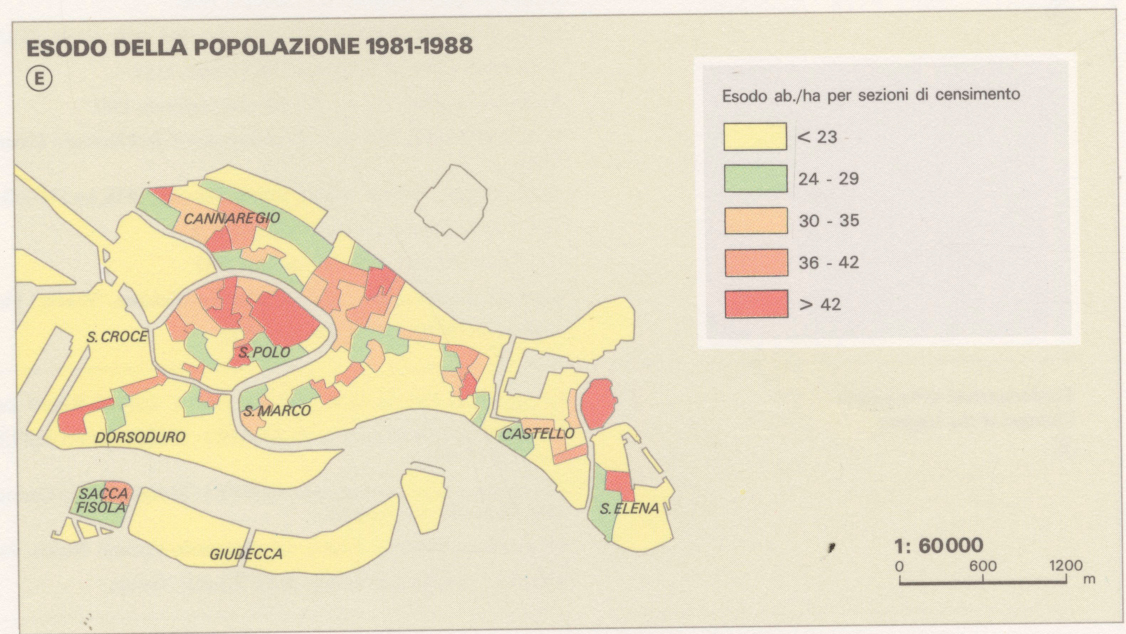
Declino della popolazione per area del centro storico negli anni 1980

Il Comune di Venezia è, per popolazione, il dodicesimo d'Italia, secondo una graduatoria che da decenni è rimasta pressoché immutata.
La popolazione è soggetta da anni a un saldo naturale negativo (-6,4‰ nel 2018), molto più accentuato rispetto ai dati dell'intera città metropolitana (-4,2‰) e della Regione (-2,8‰). Anche in confronto alle altre grandi città italiane, Venezia risulta tra quelle maggiormente segnata dal fenomeno dell'invecchiamento, preceduta solo da Genova.
D'altro canto, il tasso migratorio si mantiene positivo (+3,5‰ nel 2018), superiore sia alla media regionale (+3,2‰), sia a quella italiana (+1,1‰).
Questi fenomeni demografici non coinvolgono il Comune in modo omogeneo: la popolazione della terraferma risulta sostanzialmente stabile, mentre centro storico ed estuario mostrano una diminuzione accentuata. Infatti, se la contrazione delle nascite ha interessato tutto il Comune, nelle municipalità di terraferma è stata compensata dall'arrivo di nuovi abitanti, mentre nella municipalità di Venezia-Murano-Burano si osserva un tasso migratorio negativo che accentua la perdita di residenti. Nella municipalità di Lido-Pellestrina il saldo migratorio è leggermente positivo, ma questo non controbilancia il forte calo dovuto all'invecchiamento della popolazione.
L'età media si attesta sui 48 anni. Anche in questo caso, le due municipalità lagunari presentano i valori più alti, sfiorando i 50 anni.
Come nel resto dell'Italia, si è assistito a un graduale aumento del numero delle famiglie, con una conseguente diminuzione della dimensione media delle stesse. Nel 2018 si riscontravano in media 2 componenti per famiglia, un dato paragonabile a quelle della altre grandi città del Centro-Nord. Alla fine del 2017 il 44,6% delle famiglie era composto da una sola persona, con un massimo di 50,5% a Venezia-Murano-Burano e un minimo di 37,4% a Favaro. Complessivamente, vivevano sole 57 204 persone (nel 2000 non erano nemmeno 42 000).
Dal 1951, quando aveva raggiunto il suo massimo di 174 808 residenti, il centro storico di Venezia ha perso circa il 70% della popolazione, attestandosi sui 52 996 abitanti nel 2018. Sempre nel 1951, la popolazione della laguna rappresentava il 69,3% del Comune, contro il 30,7% della popolazione di terraferma; nel 2017 le proporzioni sono ribaltate, rispettivamente 31,3% e 68,7%. L'area urbana funzionale (FUA) conta 559 983 abitanti.
|      | Centro storico | Estuario (isole) | Centro storico + estuario | Terraferma |
| ---- | -------------- | ---------------- | ------------------------- | ---------- |
| 1901 | 146 682        | 21 064           | 167 746                   | 20 597     |
| 1931 | 163 559        | 32 826           | 196 385                   | 53 937     |
| 1951 | 174 808        | 44 037           | 218 845                   | 96 966     |
| 1971 | 108 426        | 48 747           | 157 173                   | 205 829    |
| 1991 | 76 644         | 47 057           | 123 701                   | 190 136    |
| 2001 | 65 695         | 32 183           | 97 878                    | 176 290    |
| 2018 | 52 996         | 27 730           | 80 726                    | 179 794    |

### Etnie e minoranze straniere
All'inizio del 2024 gli stranieri residenti nel comune erano 39 348, ovvero il 15,7% della popolazione. Il dato percentuale risulta più alto rispetto a quello dell'intera città metropolitana (10,2%), ma è in linea con quelli delle altre grandi città dell'Italia centrosettentrionale.
Di seguito sono riportati i gruppi più consistenti:
1. Bangladesh, 8 857
2. Romania, 6 331
3. Moldavia, 3 033
4. Cina, 3 728
5. Ucraina, 2 487
6. Albania, 1 562
7. Macedonia, 1 349
8. Filippine, 1 331
9. Kosovo, 965
10. Sri Lanka, 701

Alcune nazionalità sono costituite prevalentemente da individui di sesso maschile (è il caso di Bangladesh e Kosovo), mentre in altre prevale la componente femminile (Moldavia e Ucraina).
La popolazione straniera presenta una struttura per età ben diversa dalla componente italiana: prevalgono le classi di età giovani e attive e quelle di seconda generazione, derivanti da stranieri nati in Italia o da ricongiungimenti familiari. L'età media, di conseguenza, è molto più bassa rispetto a quella dell'intera popolazione e alla fine del 2017 si attestava sui 34 anni.
Anche la distribuzione dei residenti stranieri nel comune non è omogenea: essi costituiscono solo il 6,2% dei residenti a Lido-Pellestrina e il 7,7% a Venezia-Murano-Burano, ma raggiungono il 17,9% a Mestre-Carpenedo e il 22,9% a Marghera. Di conseguenza, gli stranieri incidono in modo diverso a livello di classi di età; per quanto riguarda i residenti da 0 a 4 anni, ad esempio, a Venezia Litorale solo 8 bambini su 100 sono stranieri, ma diventano 45 su 100 a Marghera.

### Lingue e dialetti

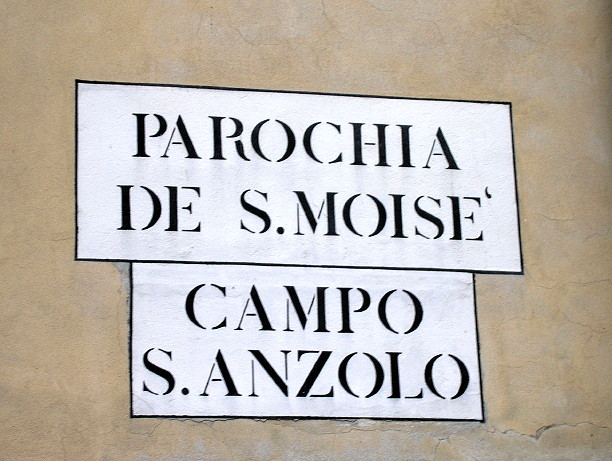
Toponomastica dialettale

Nel comune di Venezia, oltre all'italiano che è compreso e usato dalla totalità dei residenti, è parlata una notevole varietà di dialetti della lingua veneta, soprattutto a causa delle notevoli diversità geografiche del territorio, suddiviso tra centro storico, estuario e terraferma.
Sostanzialmente, si può dire che il dialetto veneziano, più propriamente veneziano lagunare, è parlato in tutta l'area della Laguna veneziana, centro storico compreso, ma può mostrare notevoli differenze tra isola e isola; spicca tra tutte Pellestrina, dove permane un idioma affine al chioggiotto. Nella terraferma (Mestre e frazioni) si parla per lo più un dialetto molto simile a quello cittadino ma con influenze dei dialetti delle vicine province di Padova e di Treviso. Nell'immediato entroterra, invece, in particolare nel limitrofo Miranese, si parla un dialetto che si avvicina molto al padovano, ma comunque sempre con alcune influenze veneziane.
Questa differenziazione non è così marcata, almeno non come un tempo. Il veneziano è infatti ben presente anche in terraferma e nell'entroterra a causa dello spopolamento della città d'acqua a favore di Mestre e dei sobborghi limitrofi. Perfino nel comune trevigiano di Mogliano Veneto, abitato in buona parte da Veneziani o da cittadini di radici veneziane.

### Religione

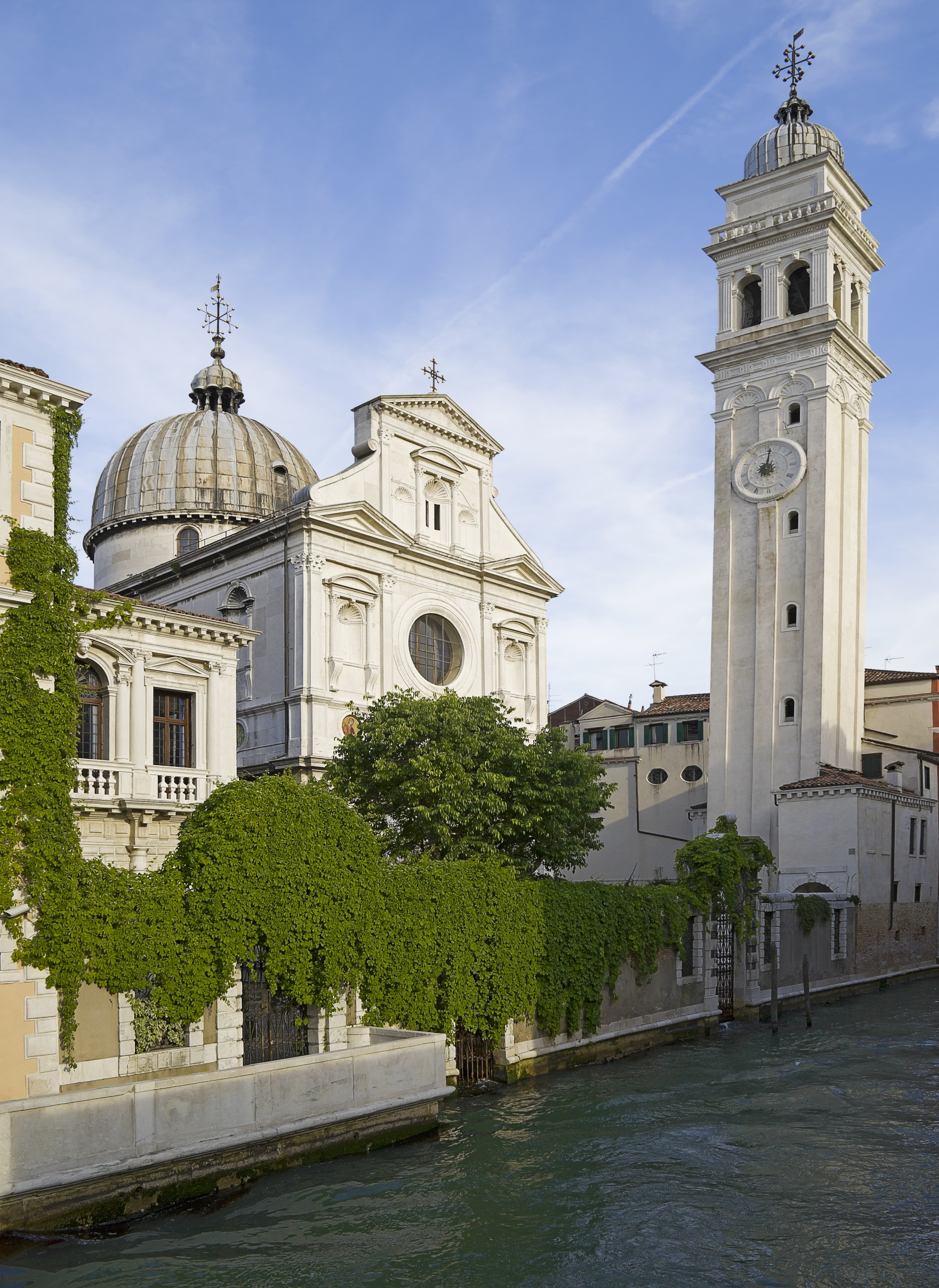
La chiesa ortodossa di San Giorgio dei Greci

Per antica tradizione, la diocesi di Venezia è l'unica diocesi italiana a titolare patriarca il proprio vescovo cattolico. Il patriarca di Venezia è il metropolita della provincia ecclesiastica che comprende tutte le diocesi del Veneto più la diocesi di Concordia-Pordenone.
L'isola di San Lazzaro degli Armeni ospita dal 1717 l'Ordine mechitarista, una delle più importanti istituzioni di cultura armena nel mondo.
Dal 1991 Venezia è sede dell'Arcidiocesi ortodossa d'Italia e Malta ed esarcato per l'Europa meridionale, di lingua greca e rito bizantino, con relativo metropolita nell'autorità del Patriarcato ecumenico di Costantinopoli. Suo centro è l'antica chiesa di San Giorgio dei Greci, nel sestiere di Castello. Nel territorio comunale si trovano inoltre tre edifici di culto della Chiesa Ortodossa Russa (la principale, in centro storico, ospitata presso l'antica chiesa di San Zan Degolà a Santa Croce, e due parrocchie di lingua moldava a Mestre e a Marghera), e altrettanti della Chiesa Ortodossa Romena (a Mestre, a Zelarino e presso la chiesa di San Giovanni Elemosinario a Rialto). Per quanto concerne le chiese ortodosse orientali, vi è una chiesa copta di recente costruzione a Tessera.
Per quanto riguarda le religioni cristiane riformate, in città sono presenti gli edifici di culto della più antica comunità luterana italiana (nel sestiere di Cannaregio), e della chiesa evangelica valdese, nel sestiere di Castello. Nei pressi delle Gallerie dell'Accademia si trova infine la chiesa anglicana di Saint George.
L'area del Ghetto è il fulcro della Comunità ebraica di Venezia che conta circa 500 appartenenti con cinque storiche sinagoghe.
Presenti in buon numero sono i Testimoni di Geova che hanno diverse sale del regno nel territorio comunale: nel centro città, al Lido, a Mestre e a Zelarino.

## Cultura

### Istruzione

#### Biblioteche e archivi

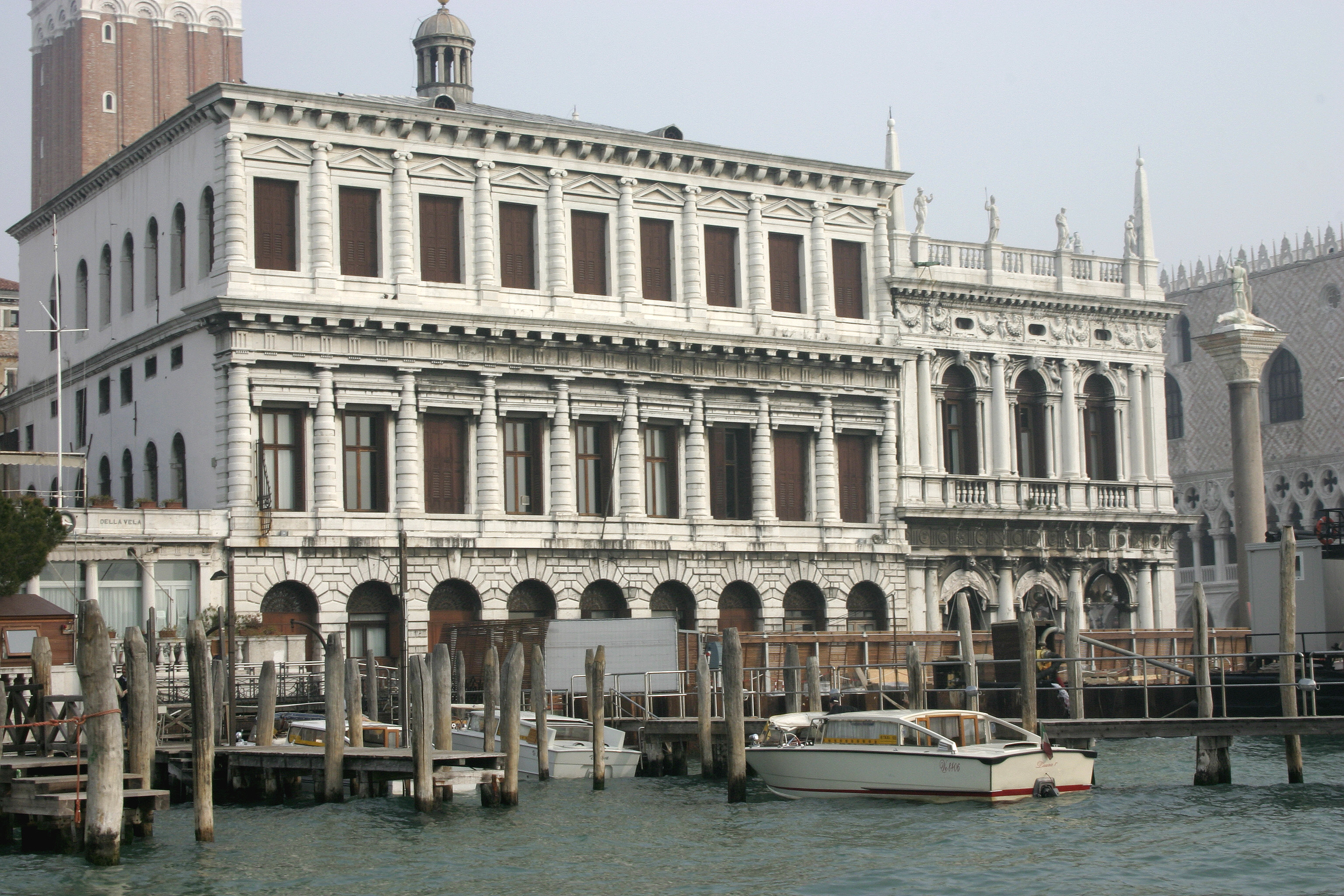
Il Palazzo della Zecca, sede della Biblioteca nazionale Marciana

La maggiore biblioteca della città, e una delle maggiori italiane, è la Biblioteca nazionale Marciana. Essa si trova in piazza San Marco, dispone di circa 1 000 000 volumi, specializzata in filologia classica e storia di Venezia, possiede una delle più pregiate raccolte di manoscritti greci, latini e orientali del mondo. Il palazzo che la ospita è opera dell'architetto Jacopo Sansovino. La Marciana fu istituita ufficialmente nel 1560, anche se già nel XIV secolo Francesco Petrarca ebbe l'idea di realizzare una biblioteca pubblica in questa città. Dopo la caduta della Repubblica, con la trasformazione delle Procuratie Nuove in Palazzo Reale, la biblioteca fu spostata in Palazzo Ducale, ma dopo la prima guerra mondiale, a causa degli esigui spazi e della crescita del patrimonio letterario, la biblioteca trovò una nuova sede presso il Palazzo della Zecca.

Presso l'ex-convento dei Frari è presente l'Archivio di Stato di Venezia che, con i suoi 70 km di scaffali, ospita la documentazione prodotta in mille anni dalla Repubblica di Venezia, dalla nascita al XX secolo. Il suo patrimonio è composto da una ricchissima collezione di pergamene, carte e disegni, conservati nelle centinaia di stanze (le antiche celle dei frati) poste attorno ai chiostri, che testimoniano non solo la storia della Serenissima, ma anche di tutto il mondo che intratteneva con essa relazioni diplomatiche e commerciali. Istituito nel 1815, dal 1866 vi affluiscono anche gli archivi prodotti dagli uffici dello Stato italiano situati a Venezia.

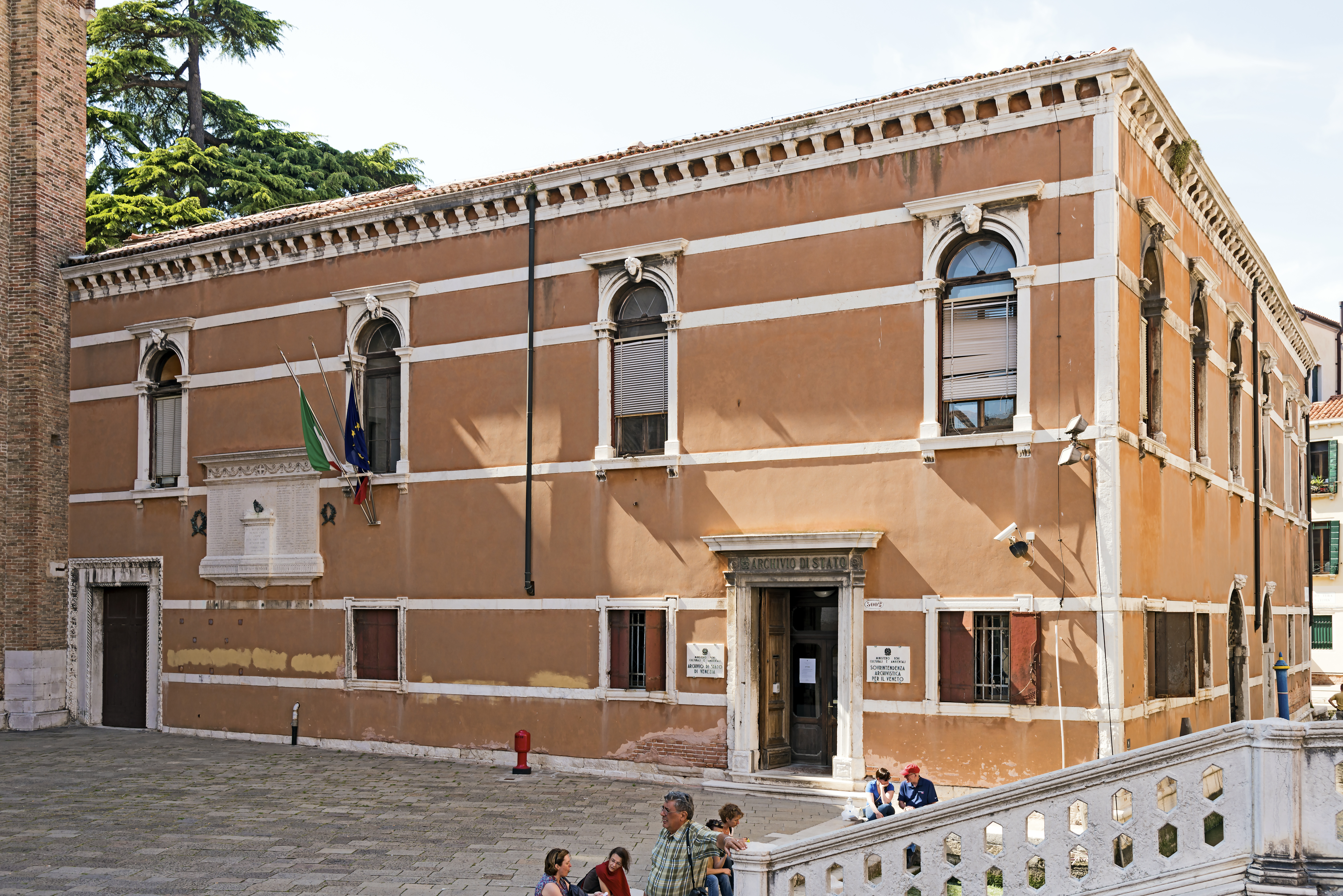
L'ex-convento di Santa Maria Gloriosa dei Frari, sede dell'Archivio di Stato di Venezia

La biblioteca della Fondazione Querini Stampalia, in campo Santa Maria Formosa con sede nel Palazzo Querini Stampalia, raccoglie materiale di carattere prevalentemente scientifico e naturalistico, assolvendo il ruolo di biblioteca civica della città grazie alla disponibilità di circa 350 000 volumi. La biblioteca fu voluta nel 1868 dal N.H. Giovanni Querini Stampalia, che moriva l'anno successivo senza eredi diretti. Subì un importante intervento di restauro da parte dell'architetto Carlo Scarpa tra 1959 e 1963 e più recentemente da parte di Mario Botta.
La Fondazione Giorgio Cini gestisce una biblioteca sull'isola di San Giorgio Maggiore, negli ambienti dell'ex monastero benedettino, recentemente restaurata da Michele De Lucchi, che si occupa di storia di Venezia, letteratura, musica, teatro e melodramma, ma è specializzata soprattutto in storia dell'arte, cui è dedicato un nucleo di oltre 150 000 volumi e circa 800 testate di periodici, di cui 200 correnti.
Importanti fondi specialistici sono inoltre quelli delle biblioteche universitarie di Ca' Foscari (oltre 830 000 volumi), dello IUAV (circa 170 000 volumi), dell'Accademia di Belle Arti (circa 16 000 volumi inventariati) e del Conservatorio Benedetto Marcello (oltre 50 000 volumi). 
Altre biblioteche con rilevante numero di opere sono la Biblioteca Monumentale del Seminario Patriarcale di Venezia (163 000 volumi e importanti altre opere d'arte) e la Biblioteca dell'Istituto Cavanis (60 000 volumi).
La comunità ebraica veneziana gestisce la biblioteca-archivio "Renato Maestro", sita nel Ghetto. Istituita ufficialmente nel 1981, offre oggi circa 12 000 titoli e un "Catalogo libri ebraici antichi" che conta 2 500 volumi risalenti ai secoli XVI-XIX.
Presso l'isola di San Lazzaro degli Armeni la biblioteca è considerata la più significativa collezione di manoscritti armeni conservati in Occidente. Fondata nel 1740 possiede 170 000 volumi di cui 4 500 manoscritti.
Alcuni musei civici gestiscono anche biblioteche specialistiche dedicate: quella del Museo Correr (135 000 volumi moderni, oltre 8 000 antichi e più di 12 000 manoscritti), di Ca' Pesaro (oltre 25 000 volumi), del Centro Studi di Storia del Tessuto e del Costume di Palazzo Mocenigo (oltre 25 000 volumi e circa 13 000 figurini di moda), e di Studi Teatrali di Casa Goldoni (oltre 30 000 volumi).
Per quanto riguarda le biblioteche civiche, la "Rete Biblioteche Venezia" raggruppa 23 biblioteche di pubblica lettura e specialistiche, delle quali sette si trovano nel centro storico, quattro nelle isole e dodici in terraferma. Come biblioteca centrale, a partire dal 1980, è stata designata la Biblioteca Civica di Mestre VEZ, aperta al pubblico nel 1953 e nel 2013 trasferitasi presso Villa Erizzo, che conta circa 100 000 volumi e 60 testate di periodici in una superficie totale di 2015 m².

#### Scuole
Delle varie scuole secondarie di Venezia, vanno ricordati alcuni istituti storici, come i licei classici "Marco Foscarini", fondato nel 1807 con decreto di Eugenio di Beauharnais, viceré d'Italia e "Marco Polo", istituito nel 1812. Tra i licei situati a Mestre, si può citare il liceo classico Raimondo Franchetti. Un altro istituto storico è l'Istituto Cavanis del 1804 fondato da religiosi, grande polo più moderno è invece l'Istituto Benedetti - Tommaseo.
A queste si può aggiungere la nota Scuola navale "Morosini", che continua l'antico Collegio dei giovani nobili, fondata il 2 ottobre del 1961 e con sede presso l'isola di Sant'Elena.

#### Università

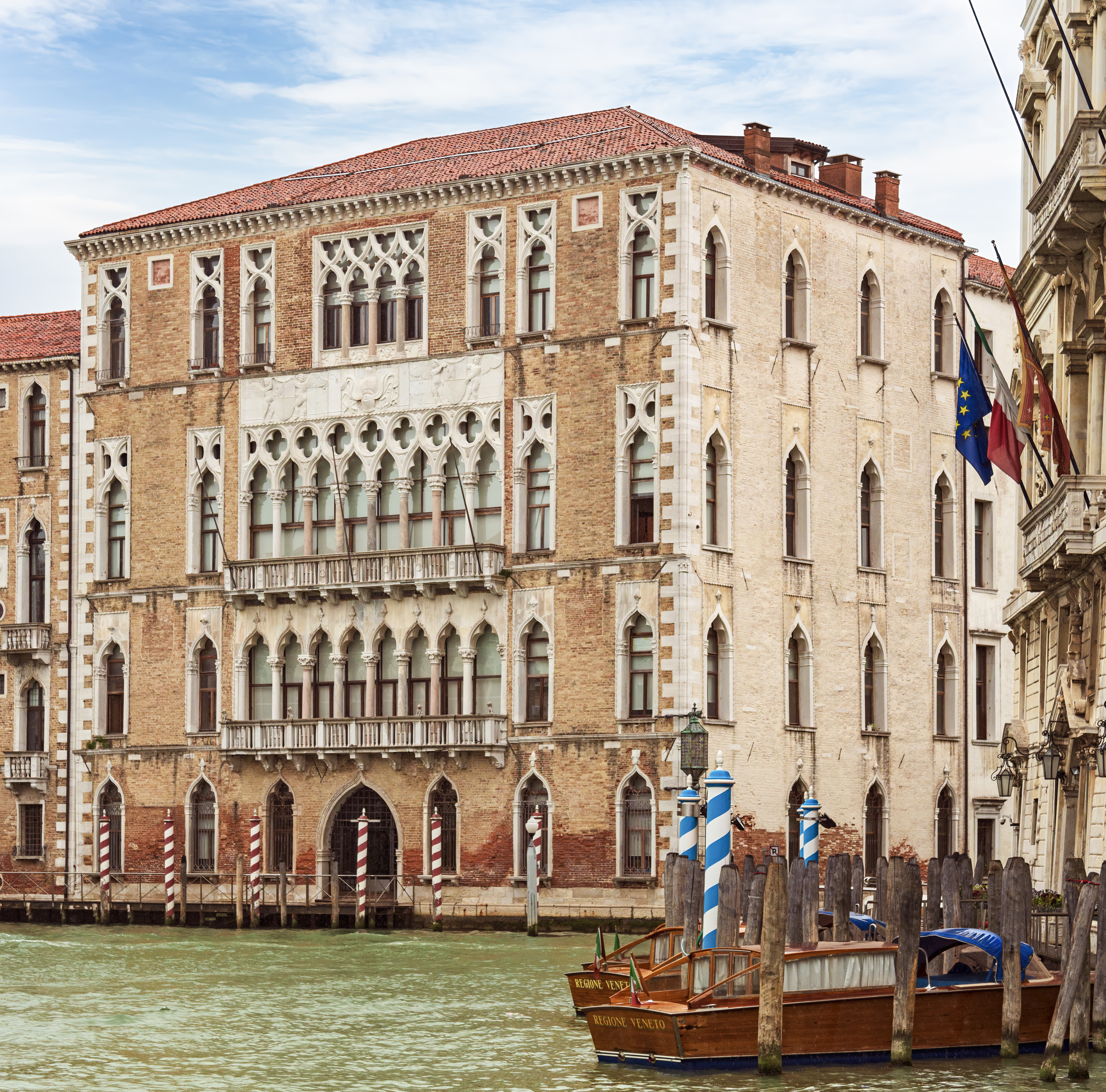
Facciata della sede dell'Università Ca' Foscari, sul Canal Grande

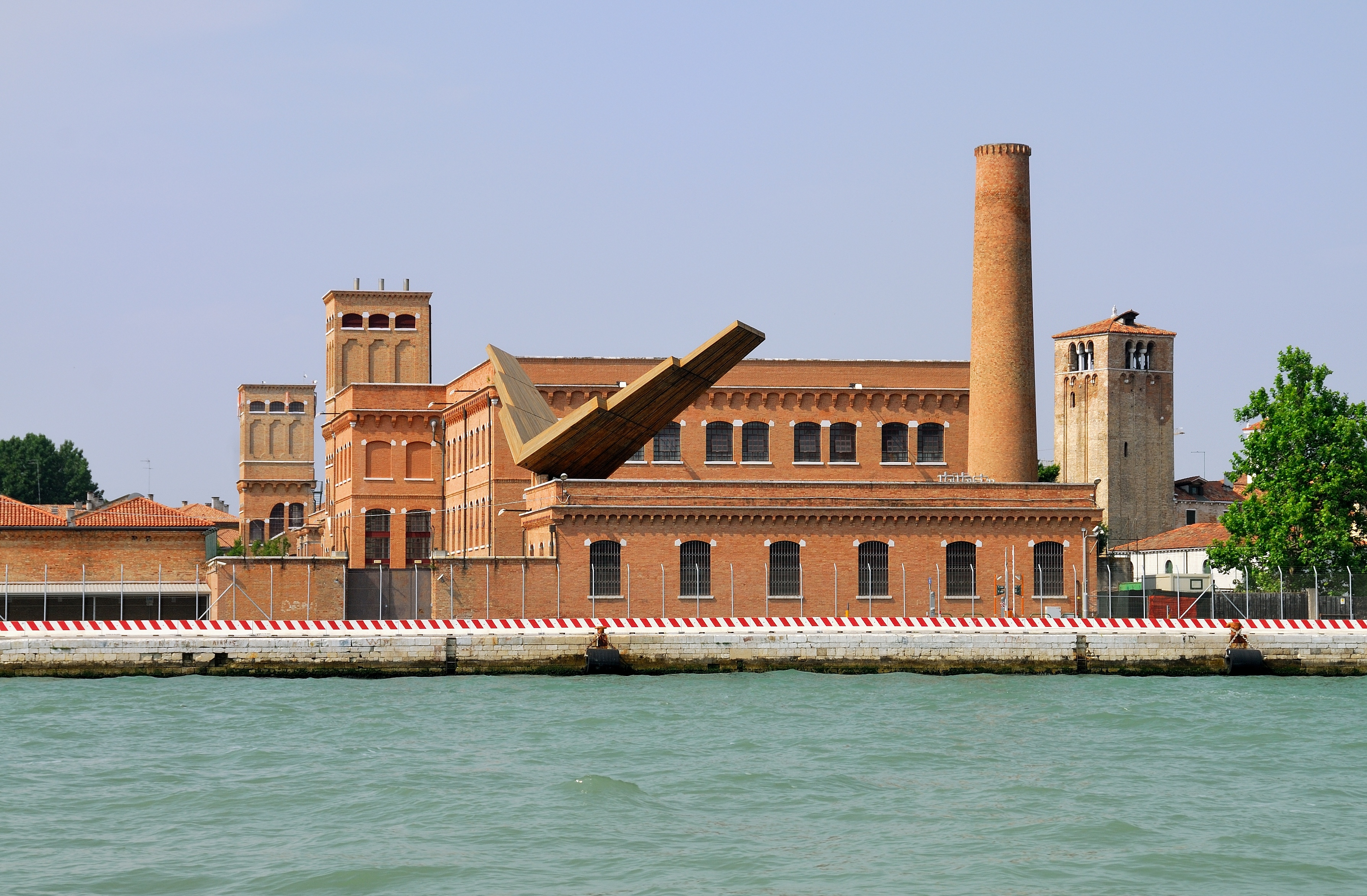
L'ex cotonificio, una delle sedi dell'Università IUAV

Venezia è un'importante sede universitaria italiana, infatti possiede più di un'università. La più celebre è l'Università Ca' Foscari, che offre i corsi di laurea in economia e commercio, lingue e letterature straniere, lettere e filosofia, e scienze naturali. Nata nel 1868 come prima Business School d'Italia e seconda in Europa, dopo quella di Anversa, ha la sede principale presso Ca' Foscari, palazzo gotico affacciato sul Canal Grande.
Per gli studi di architettura, moda, design e urbanistica, è presente l'Università IUAV, istituita nel 1926, come seconda scuola di architettura in Italia, dopo quella di Roma, per iniziativa di Giovanni Bordiga, allora presidente dell'Accademia di Belle Arti di Venezia.
L'Accademia di Belle Arti nasce il 24 settembre 1750 per volontà del Senato veneto come "Veneta academia di pittura, scultura e architettura", con Gianbattista Piazzetta quale primo presidente. Fra gli artisti che vi insegnarono si ricordano: Tiepolo, Hayez, Ettore Tito, Alberto Viani, Carlo Scarpa ed Emilio Vedova. La sede principale dell'ateneo è ospitata nell'ex-Ospedale degli Incurabili, presso la fondamenta delle Zattere.

Sempre a Venezia, fin dal 1876 è presente il Conservatorio Benedetto Marcello, ospitato a Palazzo Pisani.

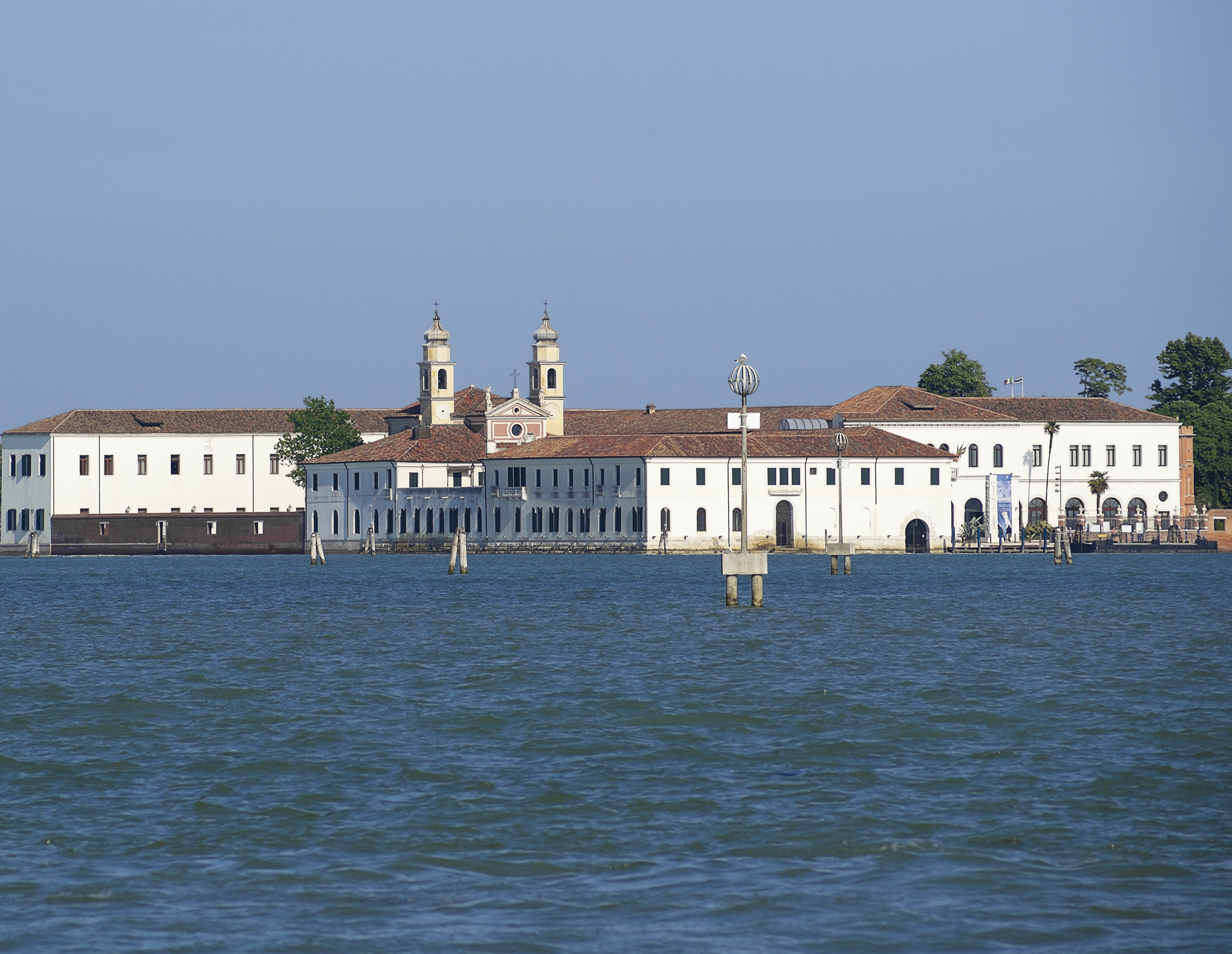
Il Monastero a San Servolo, sede della Venice International University

Nel 1995 è stata fondata la Venice International University, consorzio internazionale di formazione e ricerca, a cui partecipano tra gli altri l'Università Ca' Foscari, lo IUAV, l'Università Ludwig Maximilian di Monaco e l'Università Autonoma di Barcellona. La sede dell'istituzione si trova nell'isola di San Servolo, in un edificio che un tempo ospitava un monastero.
Venezia è inoltre l'unica città italiana sede di una Facoltà di Diritto Canonico, la "San Pio X", eretta dalla Congregazione per l'Educazione Cattolica nel 2008 all'interno dello Studium Generale Marcianum. Voluta dall'allora cardinale Patriarca Angelo Scola, la facoltà ha sede nel restaurato palazzo del Seminario patriarcale, adiacente alla Basilica della Salute. Fa parte del polo pedagogico accademico dello Studium Generale Marcianum anche l'Istituto Superiore di Scienze Religiose "San Lorenzo Giustiniani", eretto nel 2006, e parte della Facoltà Teologica del Triveneto.
A Mestre si trovano la sede del corso di laurea in infermieristica dell'Università di Padova, il Laboratorio di Scienza delle costruzioni dello IUAV e il Campus Scientifico di Ca' Foscari.
Memore della lunga tradizione marittima veneziana, nel 1999 la Marina Militare ha scelto la sede dell'Arsenale di Venezia come sede dell'Istituto di studi militari marittimi per la formazione superiore dei propri ufficiali.
Dentro il monastero di San Nicolò al Lido vi è la sede del Master Europeo in Diritti umani.

#### Istituzioni culturali
- L'Istituto veneto di scienze, lettere ed arti è un'accademia italiana. L'Istituto "ha per fine l'incremento, la diffusione e la tutela delle scienze, delle lettere e arti". A questo scopo oltre alla ordinaria attività accademica, promuove periodicamente manifestazioni di carattere scientifico e umanistico, incontri di studio, convegni, seminari, scuole internazionali di specializzazione e organizzazione di mostre d'arte.
- L'Ateneo Veneto è un'istituzione che ha per scopo la collaborazione alla divulgazione delle scienze, delle lettere, delle arti e della cultura, in ogni loro manifestazione. Le attività promosse dall'Ateneo Veneto coinvolgono: storia, storia dell'arte e dell'oreficeria, musica, medicina, cinema, teatro, economia, architettura e letteratura, coinvolgendo tutte le categorie del sapere. Esse si svolgono in giornate dedicate alle varie attività nel corso dell'anno. Tutte le attività promosse dall'istituto sono a ingresso libero e a titolo gratuito.
- La Fondazione Giorgio Cini è un'ONLUS istituita dal conte Vittorio Cini. Lo scopo è quello di promuovere il ripristino del complesso monumentale dell'isola di San Giorgio Maggiore e di favorire lo sviluppo nel territorio di istituzioni educative, sociali, culturali e artistiche, in collaborazione con quelle già esistenti. La Fondazione oltre alle proprie attività di ricerca, mostre e convegni, spettacoli e concerti, accoglie congressi e convegni di organizzazioni scientifiche e culturali e ospita iniziative di assoluta importanza nel campo dei rapporti internazionali.
- La Biennale di Venezia è una società di cultura nata nel 1895 con l'organizzazione della prima Esposizione Biennale d'Arte del mondo al fine di stimolare l'attività artistica e il mercato dell'arte nella città di Venezia. Ha il fine di promuovere le nuove tendenze artistiche e organizza manifestazioni internazionali nelle arti contemporanee.

#### Musei

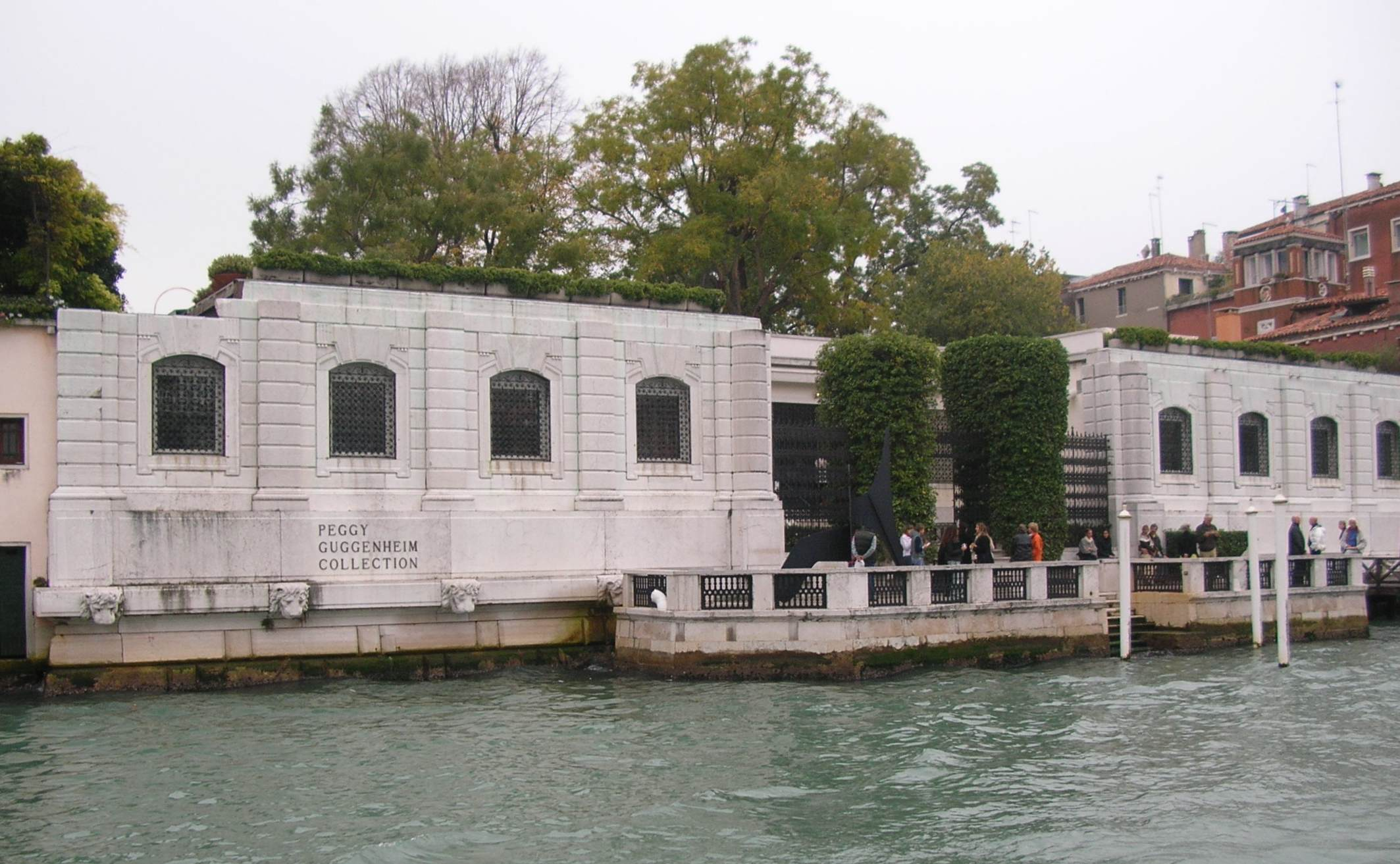
Palazzo Venier dei Leoni, sede della Peggy Guggenheim Collection

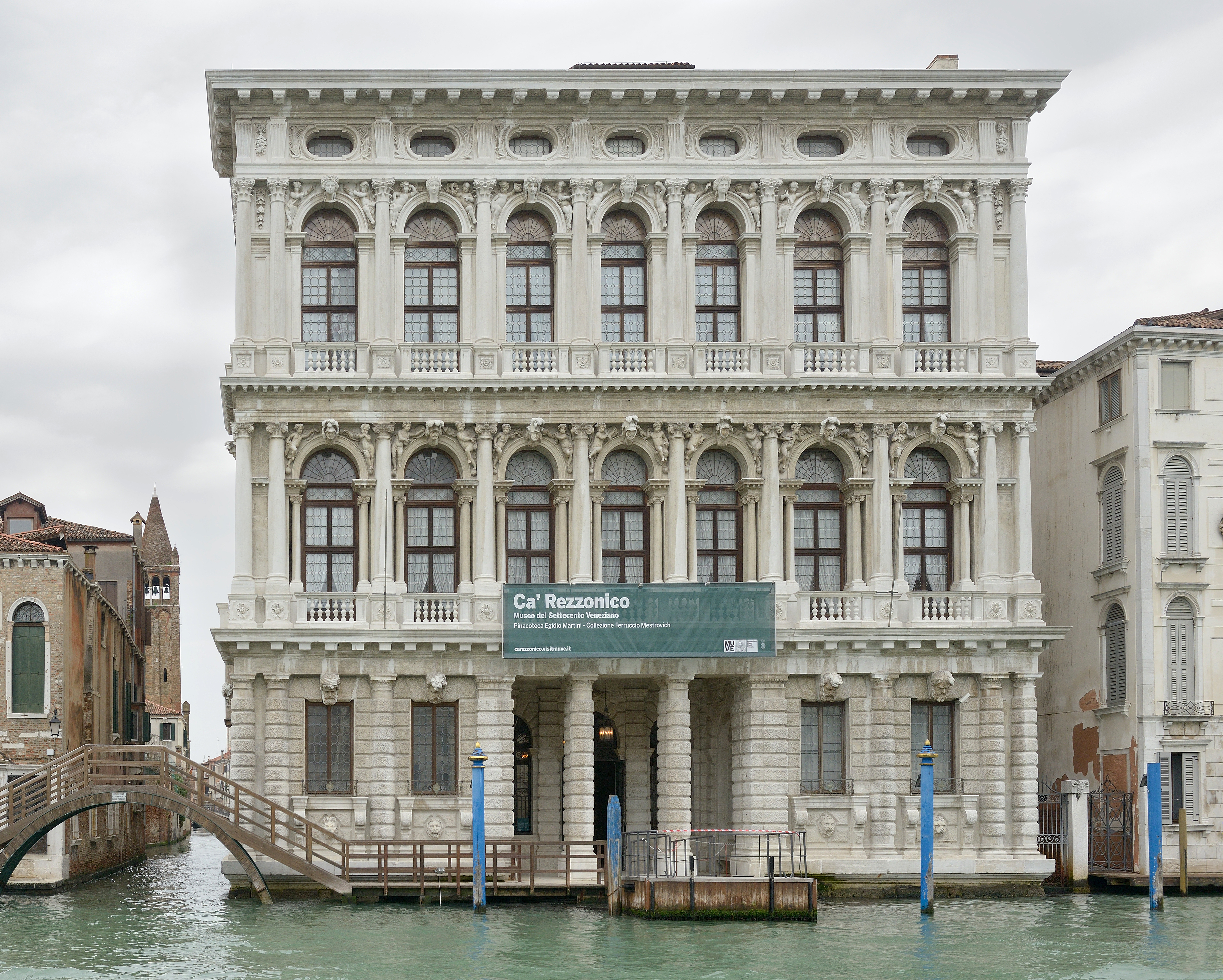
Ca' Rezzonico, museo del 700 Veneziano

### Media
Il quotidiano storico di Venezia è Il Gazzettino nella sua edizione locale dedicata alla città. Fondato nel 1887 da Gianpietro Talamini, la redazione del giornale ha avuto sede fino al 1977 presso Ca' Faccanon a Venezia per poi trasferirsi in via Torino a Mestre dove si trova. A partire dal 2002 anche Mestre ha il suo quotidiano, Il Mestre. Sempre nel 2002, iniziano le pubblicazioni dell'edizione di Venezia-Mestre del Corriere del Veneto che trae origine dalla redazione del Corriere della Sera. Nel 1984 è nato un giornale dedicato alla città e provincia, la Nuova Venezia facente parte del Gruppo Editoriale L'Espresso.
A Mestre, inoltre, ha sede l'emittente televisiva Televenezia, nata nel 1978, di stampo generalista, trasmette in gran parte del Veneto e dell'Emilia-Romagna.
L'emittente radiofonica di Venezia è Radio Venezia, che trasmette attualmente via internet. Dal 1978 è presente anche Radio Vanessa, unica radio a trasmettere dal centro storico di Venezia sui 101,800 MHz.
A partire dal 3 luglio 2009 il comune di Venezia è stato gradualmente coperto dal Wi-Fi, garantendo ai residenti una connessione gratuita.

### Arte
La storia artistica veneziana si è sviluppata nei secoli in modo singolare e anacronistico, rispetto al resto dell'Europa, seguendo un percorso di originalità e di lenta elaborazione degli influssi esterni. Nata come città bizantina, Venezia è stata a lungo condizionata artisticamente dai suoi rapporti con il mondo arabo.
Se il precursore della pittura veneta è stato certamente Paolo Veneziano (1300–1365), a cui va attribuito il ruolo di mediatore tra il gusto bizantino e le nuove influenze di Giotto, il pittore Giovanni Bellini (1433–1516) fu l'anello di congiunzione tra il Rinascimento italiano e gli sviluppi della pittura lagunare. Oltre a Bellini, tra i massimi esponenti della scena artistica veneziana del XV-XVI secolo si ricordano Giorgione (1478 circa–1510), Tiziano Vecellio (1488 circa–1576) e il Tintoretto (1518–1594). Ancora Palma il Vecchio (1480–1528) esaltato dal Vasari, Jacopo Palma il Giovane (1549–1628), il ritrattista Lorenzo Lotto (1480–1556) o il manierista Paolo Veronese (1528–1588) il produttore di teleri Vittore Carpaccio (1465–1525/26) e ancora Sebastiano del Piombo (1485–1547), amico e collaboratore di Michelangelo. Tra i cinquecenteschi l'artista El Greco (1541–1614), cittadino della Repubblica di Venezia che ebbe successo in Spagna.
Nel XVIII secolo, Venezia è uno dei centri culturali e artistici più importanti al mondo. Ai pittori veneziani di questo periodo vengono commissionati moltissimi lavori, che vanno dalla pittura sacra per le chiese alla decorazione dei numerosi e sontuosi palazzi che sorgono in città. Tra di loro troviamo Giovanni Battista Pittoni (1687–1767) e Giovanni Battista Tiepolo (1696–1770), che dipinge in Italia e in Europa. Si sviluppa una scuola di vedutismo dove emergono il Canaletto (1697–1768), Francesco Guardi e Bernardo Bellotto (unico nipote e allievo di Canaletto 1721–1780).
Verso la fine del 1700 lo scultore Antonio Canova lavora molto a Venezia influenzando l'arte dell'epoca tanto da essere ritenuto il massimo esponente del Neoclassicismo.
Numerosissime sono le chiese della città che conservano le opere di questi grandi artisti del Rinascimento veneziano; tra le pinacoteche cittadine principali: le Gallerie dell'Accademia, il museo Correr e la Pinacoteca Egidio Martini ospitata a Ca' Rezzonico.
Con la caduta della Serenissima e la successiva dominazione austriaca del XIX secolo, la vita artistica della città si spegne fino al Risorgimento. Tra i numerosi artisti contemporanei sono da citare il veneziano d'adozione Virgilio Guidi (1891–1984), autore di vedute della laguna, Emilio Vedova o l'architetto designer Carlo Scarpa oppure il pittore Mario Deluigi.

### Cinema

Il simbolo del Leone d'Oro della Mostra internazionale d'arte cinematografica di Venezia

Grazie alle sue caratteristiche ambientali e al suo passato storico, la città di Venezia è stata impiegata come sfondo per numerose pellicole cinematografiche. Nel cinema italiano, Venezia è stata l'ambientazione per le vicende narrate in Venezia, la luna e tu (1958) di Dino Risi, Anonimo veneziano di Enrico Maria Salerno (1970), Dimenticare Venezia di Franco Brusati (1979). La città è stata lo sfondo per raccontare, a metà tra storia e romanzo, le vite di personaggi come Giordano Bruno di Giuliano Montaldo (1973) e del Casanova diretto da Lasse Hallström e interpretato da Heath Ledger (2005).
La città è stata teatro delle opere shakespeariane dell'Otello diretto da Orson Welles (1952) e del Mercante di Venezia di Michael Radford e con protagonista Al Pacino (2004); Venezia è stata inoltre l'ovvia scelta per lo sfondo della trasposizione del romanzo di Thomas Mann Morte a Venezia, diretto da Luchino Visconti (1971), ed è una delle ambientazioni per La leggenda degli uomini straordinari di Stephen Norrington (2003), adattamento dell'omonimo fumetto di Alan Moore.
Hollywood ha scelto la città come teatro per sequenze in film di genere tra il thriller e l'azione, a partire da Nikita (1990) di Luc Besson e passando per The Italian Job (2003) di F. Gary Gray con Mark Wahlberg e The Tourist (2010), diretto da Florian Henckel von Donnersmarck e interpretato da Angelina Jolie e Johnny Depp. Il campione d'incassi Indiana Jones e l'ultima crociata di Steven Spielberg (1989) ha numerose scene ambientate nella città, così come il personaggio di James Bond è transitato a Venezia per i film A 007, dalla Russia con amore di Terence Young (1963), Agente 007 - Moonraker - Operazione spazio di Lewis Gilbert (1979) e Agente 007 - Casinò Royale di Martin Campbell (2006).

### Letteratura

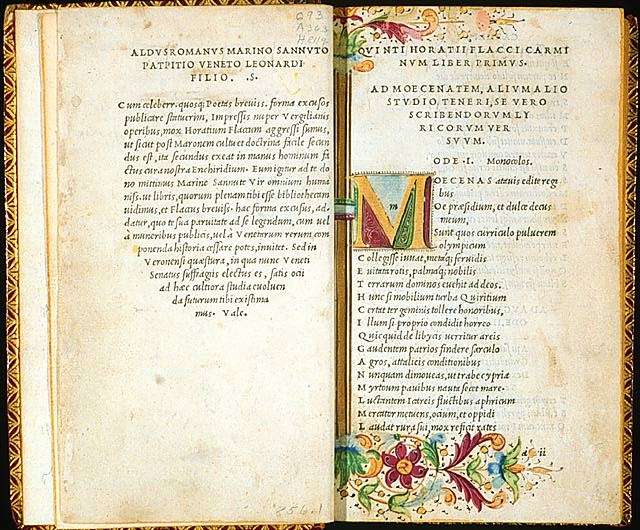
Libro stampato da Aldo Manuzio

Tra i veneziani più conosciuti vi è Marco Polo (1254–1324) autore de Il Milione, divenuta l'opera più famosa per la conoscenza del mondo asiatico e della Cina nell'Europa del Medioevo. Altri importanti letterati sono Paolo Sarpi, Francesco Algarotti, Pietro Bembo e Riccardo Selvatico.
Venezia è una città legata a filo doppio alla scrittura, da un punto di vista tecnico innanzitutto poiché è stata sede della prima tipografia italiana, condotta da Aldo Manuzio (1449–1515) e restò importante centro tipografico tanto che nel Settecento vi si stampava ancora la metà dei libri prodotti in Italia. Tra le opere stampate a Venezia anche un testo di matematica: la Pratica d'arithmetica e geometria di Lorenzo Forestani.
A Venezia hanno scritto: Maffio Venier (1550–1586), poeta erotico, Carlo Goldoni (1707 –1793) e Carlo Gozzi (1720–1806) tra i principali autori della commedia dell'arte dialettale e italiana, e Giacomo Casanova (1725–1798), scrittore prolifico ricordato soprattutto per la sua autobiografia Histoire de ma vie (Storia della mia vita), che si identifica con Venezia anche per la fama libertina che la città aveva nel Settecento, già cantata anche dal poeta Giorgio Baffo.
Altri scrittori illustri sono Ugo Foscolo (1778–1827), nato a Zante allora Repubblica di Venezia, e Giacinto Gallina (1852–1897), commediografo ed erede della commedia goldoniana.
Di Venezia si è scritto moltissimo, basti ricordare Shakespeare (1564–1616) che vi ambienta l'Otello e Il mercante di Venezia.
Thomas Mann è l'autore del romanzo La Morte a Venezia (1912).
Venezia ha ospitato e ispirato la poetica di Ezra Pound, il quale pubblicò e scrisse nella città la sua prima fatica letteraria A lume spento. Sempre a Venezia, Pound morì nel 1972 e i suoi resti sono seppelliti al locale cimitero dell'isola di San Michele.
Lo scrittore francese Philippe Sollers ha passato gran parte della sua vita a Venezia e ha pubblicato un Dizionario per gli amanti di Venezia (2004).
Gabriele D'Annunzio ambienta a Venezia Il fuoco e nel periodo di convalescenza mentre soggiorna nella residenza da lui denominata "Casetta Rossa" sul Canal Grande, scrive il Notturno.
Iosif Brodskij ha passato lunghi periodi a Venezia a cui ha dedicato il libro Fondamenta degli incurabili. Tra gli altri autori che hanno trascorso periodi veneziani durante i quali hanno scritto figurano anche Henry James, Marcel Proust e John Ruskin.
Il disegnatore Hugo Pratt ha passato buona parte della sua vita a Venezia lavorando a stretto contatto con il fumettista Lele Vianello.
Lo scrittore Tiziano Scarpa ambienta a Venezia i romanzi Venezia è un pesce, Occhi sulla graticola, Stabat Mater, In gita a Venezia con Tiziano Scarpa e Il cipiglio del gufo.
Venezia è rappresentata da Hirohiko Araki nella seconda parte de Le bizzarre avventure di Jojo Battle Tendency, dove i protagonisti Joseph Joestar e Ceasar Zeppeli si allenano per affrontare gli uomini del pilastro.

### Musica

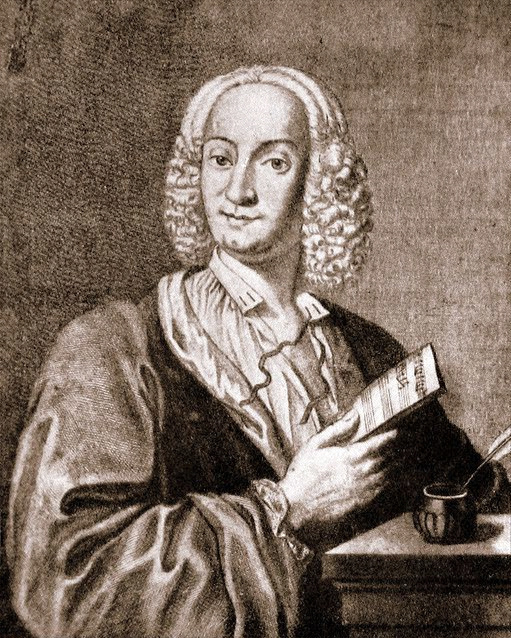
Ritratto di Antonio Vivaldi

Le prime testimonianze musicali a Venezia si hanno intorno al VI secolo durante il periodo bizantino, ma il periodo di massima attività fu tra il XV e il XIX secolo quando la scuola veneziana si impose come una delle realtà musicali più importanti del mondo.
Centro della scuola veneziana era la basilica di San Marco con i suoi due organi che accompagnavano i cori a cappella in polifonia vocale. La figura del Maestro di Cappella nasce nel 1436 con Johannes de Quadris e si stabilizza con Pietro de Fossis (deceduto nel 1527) succeduto dal fiammingo Adrian Willaert (1490–1562) che ebbe il merito di aver reso la città un centro formativo e innovatore nel campo musicale, arrivando a forgiare i tratti distintivi dello "stile veneziano". Se in questo periodo la produzione di musica profana è dominante, la musica sacra ha come validi esponenti Andrea (1533–1585) e Giovanni Gabrieli (1557–1612) che ne rappresenteranno le espressioni più alte, componendo lavori monumentali (tra i quali spiccano i due volumi delle Sacrae Symphoniae) caratterizzati dalla fusione tra cori multipli di grandi dimensioni e gruppi di ottoni ed archi, emancipando così la musica strumentale ed elevandone la reputazione allo stesso livello di quella vocale. Il compositore Claudio Monteverdi (1567–1643) segnò il passaggio dalla musica rinascimentale a quella barocca, abbandonando la forma a cappella in favore di quella concertante attraverso l'utilizzo della tecnica del basso continuo.
Tra gli altri esponenti della scena musicale veneziana del XVI secolo possiamo ricordare l'organista Claudio Merulo (1533–1604), il compositore Giovanni Croce (1557–1609) e il teorico musicale Gioseffo Zarlino (1517–1590). La scuola veneziana accolse anche musicisti di altri paesi, tra i quali Hans Leo Hassler e Heinrich Schütz, quest'ultimo definito "il padre della musica tedesca".
Nel 1637, a Venezia, venne inaugurato il primo teatro pubblico, il celebre San Cassiano dove, grazie al contributo di Francesco Mannelli, viene organizzata in occasione del carnevale la prima stagione lirica pubblica. Negli anni successivi verranno aperti numerosi nuovi teatri, Venezia diventò così un importante centro propulsivo del melodramma in concorrenza con Roma.

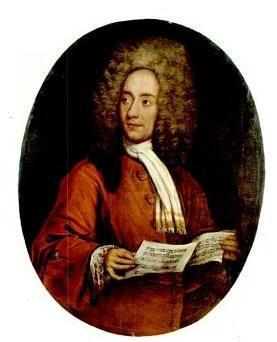
Tomaso Albinoni

Nel secolo successivo, lo stile musicale della città lagunare iniziò a essere influenzato da contaminazioni estere. Il dramma giocoso fu predominante sulla scena musicale e il suo maggior esponente fu il compositore Baldassare Galuppi (1706–1785). In quegli anni Venezia fu la città natale anche del celebre violinista Antonio Vivaldi (1678–1741), grande esponente della musica d'insieme, a cui si affiancarono i compositori Tomaso Albinoni (1671–1751) e Giuseppe Tartini (1692–1770). Da ricordare anche Alessandro Marcello (1673-1747) autore del celebre Adagio per oboe in re minore e fratello maggiore di Benedetto Marcello (1686–1739) a cui è intitolato il Conservatorio di Musica della città.
La Cappella Marciana, diretta da Marco Gemmani, è ancora in attività e viene considerata, insieme a quello della Cappella Sistina, uno dei due cori liturgici storicamente più importanti d'Italia. Ininterrottamente fin dal 1490 a San Marco vi sono sempre stati un Maestro e un organista.
Nel XX secolo ricordiamo: Ermanno Wolf-Ferrari (Venezia, 12 gennaio 1876 – Venezia, 21 gennaio 1948), il compositore Luigi Nono (1924–1990) e il direttore d'orchestra Giuseppe Sinopoli (1946–2001).
Dal 1965 fino al 1981 è stata sede della Mostra internazionale di musica leggera assegnando come premio la Gondola d'oro.
Dal 1966 irrompe nella scena musicale italiana e internazionale il gruppo musicale Le Orme, esponenti del rock progressivo.
Il 14 luglio 1989, la città ospitò un contestatissimo concerto dei Pink Floyd. Il concerto, gratuito e trasmesso in mondovisione, si tenne su un palco galleggiante di fronte a Piazza San Marco. In quegli anni è attivo in città un gruppo reggae, i Pitura Freska, che nel 1991 pubblicano un album con una canzone al riguardo.
La Biennale di Venezia organizza i Festival di musica contemporanea.
Nel 2014 la città di Venezia è stata sede dell'8º Festival della coralità veneta svoltosi nella Scuola Grande di San Giovanni Evangelista.

### Cucina

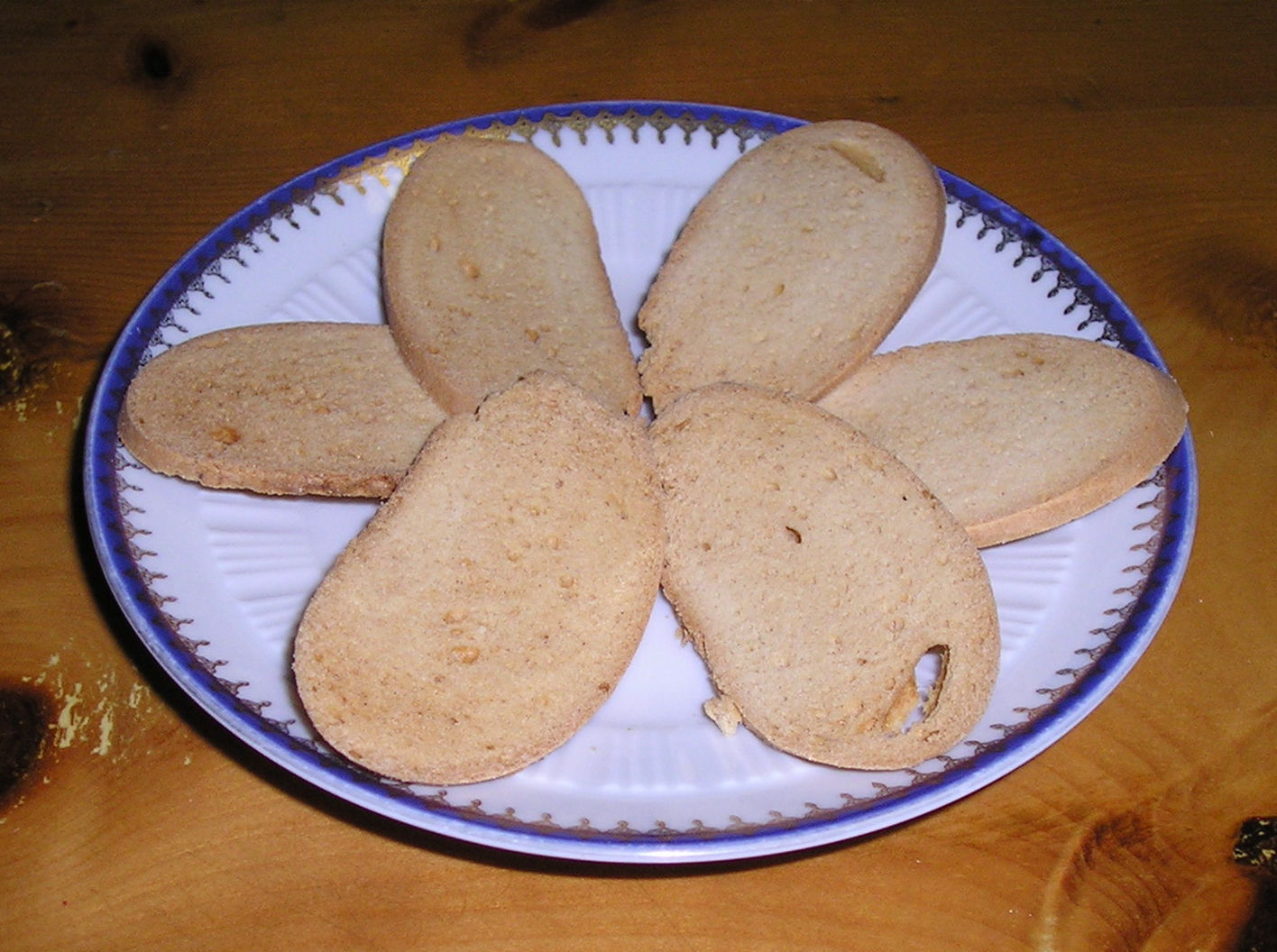
Baicoli

La cucina veneziana è caratterizzata da pescato, ma non solo: i prodotti degli orti delle isole, il riso della terraferma, la cacciagione, la pesca nell'alto Adriatico, la polenta. Venezia mescola tradizioni locali a influenze lontanissime, che vengono dai millenari contatti commerciali: nell’epoca del suo massimo splendore, la Repubblica di Venezia non era solo una ineguagliata potenza navale, era l’anello di collegamento tra oriente e occidente, crocevia attraversato da commercianti, navigatori e pellegrini diretti in Terra Santa. La cucina della Serenissima ha quindi risentito dell'influsso di questo melting pot, assimilando sapori esotici e diventando così una sorta di cucina fusion ante litteram.
Le sarde in saor, sarde marinate in grado di conservarsi nelle lunghe navigazioni. I risi e bisi, il fegato alla veneziana, il risotto nero con le seppie, i cicchetti bocconcini raffinati e prelibati, antipasti o da gustarsi tutto il giorno con un bicchierino di prosecco. Non solo: Venezia è famosa per l'anguilla (in veneziano bisàto) marinata; per i biscotti ovali e dorati chiamati baicoli, e per i vari tipi di dolci come il "pan del pescatore", con mandorle e pistacchi; la crema fritta veneziana; i bussolai dell'isola di Burano (biscotti al burro e pasta frolla fatti a "S" o ad anello); le chiacchiere dette anche galani, o bugie, o crostoli; la fregolotta (una torta friabile alle mandorle); il budino di latte chiamato rosada e i biscotti di semolino giallo chiamati zaléti.

### Eventi

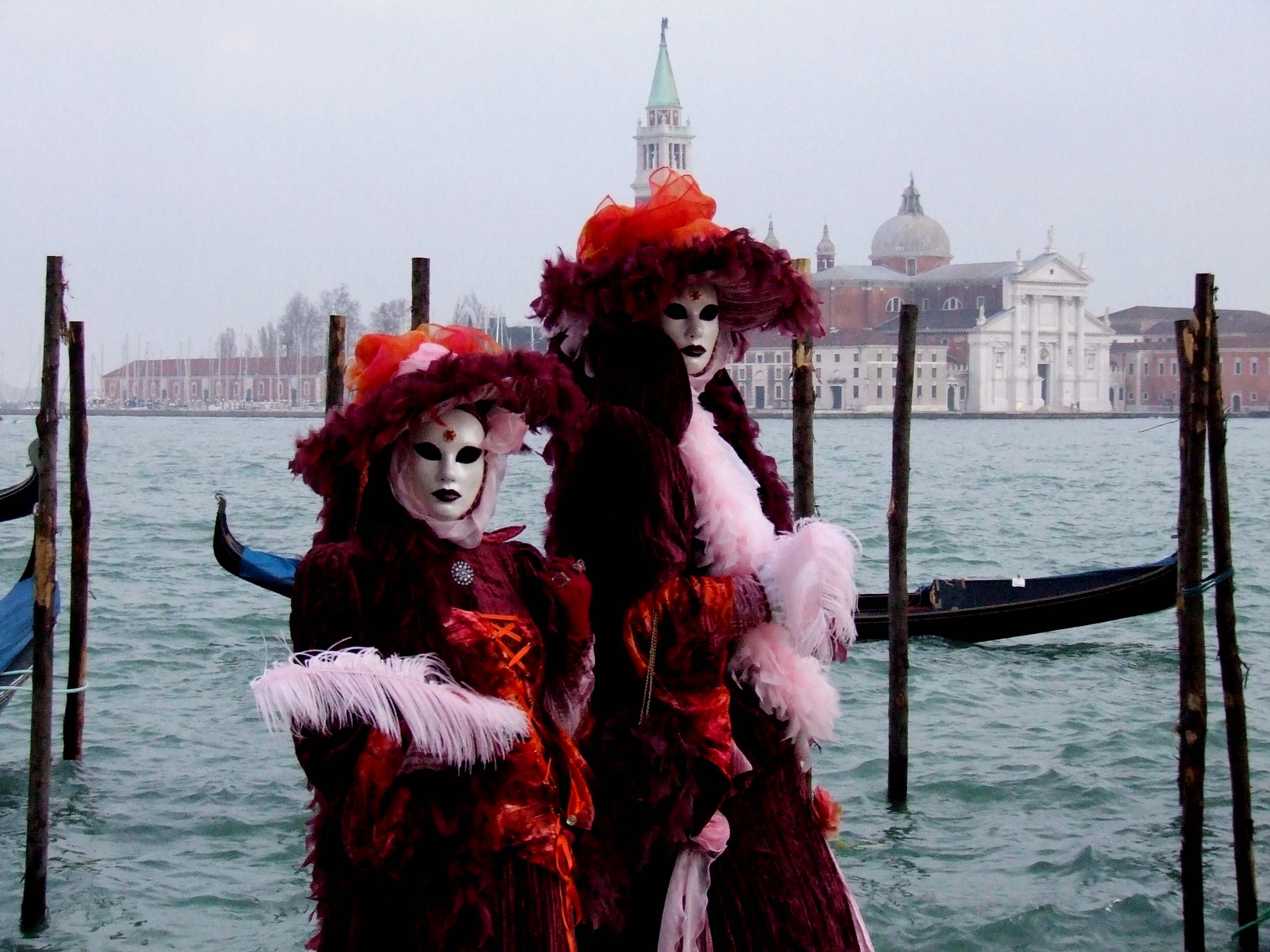
Maschere al Carnevale di Venezia

Venezia ospita un gran numero di eventi e manifestazioni di valore internazionale. Con oltre 300 enti e associazioni pubbliche e private coinvolte nell'organizzazione, 2 886 eventi distribuiti in 20 214 giornate pari a una media di 56 eventi al giorno (dati del 2014).
Nel campo culturale l'evento di maggior rilievo è la Biennale di Venezia, nata come società di cultura nel 1895, che comprende al suo interno varie esposizioni multidisciplinari suddivise in settori tra cui: l'Esposizione internazionale d'arte (tutti gli anni dispari), la Mostra internazionale di architettura (tutti gli anni pari) e la Mostra internazionale d'arte cinematografica che si tiene annualmente tra la fine di agosto e l'inizio di settembre.
Tra gli eventi folcloristici il celebre Carnevale di Venezia, che si svolge dal tredicesimo giorno di Quaresima al giorno precedente il Mercoledì delle ceneri. Esso risulta essere uno dei carnevali più antichi del mondo, famoso per le sue maschere attira moltissimi visitatori.
La Regata delle Antiche Repubbliche Marinare è una rievocazione storica, istituita nel 1955, che si tiene ogni quattro anni in un giorno compreso tra la fine maggio e l'inizio di luglio, mentre la prima domenica di settembre di ogni anno si tiene la Regata storica che mischia folclore con l'evento sportivo. In maggio si svolge la Vogalonga evento non competitivo che richiama imbarcazioni e rematori da tutto il mondo.
In ottobre si svolge la Maratona di Venezia mentre dal 2015 si svolge in giugno il CMP Venice night trail una corsa notturna di 16 km.
Tra le ricorrenze religiose, la festa della Madonna della Salute (21 novembre) che costituisce festività locale, la festa della Sensa in occasione dell'Ascensione, la festa del Redentore (terza domenica di luglio) e la festa di san Marco che si tiene ogni 25 aprile.
Tra gli appuntamenti fieristici di notevole importanza vi è il Salone nautico internazionale in primavera. Un popolare appuntamento di primavera è inoltre la marcia non competitiva Su e zo per i ponti che si snoda per le calli e i ponti del centro storico.
In ottobre viene svolta la competizione di vela Veleziana organizzata dalla Compagnia della Vela.

## Geografia antropica

### Urbanistica
Il territorio del comune di Venezia è amministrativamente diviso in sei municipalità e si presenta nettamente diviso nelle due realtà della Venezia insulare (centro storico e isole) e della terraferma.
Il centro storico di Venezia sorge in mezzo alla laguna omonima su un totale di centodiciotto isolette, consolidate nei secoli grazie a palificazioni in legno, che ne hanno permesso l'urbanizzazione. Alcune di queste isole sono raccolte in gruppi organici tra di loro mentre altre risultano più disperse. Le 118 isolette sono separate da canali navigabili e collegate tra loro da ponti a uso esclusivamente pedonale.
L'estensione totale del centro storico, escluse le acque interne e le isole maggiori, è pari a 797,96 ettari, il che ne fa uno dei centri storici più grandi d'Italia e d'Europa. Calcolando l'estensione dell'intera I Municipalità, includendo dunque le isole della Laguna quali Murano e Burano, la superficie totale della Venezia insulare ammonta, escluse le acque interne, a 1 688,91 ettari.

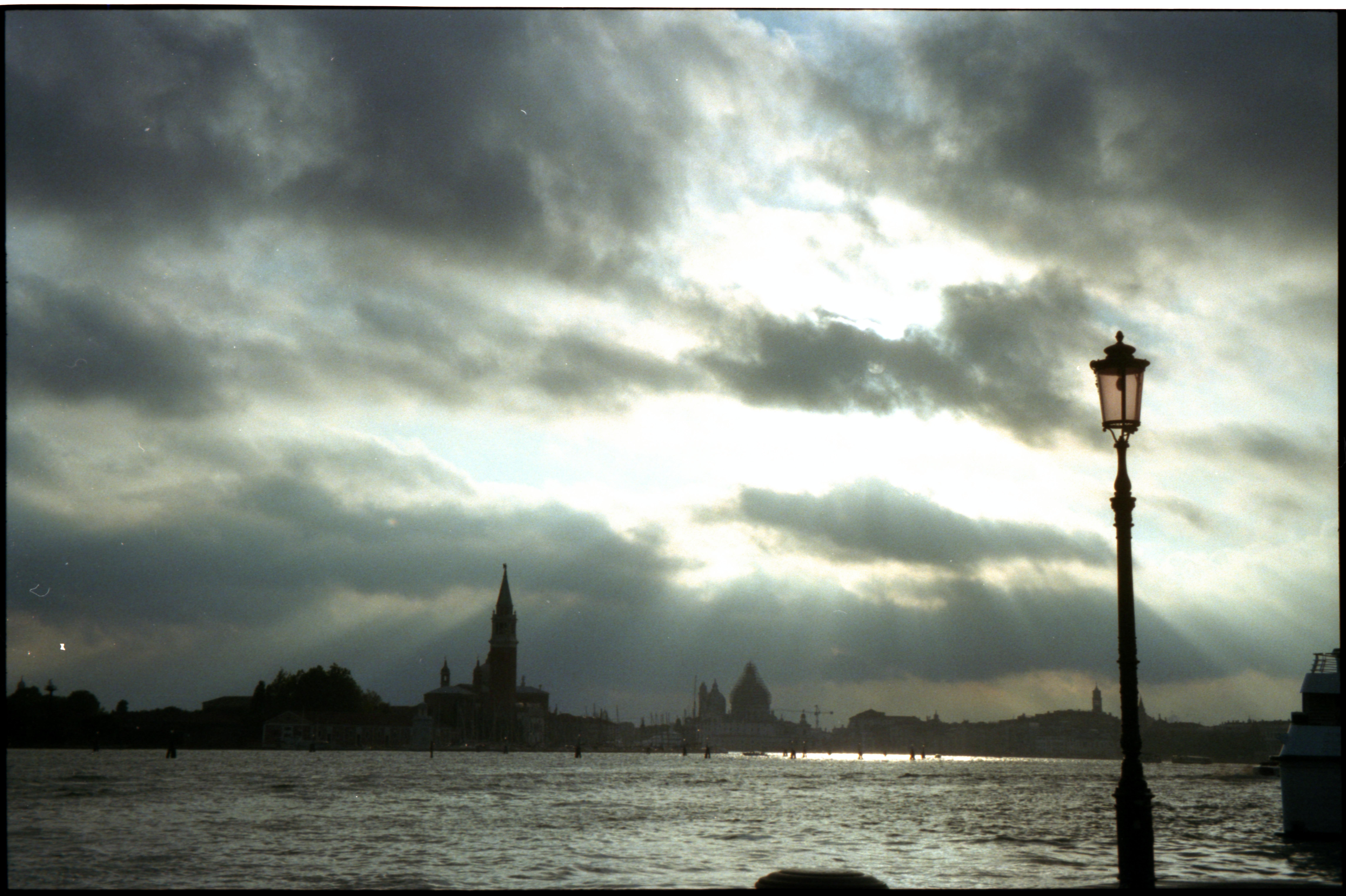
Veduta di Venezia all'imbrunire

La parte storica della città viene tradizionalmente suddivisa in sei sestieri: Dorsoduro, Santa Croce, San Polo, San Marco, Cannaregio e Castello. I sestieri della città antica si articolano intorno alla doppia ansa del Canal Grande, la via d'acqua principale da cui si snoda una fitta rete di circa 158 canali minori.
Nel secondo dopoguerra sono state edificate molte nuove zone nell'isola di Venezia. Di nuova costruzione sono ad esempio il quartiere di Sacca Fisola, la nuova isola del Tronchetto (con 17 ettari di laguna interrati) e l'area Saffa a Cannaregio.
Nella laguna attorno al centro storico si trovano numerose isole edificate, alcune ormai disabitate. Tra le isole maggiori (che fanno parte anch'esse del comune) si ricordano Murano e Burano, celebri rispettivamente per la lavorazione del vetro e dei merletti, Torcello, Sant'Erasmo, Pellestrina e la lunga e sottile isola del Lido con i suoi stabilimenti balneari.
Nella terraferma si trovano i due grossi centri di Mestre e Marghera, oltre ad altre località minori. Tali centri hanno avuto un grosso sviluppo dopo il secondo dopoguerra, come sfogo per l'espansione edilizia di Venezia, che non disponeva di spazi edificabili nella laguna circostante, e hanno pertanto l'aspetto di città moderne. Nella terraferma risiedono circa i due terzi della popolazione del comune.

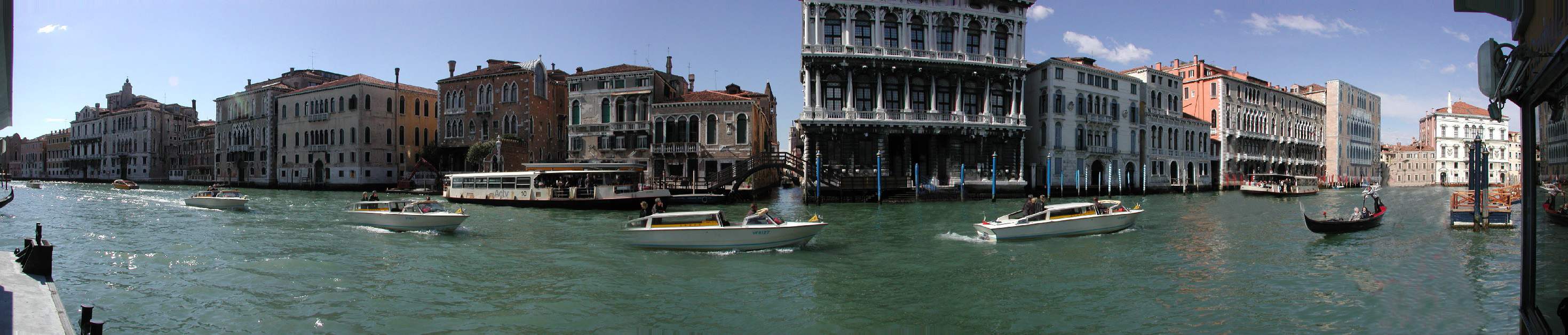
Panorama del Canal Grande

Il territorio comunale di Venezia può essere diviso in centro storico, a cui appartiene il primo nucleo della città ed è costituito da un insieme di isole poste nel centro della Laguna di Venezia e la parte posta sulla terraferma che si estende per 130,03 km².
Il centro storico è sempre stato isolato dalla terraferma (cosa che in più occasioni ha rappresentato un efficiente sistema difensivo) fino al 1846, quando fu ultimato il ponte ferroviario, affiancato, nel 1933, dal Ponte della Libertà, aperto al traffico stradale. Il corpo principale della città visto dall'alto ha l'aspetto di un pesce, con la coda rivolta verso est.
Il centro storico di Venezia è stato suddiviso nell'XI secolo in sei sestieri: Cannaregio, Castello, Dorsoduro, Santa Croce, San Marco e San Polo. Dal punto di vista ecclesiastico, Venezia è suddivisa in 70 parrocchie.
I sestieri si sviluppano su 118 isolette collegate da 354 ponti e divise da 177 tra rii e canali. A Venezia si possono inoltre trovare diversi ambienti urbani caratteristici della città, quali la calle, il sotoportego, la ruga, la corte, il campo, il campiello, la riva, la fondamenta e la salizada. I nomi delle calli e dei campi sono dipinti sui muri (si tratta dei cosiddetti nizioleti) eccezion fatta per Corte Cappello, a Castello.

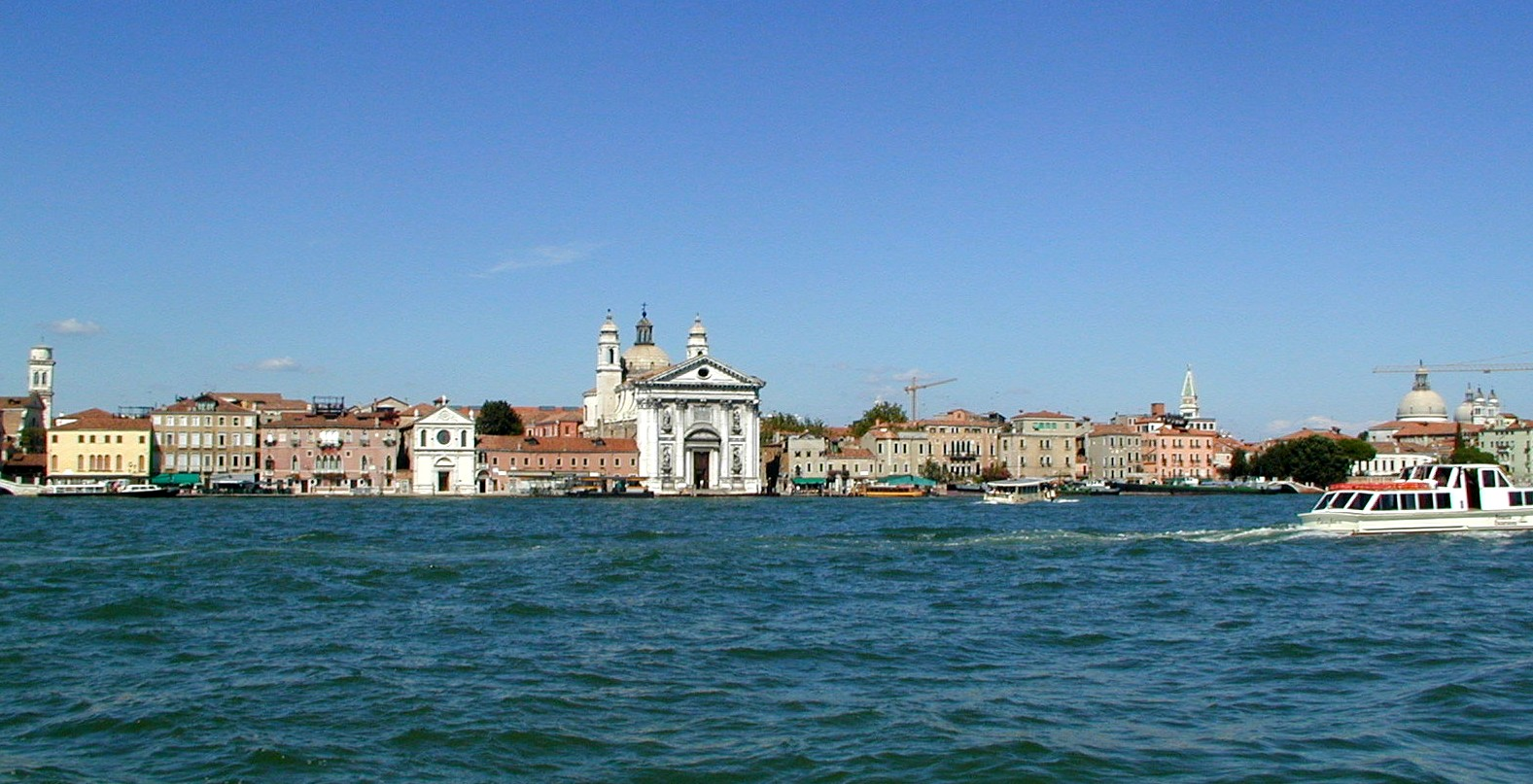
Il canale della Giudecca

I canali principali della città sono il Canal Grande e il Canale della Giudecca. Il primo taglia in due la città tracciando una "S" (divide Venezia in due zone nettamente distinte: de ultra, al di là dell'acqua, e de citra, al di qua, distinzione ancora corrente, molto sentita dalla popolazione), il secondo, disponendosi a sud della città, separa il centro storico propriamente detto dall'isola della Giudecca ed è molto trafficato dalle grosse navi da carico e passeggeri che vanno ad attraccare alla Stazione Marittima. Anticamente le vie maggiormente usate erano proprio quelle d'acqua, che fornivano la visione principe della città: questo spiega perché alcune facciate importanti di palazzi diano su rii anche non molto larghi.
Nel tempo hanno avuto luogo discussioni sul futuro di Venezia. Già nel Cinquecento c'era chi, il proto Cristoforo Sabbadino, progettava il mantenimento dell'acqua e chi, lo scrittore Alvise Cornaro, auspicava il riscatto dal passato eliminando i canali. L'acqua ha sempre dato preoccupazioni. Richiede cure, investimenti cospicui per evitare l'impaludamento quanto l'allagamento. L'acqua nello stesso tempo, però, attrae e affascina e, senza di essa, Venezia perderebbe senso.

Una ricerca del 2014 condotta in collaborazione con l'UNESCO di Venezia ha identificato i principali fenomeni usuranti e di degrado che compromettono la stabilità dell'equilibrio di sistema e la sopravvivenza del tessuto urbano: il problema dell'acqua alta, il moto ondoso da vento e da traffico acqueo, l'inquinamento, il degrado del patrimonio edilizio e delle pavimentazioni, i cambiamenti di destinazione d’uso dovuti alla progressiva perdita di popolazione residente, le modificazioni della struttura del commercio locale, oltre alla crescente pressione antropica determinata dai flussi turistici.
La conformazione e il terreno su cui sorge Venezia hanno richiesto la soluzione a diversi problemi nella costruzione degli edifici e nell'urbanistica della città:

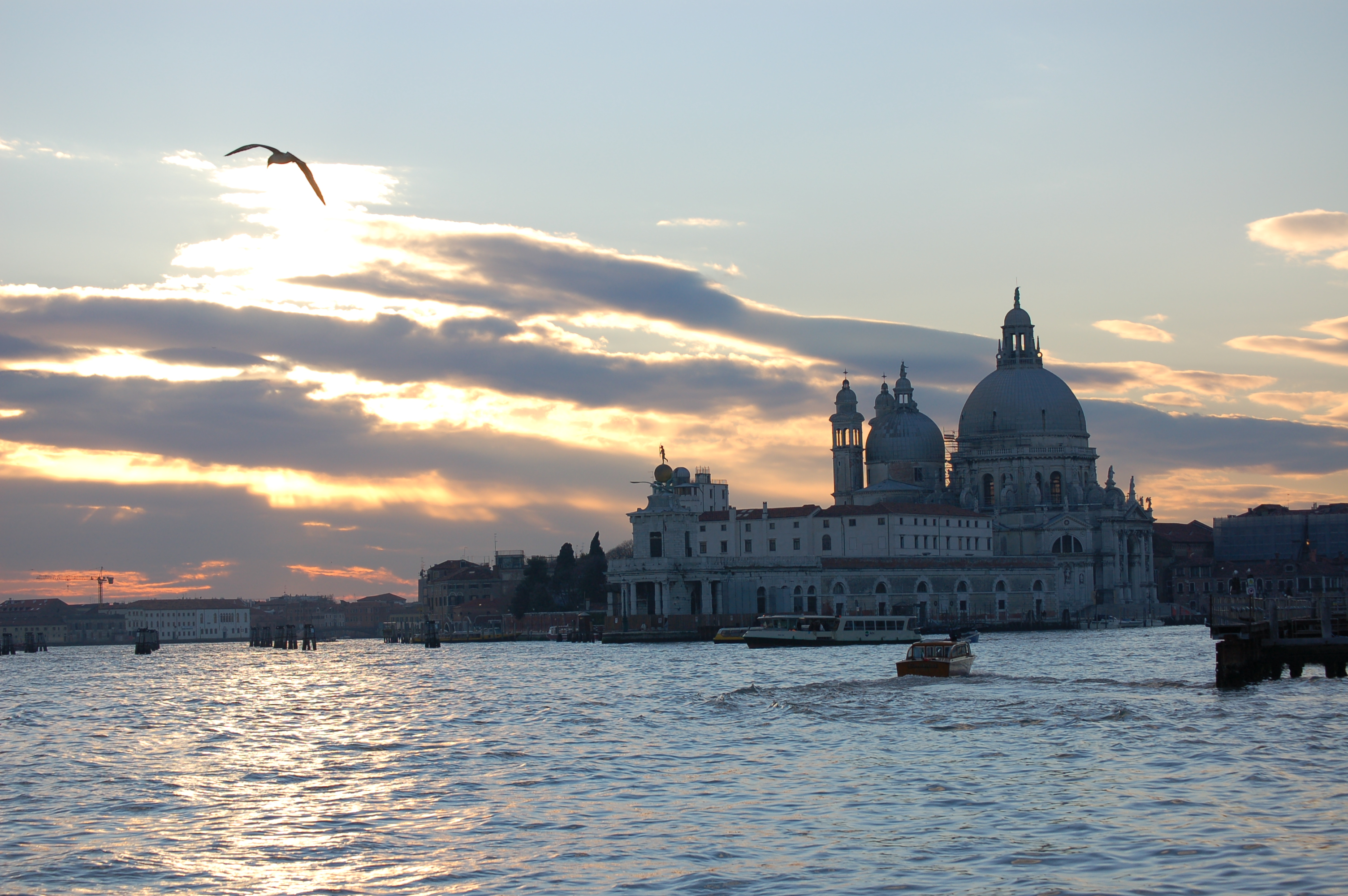
La Punta della Dogana

- Il consolidamento delle fondamenta, ottenuto piantando nel terreno instabile delle isole lagunari dei pali di legno.
- L'assenza di fonti di acqua potabile ha portato allo sviluppo dei campi e campielli, dove la stessa area urbana veniva usata come un'enorme cisterna, isolata dalle infiltrazioni della laguna con argilla e riempita di sabbia per la raccolta e il filtraggio dell'acqua piovana, infine un pozzo al centro del campiello permetteva l'approvvigionamento di acqua potabile. Spesso le vere da pozzo sono vere e proprie opere d'arte in marmo bianco, se ne contano 600 circa ma, prima della costruzione dell'acquedotto nel 1858, ne esistevano 6 782 in tutta la città.[108][109]
- L'adeguamento delle abitazioni con ingressi via acqua per l'accesso delle persone e dei magazzini per il carico scarico delle merci.

Architettura, a Venezia, significa anche "architettura" del paesaggio e dell'ambiente.
Il delicato equilibrio della laguna, che risente dell'apporto di sedimenti e di acqua dolce dai fiumi, dell'invasione dell'acqua marina in base alle maree e al vento, ha reso necessario l'attento controllo del regime delle acque nel corso dei secoli, in ciò Venezia è stata maestra nel passato modellando la laguna con interventi idraulici e di gestione ambientale e trovando un equilibrio tra laguna e città. Tale equilibrio si è rotto nel corso del XX secolo a causa dell'intervento umano portando all'aggravamento del fenomeno dell'acqua alta. Il progetto MOSE, ormai deciso da parte del governo nazionale per salvare Venezia dalle acque alte è contestato da alcuni ambienti cittadini.
Un elemento tipico dell'architettura di Venezia è la patera.
     Cannaregio
     Castello
     Dorsoduro
     San Marco
     San Polo
     Santa Croce

Sestieri di Venezia:
Cannaregio
Castello
Dorsoduro
San Marco
San Polo
Santa Croce

Come già accennato, il primo nucleo della città, ergo, il centro storico, è costituito da un insieme di isole poste nel mezzo della laguna di Venezia, sulla costa adriatica nord-occidentale (golfo di Venezia), per un totale di circa 60 000 abitanti. A queste si aggiungono la maggior parte delle isole dell'estuario (circa 30 000 abitanti) e la terraferma (circa 180 000) che con i suoi 130,03 km² di estensione, rappresenta l'83% delle superfici emerse del territorio.
Il centro storico è sempre stato isolato dalla terraferma (cosa che in più occasioni ha rappresentato un efficiente sistema difensivo) fino al 1846, quando fu ultimato il ponte ferroviario, affiancato, nel 1933, dal Ponte della Libertà, aperto al traffico stradale; lungo 4 km collega Mestre a piazzale Roma. Dista circa 37 km da Treviso e 40 km da Padova.

### Suddivisioni storiche
Venezia è tradizionalmente divisa, fin dall'XI secolo in sei sestieri: Dorsoduro, Santa Croce, San Polo, San Marco, Cannaregio e Castello. I confini territoriali comunali subirono però, dopo l'unità d'Italia, numerose variazioni. Nel 1883 venne annesso il comune di Malamocco. Successivamente entrarono a far parte del comune di Venezia Marghera di Mestre (1917), Pellestrina (1923), Murano, Burano e Ca' Savio di Burano (1924) e infine Chirignago, Zelarino, Mestre, Malcontenta di Mira e Favaro (1926).

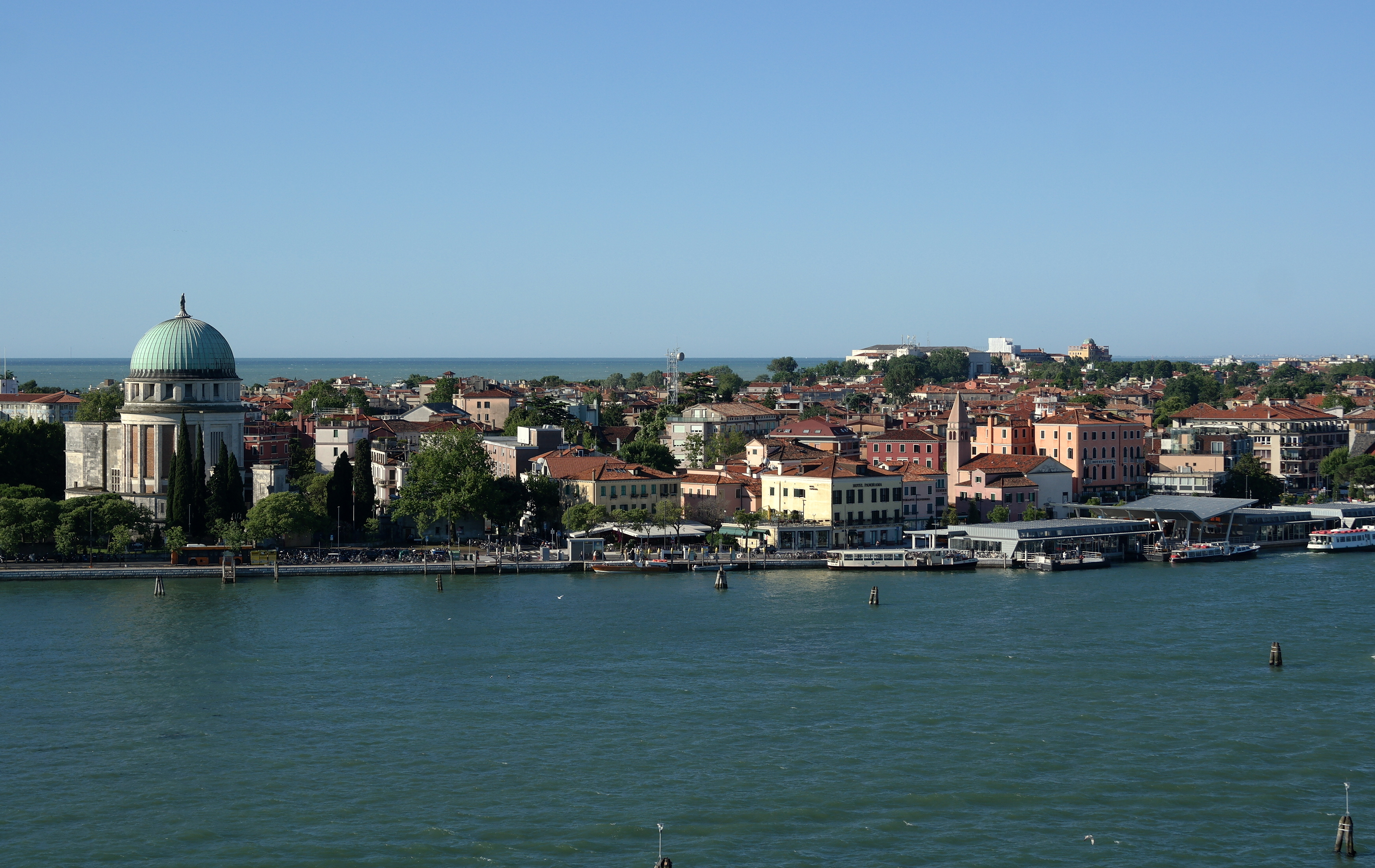
Vista del Lido

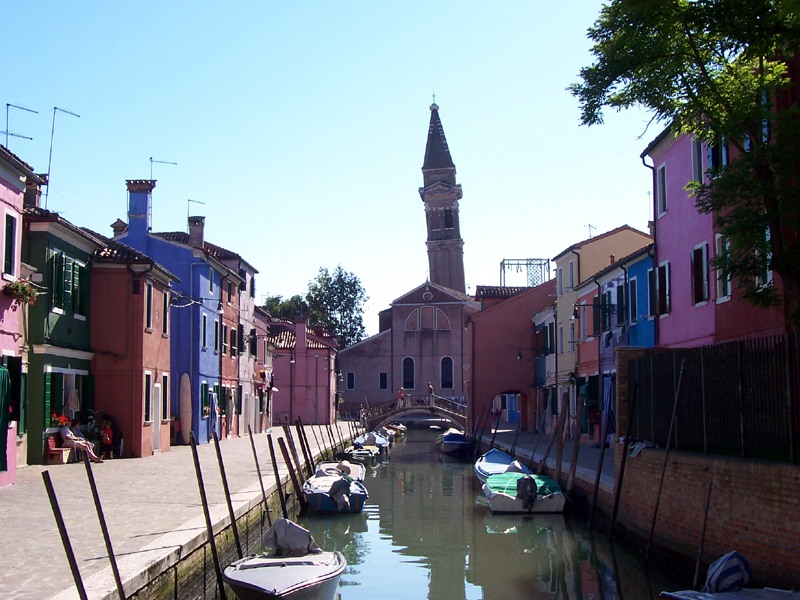
Vista di Burano

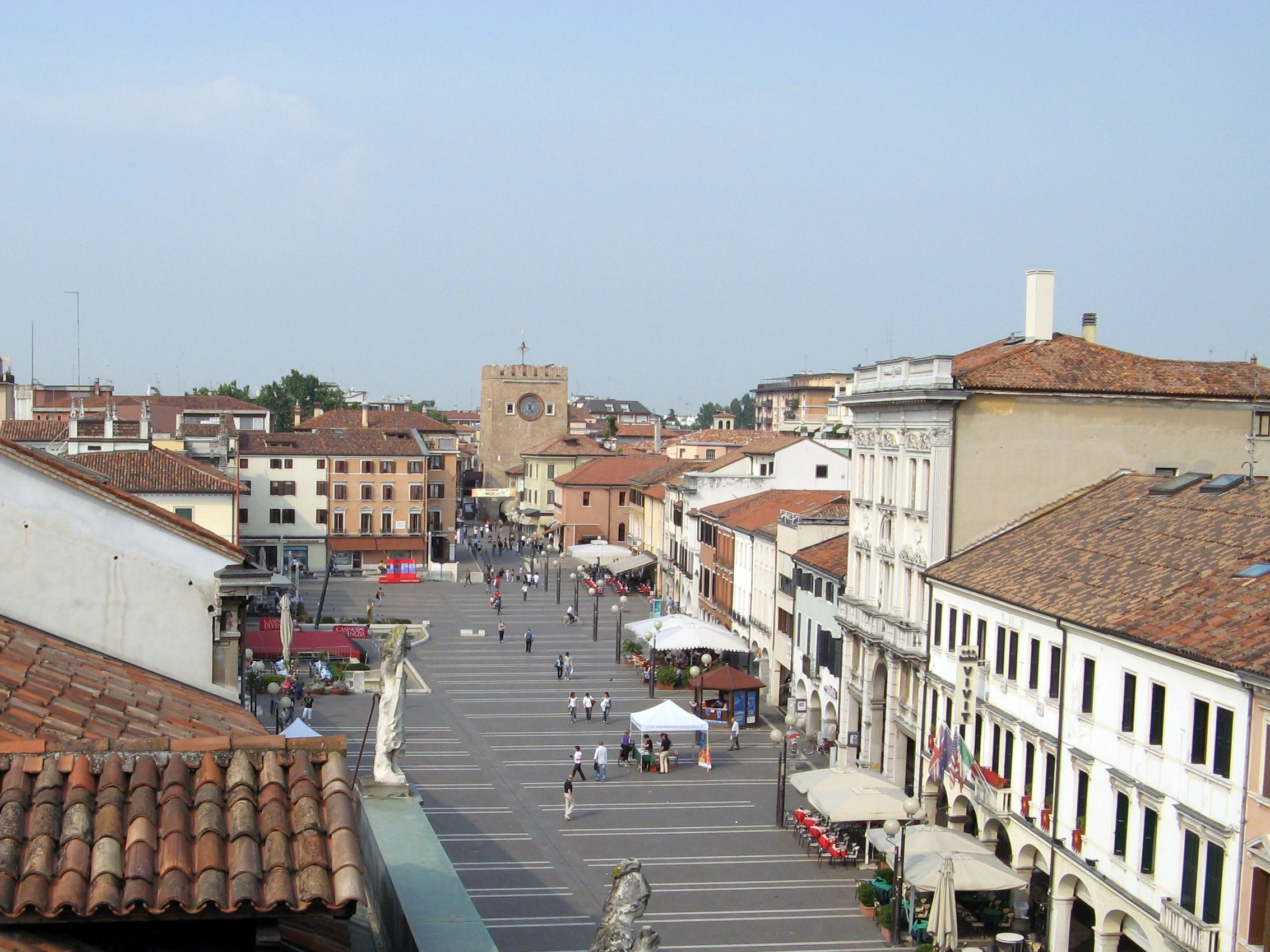
Vista di Piazza Ferretto a Mestre

Negli anni settanta si accese il dibattito sulla separazione dal comune di Venezia di tutta la zona della cosiddetta terraferma veneziana. Nei tre referendum consultivi del 1979, 1989 e 1994 la maggioranza della popolazione si espresse contro la separazione. La zona di Cavallino-Treporti divenne invece comune autonomo nel 1999 a seguito del risultato positivo del referendum svoltosi il 13 dicembre 1998. A seguito dell'esperienza positiva del comune di Cavallino-Treporti, nel 2003 venne riproposta per la quarta volta alla cittadinanza la tematica della separazione dell'area di Mestre e della terraferma dalla Venezia insulare; anche quest'ultima consultazione referendaria ebbe esito negativo e inoltre non venne raggiunto nemmeno il quorum come pure nel quinto referendum del 2019, nonostante per la prima volta la maggioranza degli elettori recatisi alle urne si sia espressa in maniera favorevole alla separazione.

## Suddivisioni amministrative
Il comune di Venezia è amministrativamente suddiviso nelle seguenti municipalità:
1. Municipalità di Venezia-Murano-Burano (altrimenti detta Venezia insulare) (60 198 ab. e 211 km²) (ex Quartieri numero 1 San Marco – Castello – Sant'Elena, numero 2 Cannaregio, numero 3 Dorsoduro – San Polo – Santa Croce, numero 4 Giudecca – Sacca Fisola, numero 7 Murano e numero 8 Burano)
2. Municipalità di Lido-Pellestrina (altrimenti detta Venezia litorale) (20 183 ab. e 72 km²) (ex Quartieri numero 5 Lido - Malamocco – Alberoni e numero 6 Pellestrina – San Pietro in Volta)
3. Municipalità di Favaro Veneto (23 873 ab. e 45 km²) (ex Quartiere 10 Favaro)
4. Municipalità di Mestre-Carpenedo (altrimenti detta Mestre centro) (89 373 ab. e 24 km²) (ex Quartieri numero 11 Carpenedo Bissuola, numero 15 Piave 1866, numero 13 San Lorenzo 25 aprile, numero 12 Terraglio)
5. Municipalità di Chirignago-Zelarino (altrimenti detta Mestre ovest) (39 083 ab. e 26 km²) (ex Quartieri numero 14 Cipressina – Zelarino – Trivignano e numero 16 Chirignago – Gazzera)
6. Municipalità di Marghera (28 645 ab. e 35 km²) (ex Quartiere 17 Marghera – Catene e numero 18 Malcontenta)

Le municipalità furono istituite il 7 febbraio 2005 e divennero operative dal 21 aprile dello stesso anno. In precedenza, il territorio comunale era diviso in 13 quartieri (18 fino al 1997).

## Economia
Venezia è stata per quasi un millennio una città di commerci, diventata potente grazie alla sua posizione difensiva (da invasioni terrestri) e nelle sue istituzioni a uso dei mercanti.
Dopo la decadenza ottocentesca, nel Novecento la città ha trovato nuove risorse nel turismo.

### Agricoltura
L'agricoltura conta sulle aree rurali della terraferma, in particolare quelle che si estendono a sud di Marghera ed a est di Mestre. Degna di nota è anche l'orticoltura ancora praticata in varie isole della laguna che, più per la quantità, spiccano per la qualità e la specificità dei prodotti (tipico il carciofo violetto di Sant'Erasmo). Nel 2007 si contavano 917 imprese agricole nel territorio comunale (compreso Cavallino-Treporti), in netto calo rispetto al quinquennio precedente.

### Pesca
La pesca si basa su 366 imprese.
La vongola filippina (Tapes philippinarum), differente dalla vongola verace italiana (Tapes decussatus), detta in veneziano caparòssoło, introdotta nel Mediterraneo negli anni settanta e recentemente diffusasi in laguna, ha influito sulle forme di pesca tradizionale, la pesca del novellame e la pesca della mołéca; la mołéca è il granchio in una fase dello sviluppo (ovvero, durante il cambiamento della muta) in cui mancano parti dure ed è completamente molle, è una prelibatezza gastronomica e la sua pesca, compiuta ormai da pochi, si svolge secondo una tecnica immutata da secoli, trasmessa di padre in figlio e che richiede una decina di anni per la formazione del pescatore. Negli ultimi anni si sono verificati episodi di criminalità legati alla pesca illegale di vongole in terreni inquinati.
Secondo il Censimento dell'Industria e dei Servizi del 2001, al settore primario partecipavano 760 addetti, pari allo 0,5% della forza lavoro occupata nel comune.

### Artigianato
Vista l'importanza del turismo, l'artigianato tipico è ben vivo in città. Tra i prodotti più noti, si ricordano i vetri di Murano e i merletti di Burano. È ancora attivo qualche squero, il cantiere dove si costruiscono e si riparano le imbarcazioni veneziane, come le gondole, secondo i metodi tradizionali.

### Industria

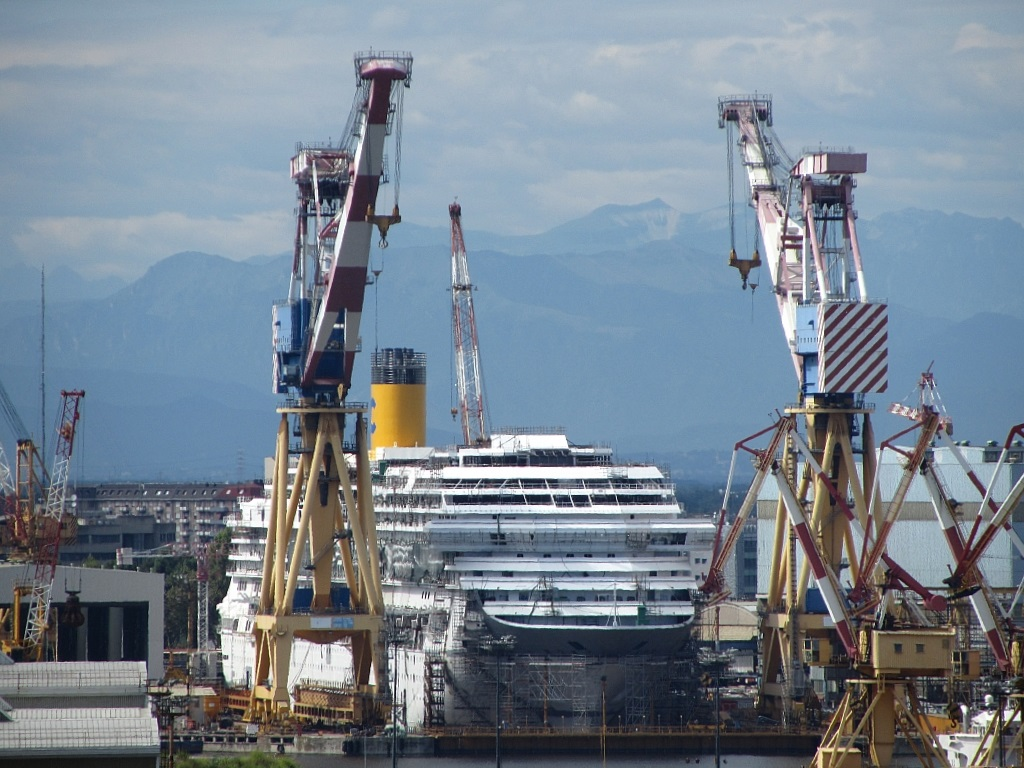
La nave da crociera Costa Favolosa in costruzione a Porto Marghera

L'industria del comune si basa sul polo di Porto Marghera, notevolmente ridimensionato rispetto a qualche decennio fa.
L'inquinamento dell'aria è un problema ben conosciuto e che coinvolge tutta l'area della Pianura Padana. Anche se è praticamente inesistente il traffico veicolare nella città storica si registrano gli stessi livelli di particolato PM10 che si registrano sulla terraferma.
Il polo petrolchimico di Marghera genera emissioni di inquinanti nell'aria e nell'acqua della laguna. Una recente indagine ha rilevato le quantità per una serie di sostanze emesse in atmosfera distinte per settore di attività, leggiamo che in un anno (dati relativi al 1999) vengono emesse 23000 t di ossidi di azoto, 27 000 t di ossidi di zolfo, 1 500 t di particelle sospese e ancora metalli come 9 t di ferro, 3 t di rame, 1,5 t di piombo e così via. Se in un primo tempo, all'inizio del Novecento, il polo industriale era visto come fonte di progresso e di benessere economico, nel corso dei decenni nella popolazione si è sviluppato un atteggiamento sempre più critico, fino a sfociare nel celebre, e tormentato, mega processo al petrolchimico che ha visto fronteggiarsi come parte civile i lavoratori e familiari di lavoratori del petrolchimico, le autorità civili (tra queste la Regione Veneto, la Provincia e il Comune di Venezia insieme alla Presidenza del Consiglio e al Ministero dell'ambiente), associazioni ambientaliste e sindacali contro ventotto imputati e responsabili civili le maggiori aziende chimiche (Edison, Syndial (ex EniChem), Eni e Montefibre). Il processo si è chiuso nel maggio del 2006 con la sentenza della Cassazione.
Al settore energetico (acqua, elettricità, gas) fanno capo 2 214 lavoratori. Gli addetti delle industrie estrattive e chimiche sono 7 176, quelli delle industrie metallurgiche 9 203; gli addetti all'edilizia sono 7 144. Le altre industrie riguardano 4 983 lavoratori.

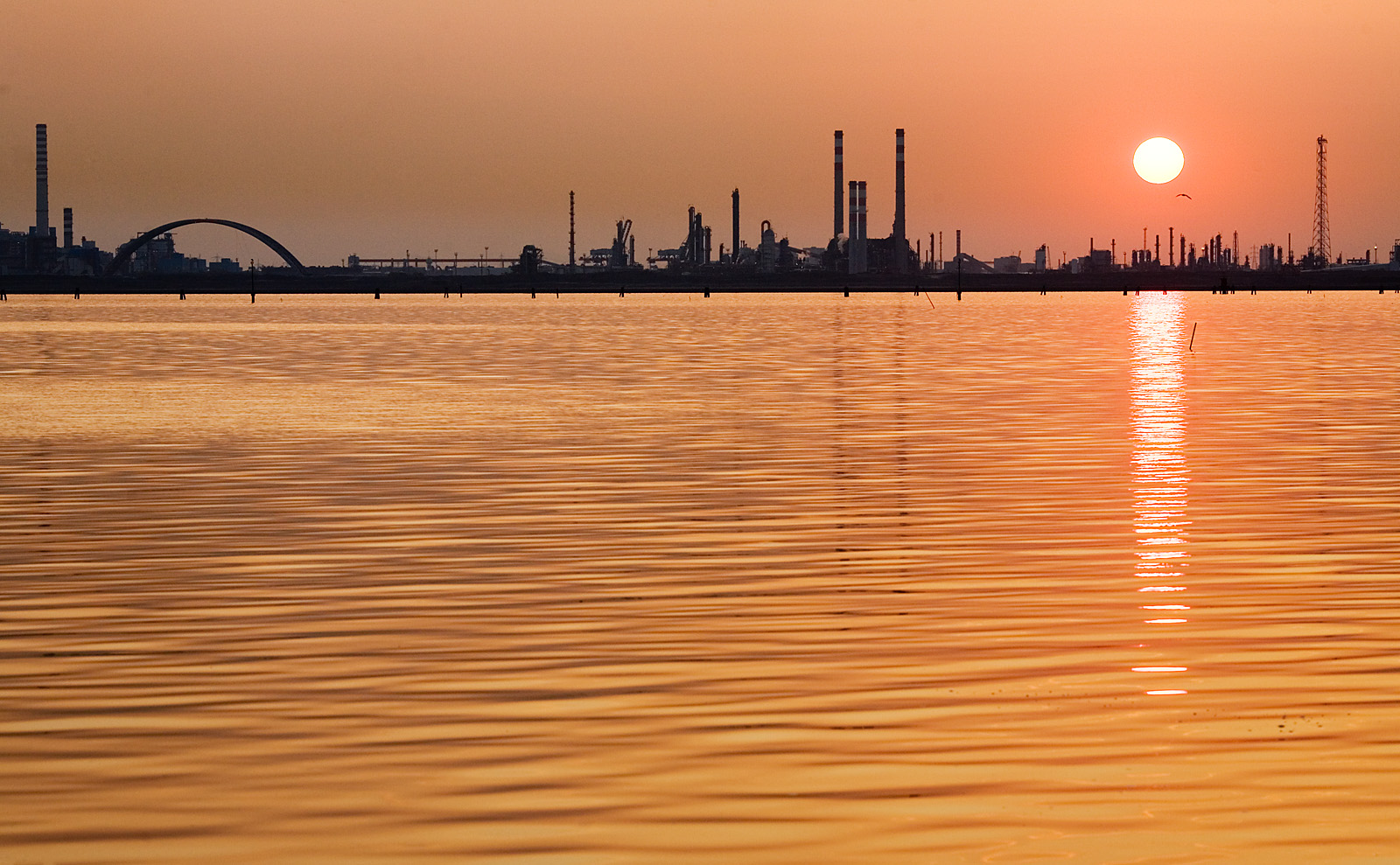
Porto Marghera al tramonto

Importante l'industria navale presente con la Fincantieri.

### Servizi
Il settore trainante della economia veneziana è quello dei servizi. Nel commercio operano 35 629 unità, nei trasporti, nelle comunicazioni e nel settore informatico 7 346; credito e assicurazioni riguardano 22 262 lavoratori, mentre gli addetti ad altri servizi e alla pubblica amministrazione sono 37 070.
La raccolta dei rifiuti urbani e il servizio idrico sono effettuati da Veritas.
Le strutture ospedaliere sono piuttosto carenti nella città antica: basti pensare che, a fronte di un posto letto per 33 abitanti nella media regionale, qui se ne ha uno per 96 abitanti. Considerando il progressivo invecchiamento della popolazione residente, poiché le nuove generazioni tendono ad abbandonarla, il problema sarà sempre più sentito.

### Turismo
I dati ufficiali delle presenze turistiche inseriscono Venezia al terzo posto in Italia per numero di visitatori dopo Roma e Milano nel 2015 e 2016 con oltre 10 milioni di presenze. Le statistiche del primo trimestre del 2023, con una media pari a circa 200.000 visitatori al giorno, suggeriscono una proiezione pari al doppio di quelli presenti pre-pandemia. Per valutare adeguatamente il fenomeno, è però da considerare che diversi milioni di persone all'anno visitano Venezia soggiornando nei vicini comuni di Cavallino-Treporti (fino al 1999 quartiere del Comune di Venezia, 6 milioni di presenze turistiche nel 2017), Jesolo (5,3 milioni), Caorle (4,2 milioni), collegati alla città con linee dirette sia private sia pubbliche. Visite giornaliere a Venezia vengono organizzate da diversi tour operator della zona del lago di Garda e di tutte le località turistiche principali del Veneto, così come anche – via catamarano – dalle vicine coste istriane, con corse giornaliere nel periodo estivo da Rovigno, Parenzo, Pola, Pirano e Umago.
Meta di viaggio da secoli, i primi testi dedicati alla scoperta di Venezia a uso dei viaggiatori risalgono ancora al XV secolo. Venezia era una tappa obbligata del Grand Tour (espressione da cui derivò la parola turismo) che a partire dal XVII secolo veniva intrapreso dai giovani aristocratici europei per perfezionare il loro sapere. Su Venezia lasciarono le proprie impressioni di viaggio, pensieri o aforismi alcuni dei massimi scrittori e pensatori europei e mondiali, quali Goethe, Mann, Nietzsche, Proust, Stendhal, Byron, Pirandello, D'Annunzio, Hemingway, Dostoevskij e molti altri.
Il turismo ha assunto sempre più un peso decisivo per l'economia della città, tanto da rendere via via problematico negli anni il rapporto fra la città storica con i suoi delicati equilibri e le masse di turisti in visita, spesso frettolosa.
La legge di bilancio per il 2019 ha introdotto la possibilità di introdurre una "tariffa di sbarco" anticipata dai vettori di trasporto (pullman, aerei, navi da crociera) che accedono alla città antica di Venezia, estendendo la possibile imposizione comunale della tassa di soggiorno anche ai flussi giornalieri di turisti. La tassazione si propone anche il fine di «conseguire un effetto selettivo e moderare l'accesso delle cosiddette grandi navi alla zona lagunare».
Se il turismo di massa ha portato grande giovamento all'economia della città, non si può dire la stessa cosa riguardo alla qualità della vita dei residenti del centro storico. Addentrandosi in esso, appare subito evidente l'esigua presenza di negozi di generi alimentari e piccole attività artigianali a favore di negozi di souvenir e altre attività indirizzate a turisti, pendolari e studenti. Gli alti costi dei locali, la scarsità della domanda e le difficoltà logistiche hanno portato molte piccole attività imprenditoriali a spostarsi sulla terraferma, così come i servizi legati alla persona (nidi e asili infantili, uffici postali, ecc.). La mancanza di unità abitative e gli elevati canoni delle locazioni contribuiscono inoltre al progressivo spopolamento. Se il trend non dovesse cambiare, la città andrà sempre più incontro a una specializzazione monoculturale turistica.
Il forte sfruttamento turistico della città, unito ai rischi posti all'area lagunare dal cambiamento climatico, è stato inoltre tra i principali motivi che hanno portato a più riprese l'Unesco a vagliare la possibilità di iscrivere Venezia nella lista dei patrimoni dell'umanità in pericolo. Nel 2021 l'iscrizione venne evitata grazie all'inserimento da parte del governo Draghi del divieto di attracco delle grandi navi da crociera nel centro storico della città, spostandole su Porto Marghera. Nel 2023 invece fu evitata grazie, tra le altre misure, all'approvazione da parte del comune di Venezia di una nuova tassa d'accesso di 5 euro per tutti i turisti che entrano in città. Il 5 settembre 2023 la giunta municipale ha deliberato un contributo di accesso sperimentale alla città antica di 5 € (concluso il 14 luglio 2024).

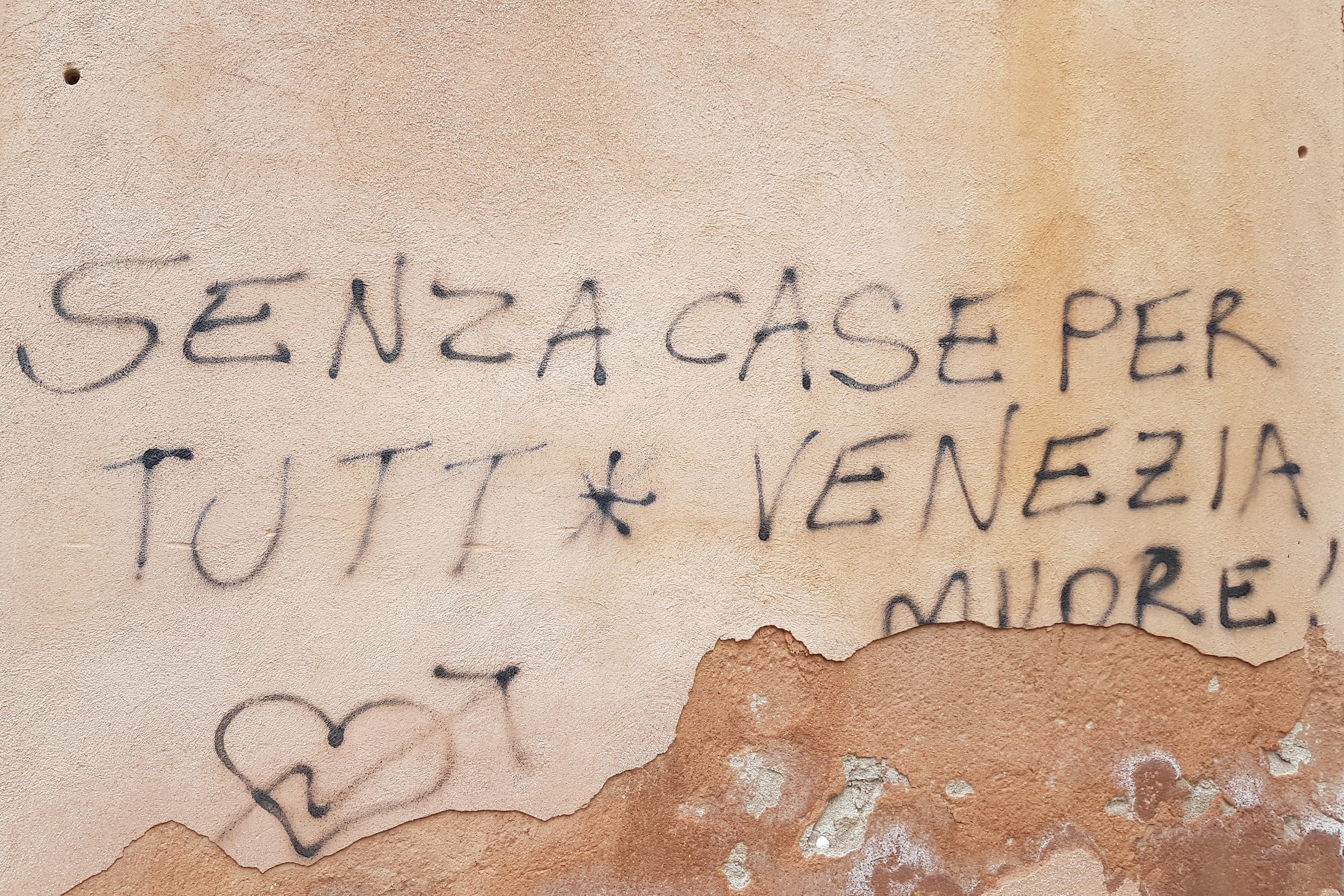
Graffito di protesta contro la crisi abitativa a Venezia recita "senza case per tutt* Venezia muore!

## Inquinamento
Una tra le varie cause di inquinamento è il passaggio delle navi da crociera e di altre imbarcazioni turistiche nella laguna. Attraverso uno studio realizzato da Transport & Environment , gli studiosi hanno messo a paragone l’impatto ambientale di 68 navi da crociera con le circa 111 000 automobili registrate nell’area comunale (Marghera e Mestre incluse): le prime hanno emesso diossido di zolfo in quantità venti volte maggiore rispetto alle seconde. È stato anche rilevato inoltre il 138% in più di monossido di azoto (un gas sempre derivante dalla combustione che può portare a malattie infiammatorie croniche delle vie respiratorie e alla riduzione dell’attività polmonare) e il 20% in più di PM2,5. A questi ultimi due agenti inquinanti in particolare sono state attribuite rispettivamente 20 000 e 60 000 morti premature in Italia solo nel 2018. Se 68 navi inquinano molto più di 111 000 automobili, è facile dedurre l’impatto ambientale del crocierismo a Venezia, dove di questi colossi ne passano in media due al giorno . Per di più, a causa della mancanza di infrastrutture adatte, durante la sosta le navi mantengono i motori accesi per garantire i servizi a bordo. Oltre alle emissioni poi generano un enorme inquinamento acustico, elettromagnetico (per via dei radar) e marino, a causa delle vernici antivegetative delle carene.

## Infrastrutture e trasporti

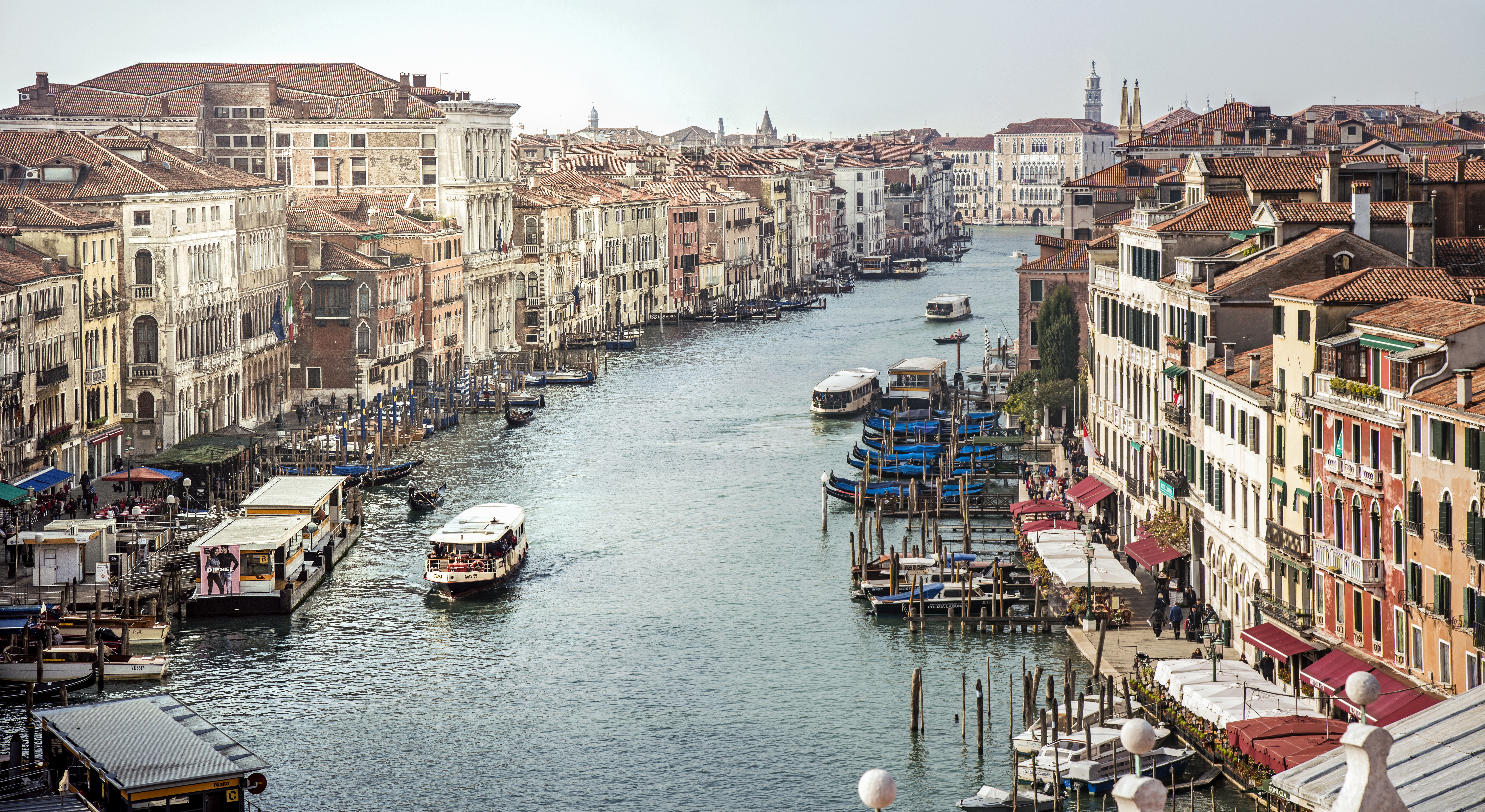
Traffico in Canal Grande

Per la sua particolarità di svilupparsi sia sulla terraferma sia sulla laguna, la città di Venezia ha sviluppato un complesso sistema di trasporti sia per via terrestre sia acquea, in grado di permetterle di assolvere a qualsiasi necessità di collegamento, approvvigionamento o di servizio, sia pubblico sia privato. Una simile peculiarità si rende evidente nel centro storico della città e nelle isole dove qualunque spostamento di persone o cose avviene o tramite imbarcazioni o per via pedonale.
La navigazione all'interno della gronda lagunare, sebbene ricada sotto diversi regolamenti e giurisdizioni (Comune di Venezia, Capitaneria di Porto di Venezia, città metropolitana di Venezia, Magistrato alle Acque, Comune di Chioggia, Capitaneria di Porto di Chioggia, Comune di Cavallino-Treporti) è stata in tempi recenti regolamentata in modo univoco con l'applicazione di un unico regolamento stabilito da un'autorità commissariale governativa e l'applicazione di limiti di velocità, zone a traffico limitato e in generale di un sistema di cartellonistica simile a quella in uso sulle strade. Tale azione di riordinamento del traffico acqueo è volta in particolare alla riduzione del moto ondoso provocato dalle imbarcazioni a motore che causa difficoltà di navigazione per le imbarcazioni tradizionali a remi e danni alle rive, costantemente sottoposte a un intenso fenomeno erosivo.

### Strade

Il sistema autostradale di Venezia

Il territorio della città metropolitana è interessato dall'autostrada A4, dall'autostrada A27 e dall'autostrada A57 Tangenziale di Mestre.
La città è inoltre servita da diverse strade statali e provinciali:
- Strada regionale 11 Padana Superiore;
- Strada provinciale 32 Miranese;
- Strada statale 13 Pontebbana;
- Strada statale 14 della Venezia Giulia;
- Strada regionale 245 Castellana;
- Strada statale 309 Romea.

L'intera rete è collegata al centro storico attraverso il ponte della Libertà, che congiunge la terraferma con i due terminali stradali della città:
- l'isola del Tronchetto, destinata al flusso turistico e privato, dotata di parcheggi e interscambi con le linee traghetto per il Lido e le linee di navigazione urbana. Dal Tronchetto dall'aprile del 2010 è più veloce raggiungere la città "pedonale" grazie al people mover;
- piazzale Roma, capolinea delle linee di autobus urbani ed extraurbani e polo di interscambio con le principali linee di navigazione urbana.

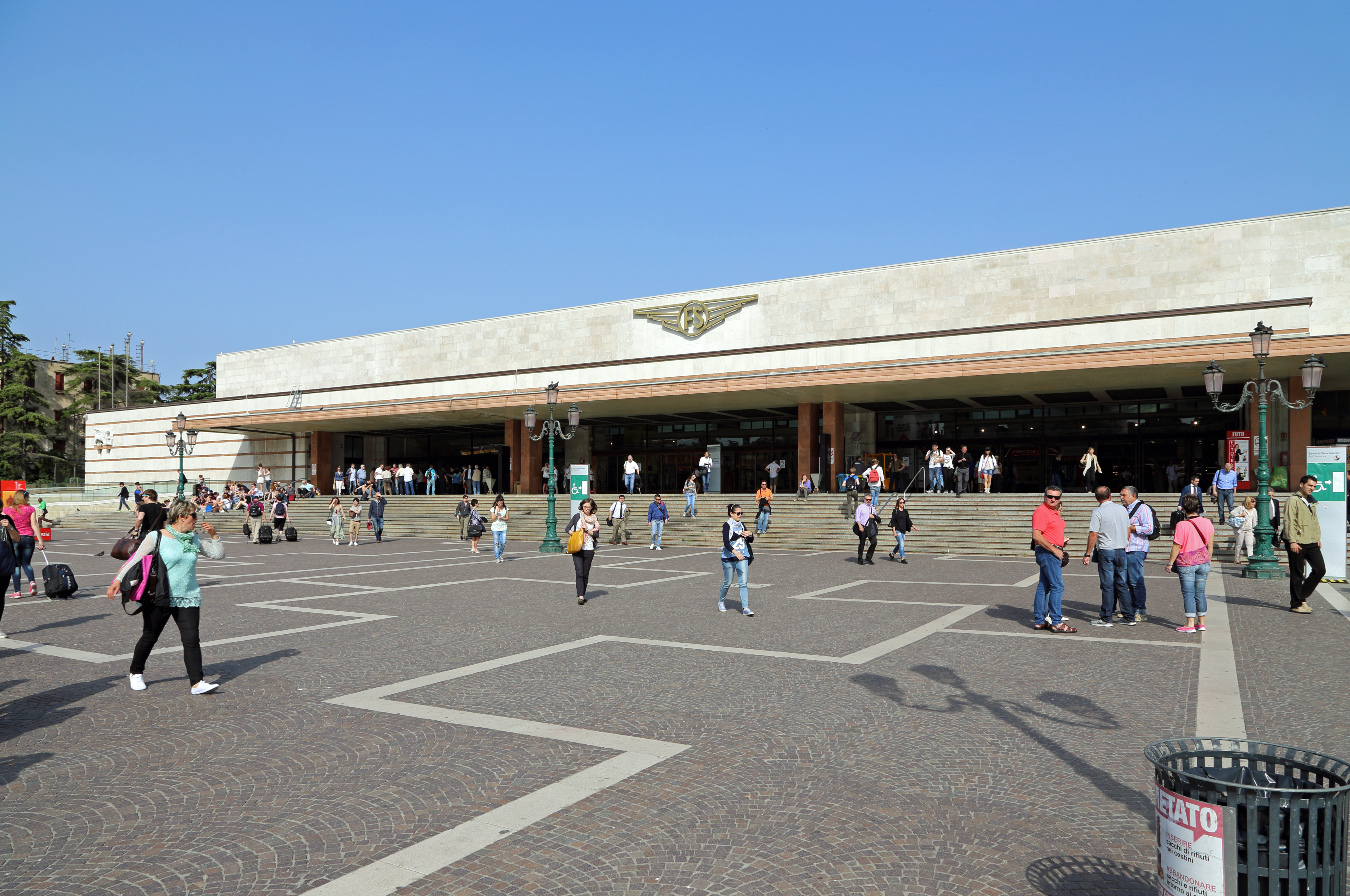
La stazione di Venezia Santa Lucia, la principale della città

### Ferrovie
Venezia è un importante snodo ferroviario per l'Italia nord-orientale in cui convergono le linee:
- Milano-Venezia: collega il capoluogo lagunare all'Italia nord-occidentale, passando per Vicenza, Verona e Brescia. Alcuni treni proseguono poi per Torino. Anche i treni diretti verso l'Italia centro-meridionale (Bologna, Firenze, Roma, Napoli, Salerno, Bari, Lecce) percorrono questa linea fino a Padova, da dove proseguono sulla linea Padova-Bologna.
- Venezia-Trieste: è il collegamento con la Slovenia e l'Europa orientale e balcanica.
- Venezia-Udine: permette collegamenti con il Veneto settentrionale (a Conegliano si collega con la linea per Ponte nelle Alpi) e con l'Austria e l'Europa centrale e settentrionale.
- Trento-Venezia attraverso la Valsugana passando per Bassano del Grappa e Castelfranco Veneto
- Adria-Mestre linea che collega Venezia con i territori locali della città metropolitana e passando per la città di Piove di Sacco, la più grande dell'area circostante

Lo smistamento dei treni avviene presso la stazione di Venezia Mestre, da dove la ferrovia prosegue verso il lungo Ponte della Libertà fino ad arrivare alla stazione terminale di Venezia Santa Lucia, posta all'estremità occidentale del Canal Grande e luogo di interconnessione con i trasporti urbani lagunari.
Venezia è una delle mete servite dal famoso Venice-Simplon Orient Express.

### Porti

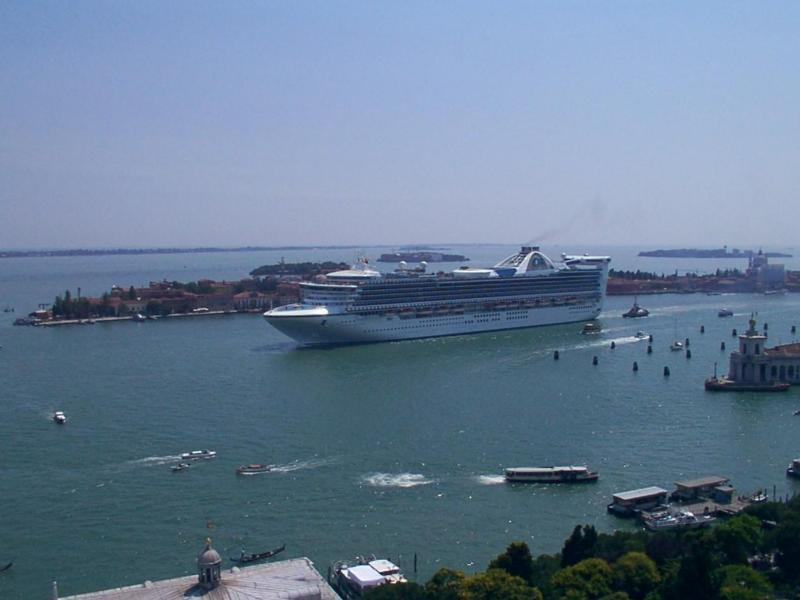
Nave da crociera in Bacino San Marco

Il porto di Venezia è il sesto porto in Italia per volume di traffico commerciale.
Il movimento merci vede transitare il 6% del traffico totale nazionale, con 29 000 migliaia di tonnellate circa (dati 2004). Relativamente basso invece il traffico passeggeri: il movimento complessivo tra sbarchi e imbarchi di 1 365 375 unità rappresenta il 3,06% del totale nazionale (dati 2005). Il 70% circa del traffico passeggeri è dato dal settore crocieristico: il più ad alto valore aggiunto. Oltre a ciò, il trend di crescita di questo settore è stato rapidissimo: in dieci anni è passato da meno di mezzo milione a 1 453 513 passeggeri (dati 2006), facendo di Venezia il primo porto crocieristico italiano e uno dei primi al mondo: su un parco mondiale di 282 navi da crociera, ben 80 toccano lo scalo veneziano.
Le navi accedono in laguna attraverso le due "bocche di porto" del Lido e di Malamocco. I moli e le banchine sono dislocati su un'ampia porzione di territorio e ripartiti per funzione:
- sulla terraferma, a Porto Marghera, si concentra il traffico commerciale, specialmente con navi portacontenitori e petroliere che alimentano l'interporto e la zona industriale; dal 2021 vi attraccano inoltre le grandi navi da crociera;
- nel centro storico, alla Stazione Marittima, attraccano invece le navi traghetto per la Grecia e la Turchia;
- sempre in centro storico, prevalentemente lungo la riva dei Sette Martiri, trovano ormeggio invece i grandi yacht privati.

### Aeroporti

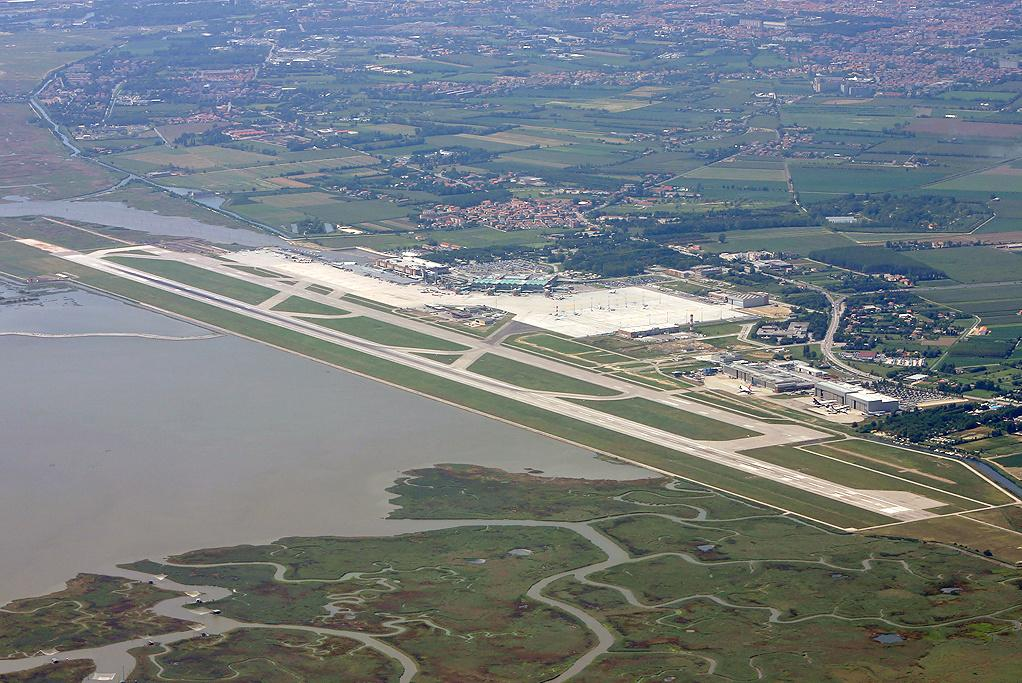
Vista dell'Aeroporto Marco Polo

L'Aeroporto Internazionale Marco Polo inaugurato il 31 luglio 1961 in località Tessèra, è diventato in breve tempo quello di riferimento nel Veneto e terzo in Italia settentrionale per volume di traffico passeggeri.
Nel trasporto merci, Tessera è il secondo scalo in regione dopo l'aeroporto di Treviso-Sant'Angelo.
Dal 2002 l'aeroporto utilizza la nuova aerostazione, dotata di pontili d'imbarco per aeroplani e progettata per operare con 15 milioni di passeggeri l'anno; nel 2017 il numero di passeggeri è stato di 10 355 205 con un aumento del 7,7%.
Per l'aviazione privata e amatoriale è attivo inoltre l'aeroporto turistico Giovanni Nicelli (ex Venezia-San Nicolò) che si trova al Lido di Venezia.

### Mobilità urbana

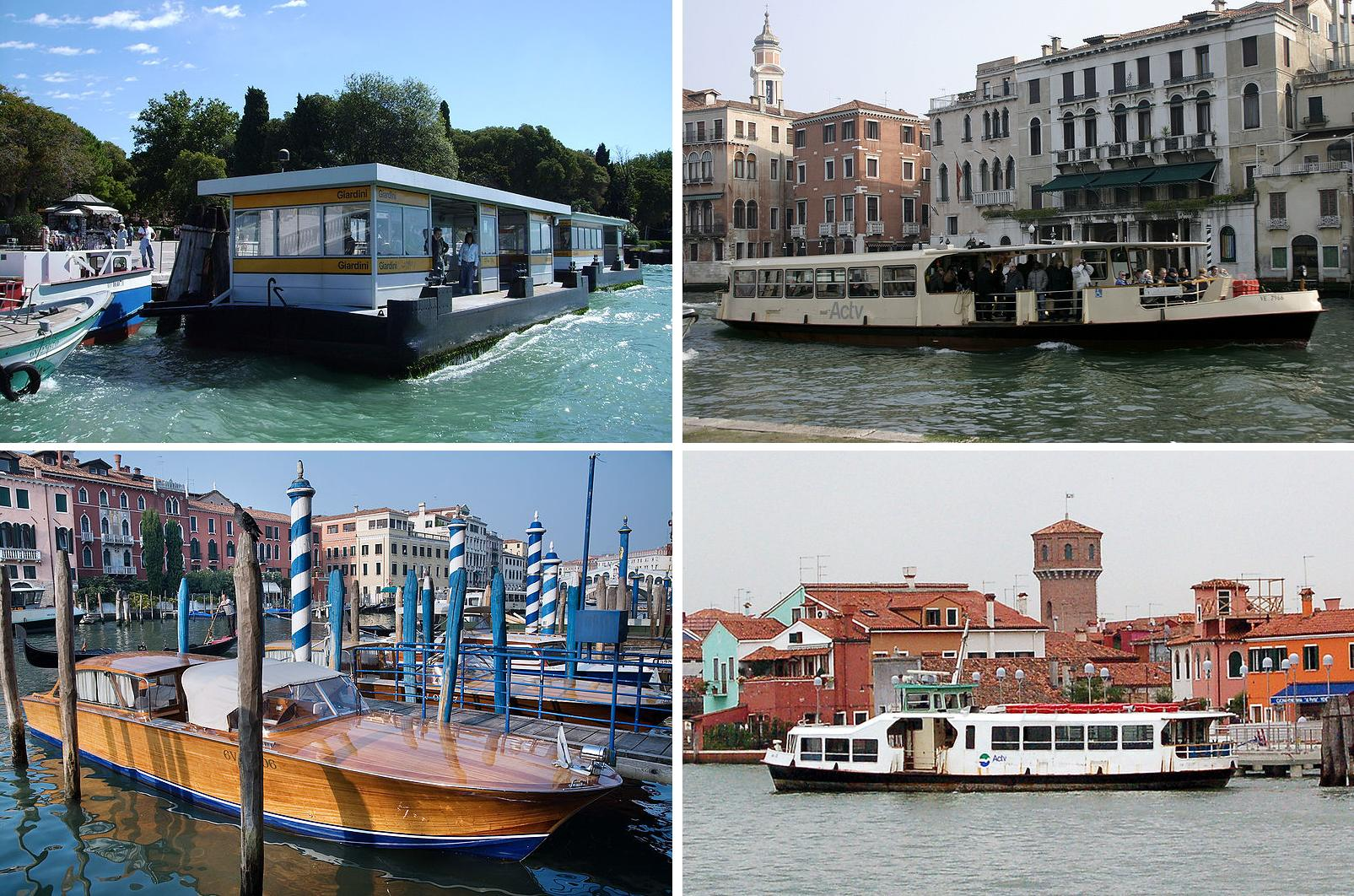
Esempi di mezzi pubblici veneziani, in senso orario: pontile del servizio pubblico, vaporetto, battello foraneo, taxi acqueo

Oltre alle normali reti di trasporto pubblico urbano (autobus e tram), che servono la terraferma e le isole del Lido e di Pellestrina, il centro storico e le isole lagunari sono collegate da una fitta rete di linee di navigazione operate dall'azienda ACTV per le quali è utilizzata un'ampia gamma di mezzi, differenziati a seconda delle esigenze:
- Vaporetti, utilizzati nelle linee interne urbane che percorrono il Canal Grande, hanno una capienza di circa 250 persone.
- Motoscafi, utilizzati nelle linee urbane di circumnavigazione per la loro superiore velocità e minore altezza dato il passaggio sotto ponti bassi, hanno una capienza di circa 150 persone.
- Battelli foranei, utilizzati nei collegamenti minori e maggiori con le isole, hanno una capienza di circa 250-350 persone.
- Motonavi, utilizzate nei collegamenti maggiori con le isole per la loro alta capacità e funzionalità in ogni condizione atmosferica grazie ad apparati radar, hanno una capienza di circa 1 200 persone. Sono gli unici mezzi abilitati a navigare nei canali maggiori con forte nebbia. Nonostante ciò nel 2000 una motonave è stata urtata, provocando solo feriti, da un cargo estero che si è dato alla fuga.
- Motozattere, noti anche come ferry boat, utilizzate per il trasporto di autoveicoli e autotreni, circa 70, da e per l'isola del Lido. Tra Lido e l'isola di Pellestrina vi è un'ulteriore spola di ferry con ridotte capacità, circa 40 mezzi, che lavora all'unisono con la linea di autobus che percorre interamente le due isole.

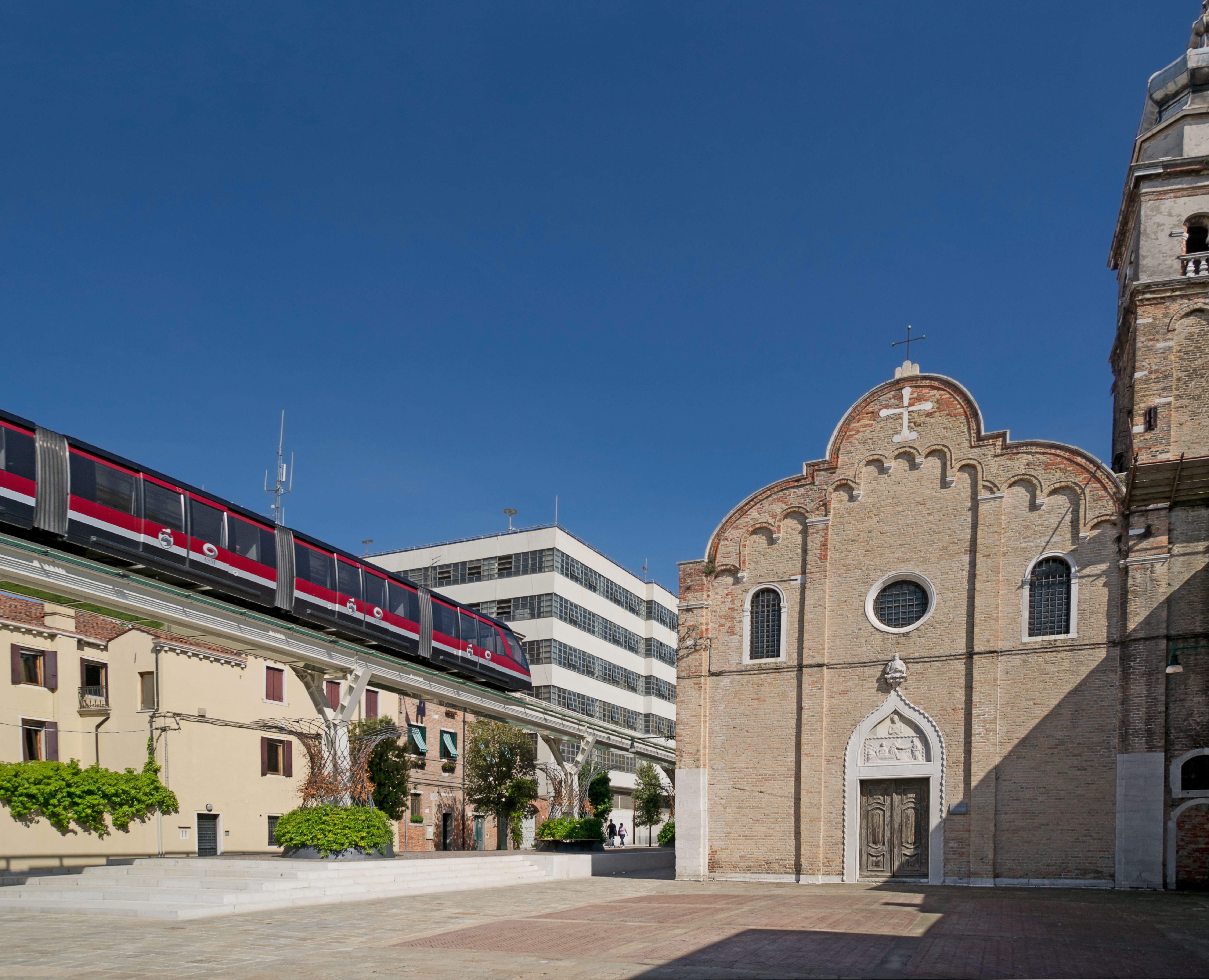
People Mover nei pressi della chiesa di Sant'Andrea della Zirada

Tali mezzi acquei dispongono di approdi, i cosiddetti pontili, costituiti da pontoni galleggianti ormeggiati a robuste palificazioni e collegati alle rive tramite passerelle: ne esistono quasi un centinaio di vario genere e grandezza sparsi per la città e la laguna. Nell'ambito del trasporto pubblico di linea opera dal 1999 Alilaguna, società privata con una partecipazione pubblica del 30% di ACTV, che garantisce il collegamento via acqua tra l'aeroporto di Venezia e il centro storico. Le tariffe Alilaguna non sono integrate con le tariffe ACTV.

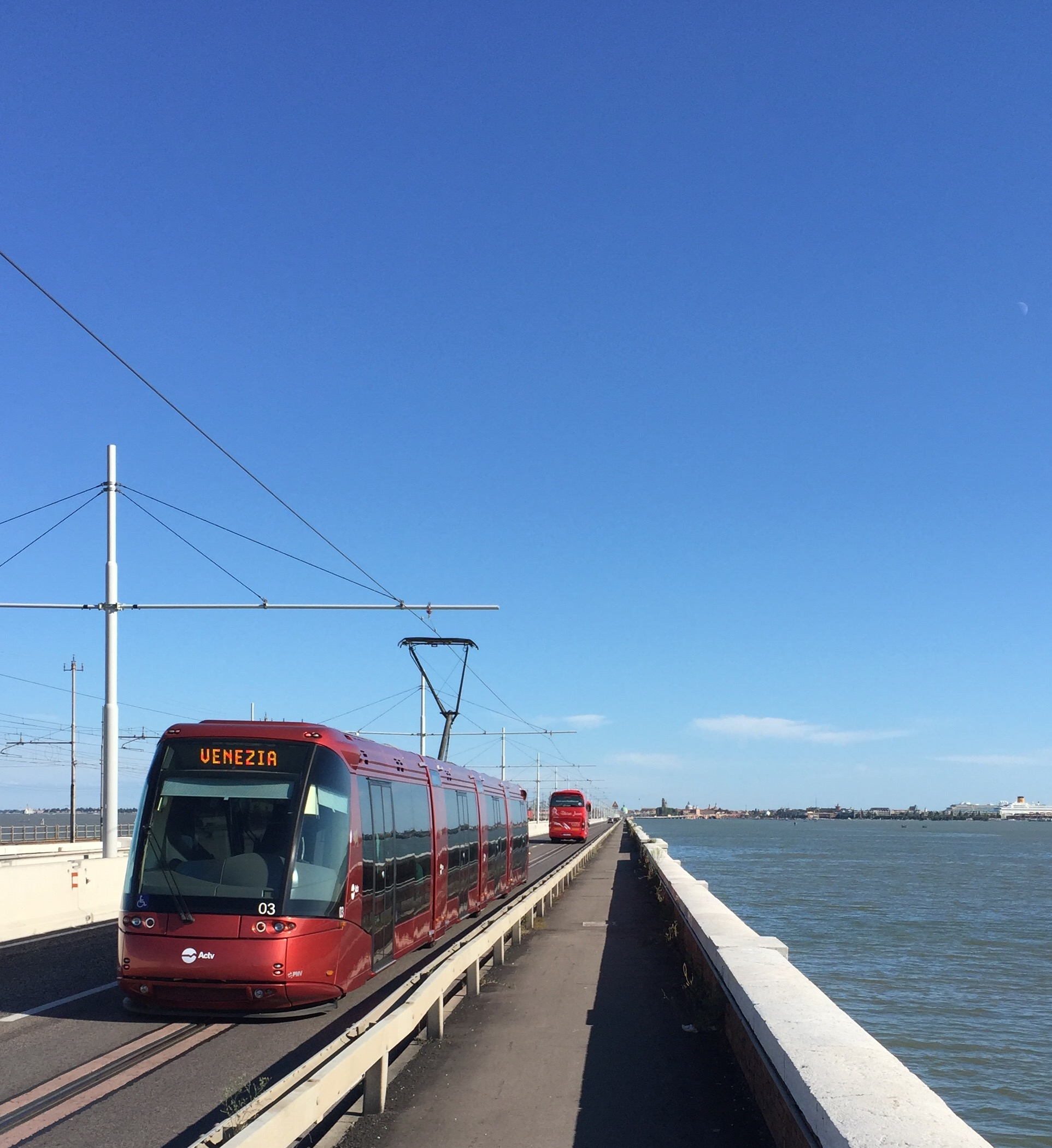
Il tram sul Ponte della Libertà, in arrivo a Venezia

Presso Venezia-Piazzale Roma e Lido-Santa Maria Elisabetta avviene l'interscambio tra il trasporto pubblico acqueo e quello su gomma, sono inoltre presenti collegamenti da e per il terminale di Fusina, l'aeroporto e Punta Sabbioni, nel comune di Cavallino-Treporti.
Relativamente ai collegamenti pubblici, è attiva dal 15 settembre 2015 la linea tramviaria di collegamento tra Venezia e Mestre. È attivo un people mover che collega Piazzale Roma al Tronchetto. Dal 1º maggio 2008 è entrato in funzione il sistema di bigliettazione elettronica Imob.
Sempre nell'ambito del trasporto pubblico, nella città storica è attivo un servizio taxi su imbarcazioni funzionante esattamente come qualsiasi altro servizio di auto pubbliche del mondo.
Tipico sistema per attraversare il Canal Grande, infine, è il traghetto pubblico, economico servizio svolto con le tipiche gondole "da parada" manovrate da due gondolieri. Il servizio è attivo nei cinque "stazi" di Dogana, Santa Maria del Giglio, Riva del Vin/Riva del Carbon, San Tomà, Santa Sofia.

### Imbarcazioni lagunari

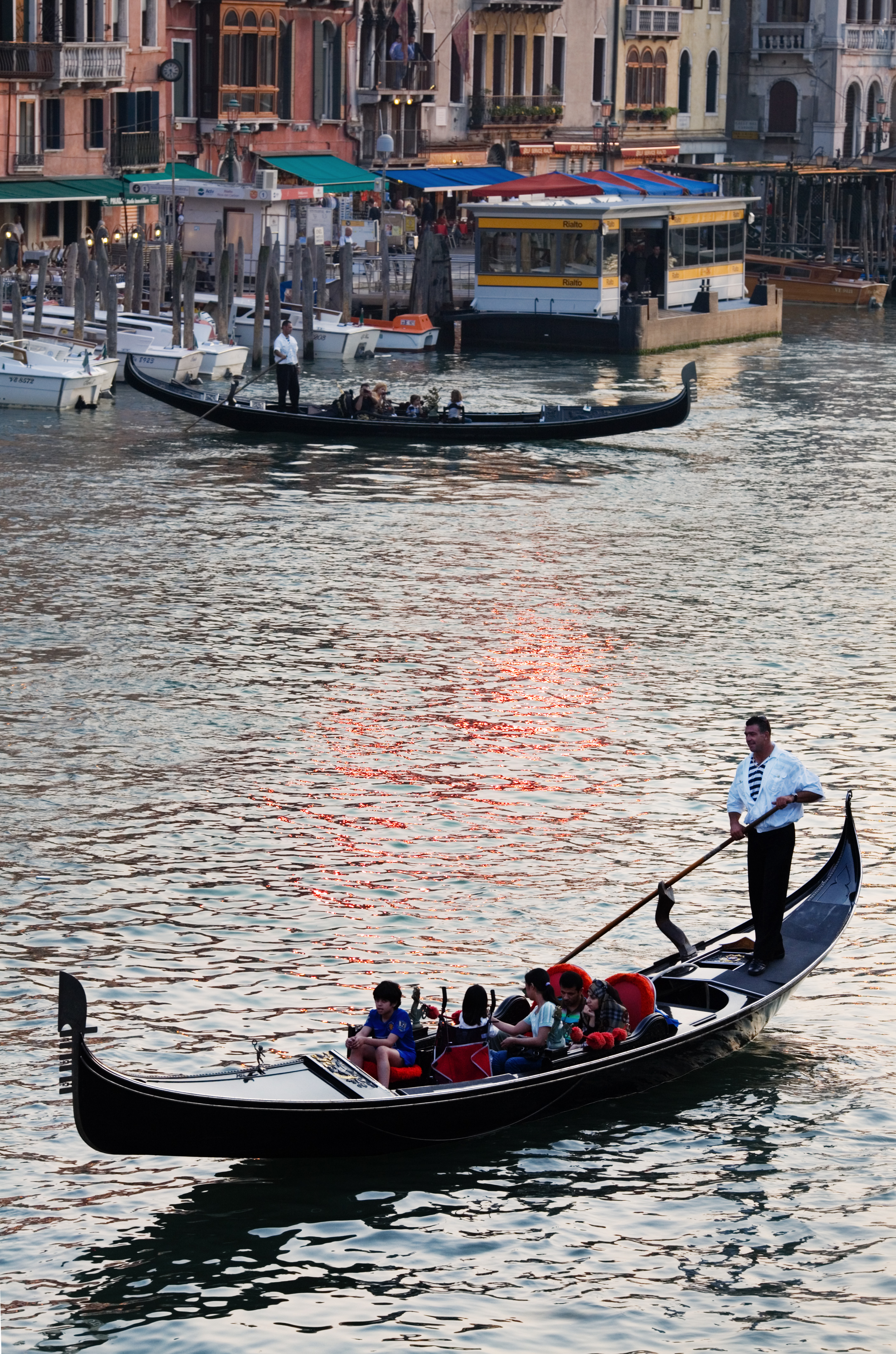
Gondola a Venezia

Per la sua caratteristica di essere sempre stata una città in cui le vie d'acqua sono state usate come principale via di trasporto, a Venezia esistono numerosi tipi di imbarcazioni per diversi usi.
La più caratteristica delle imbarcazioni lagunari è certamente la gondola. Per le sue caratteristiche di manovrabilità e velocità essa è stata, fino all'avvento dei mezzi motorizzati, l'imbarcazione veneziana più adatta al trasporto di persone. Storicamente veniva costruita e ricoverata in rimessaggio in piccoli cantieri detti squèri, come ad esempio lo squero di San Trovaso; questa imbarcazione è usata soprattutto a scopi turistici, ma anche per cerimonie come matrimoni e funerali oppure per avvenimenti sportivi, come la celebre Regata Storica.
Per il trasporto privato esiste un'amplissima gamma di imbarcazioni, delle più svariate forme e dimensioni, le più numerosi delle quali sono perlopiù imbarcazioni tipiche veneziane. Per tale naviglio privato esiste una fitta rete di servizi, con rimesse per l'alaggio e il varo, cantieri per la costruzione e manutenzione, distributori di carburante e ormeggi privati, sia temporanei sia dati in concessione.
Così come per le persone e i servizi pubblici, anche le merci seguono, nella città storica, un doppio percorso acqueo e terrestre, snodo principale di tale sistema è l'isola del Tronchetto, dove le merci vengono scaricate dai camion e trasbordate sulle imbarcazioni che provvedono poi a distribuirle in tutta la città (e viceversa). Analogamente qualsiasi altra attività lavorativa, dai trasporto-valori alle imprese edili, sono dotate di propri mezzi acquei atti a consentire lo svolgimento delle loro occupazioni.
Nel centro storico tutti i servizi di pubblica utilità e le amministrazioni pubbliche sono dotate di proprie imbarcazioni per le più svariate attività, dal servizio di rappresentanza all'emergenza sanitaria, si incontrano così imbarcazioni della Polizia di Stato, dei Carabinieri, della Guardia di Finanza, idroambulanze del Servizio di Urgenza ed Emergenza Medica, imbarcazioni antincendio dei Vigili del Fuoco, pattuglie della Guardia Costiera, della Polizia locale, Provinciale, di cui è presente il distaccamento Lagunare, barche della Polizia Penitenziaria, del Servizio Postale, della nettezza urbana o addette ai servizi funebri. Molte delle istituzioni utilizzano imbarcazioni progettate esclusivamente per la laguna veneta.

## Amministrazione

### Gemellaggi
Venezia è gemellata con le seguenti città:
- Odessa, dal 2022
- Baku, dal 1991
- Colonia, dal 1997
- Istanbul, dal 2007
- Lisbona, dal 1995
- Nizza, dal 1986
- Ragusa, dal 2012
- Sarajevo, dal 1994
- Suzhou, dal 1980
- Tallinn, dal 1998
- Erevan, dal 2011
- Fort Lauderdale
- Rimini
- Tirana

Esistono accordi di cooperazione con:
- Associazione Centrale dei Comuni e delle Comunità della Grecia (KEDKE), dal 2000
- Norimberga, dal 1999
- Qingdao, dal 2001
- Salonicco, dal 2003
- San Pietroburgo, dal 1997
- Tel Aviv, dal 1992

## Sport

### Calcio

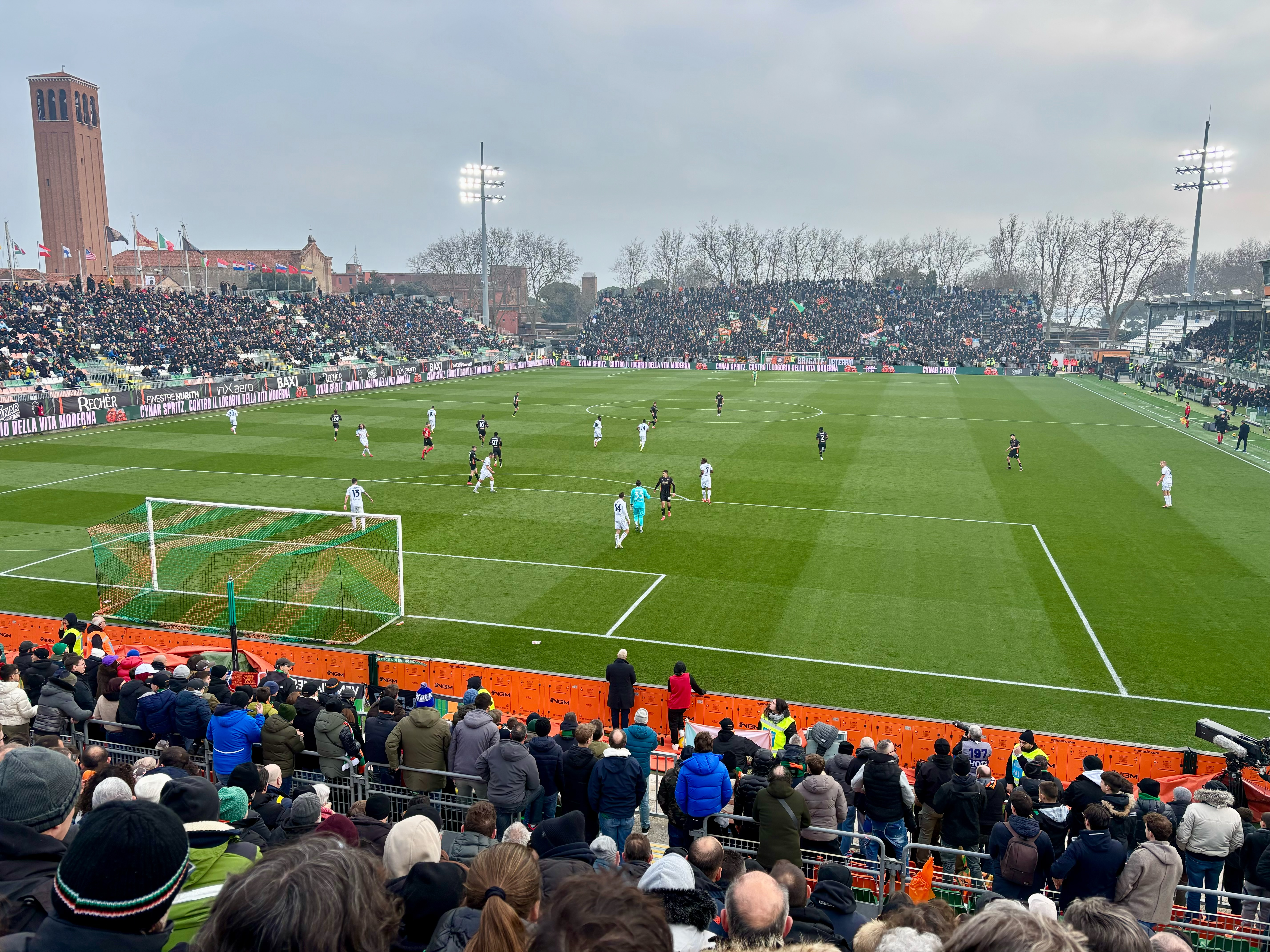
Lo Stadio Pier Luigi Penzo, utilizzato dal Venezia Football Club

Lo Stadio Francesco Baracca, utilizzato dall’Associazione Calcio Mestre

La più antica e blasonata squadra di calcio cittadina è il Venezia Football Club: fondata nel 1907 dalla fusione delle sezioni calcistiche delle polisportive Palestra Marziale e Costantino Reyer, adottò la denominazione Venezia Foot-Ball Club e i colori sociali rosso-blu (poi sostituiti dal nero-verde nel 1909 e transitoriamente dal rosso veneziano nel quinquennio 1930–1934). Tale club ha nel tempo mutato in varie occasioni la propria denominazione e ha attraversato diverse interruzioni d'attività e rifondazioni: nel 1987 la fusione con la squadra del Mestre portò in dote l'arancione come terzo colore sociale e gli appellativi di Unione e Venezia-Mestre. La denominazione e struttura societaria correnti sono state raggiunte nel 2015 a seguito dell'acquisizione del club da parte dell'imprenditore americano Joe Tacopina che ha poi ceduto la società a Duncan Niederauer. Il massimo successo del Venezia (che annovera diverse partecipazioni ai campionati di prima serie) è costituito dalla vittoria della Coppa Italia 1940–1941. La squadra milita attualmente in Serie A per la stagione 2024-2025.
La seconda squadra cittadina è l'A.C. Mestre, rappresentativa dell'omonima località di terraferma. Fondata nel 1927, nel 1987 si fuse con il Venezia, per poi essere rifondata nel 1991 e ancora nel 2003 e infine (assumendo il corrente assetto) nel 2015. Essa vanta come maggior successo la partecipazione al campionato di Serie B 1946–1947, quando questa era suddivisa in tre gironi.
I due principali stadi cittadini sono il "Pier Luigi Penzo", ubicato sull'isola di Sant'Elena, e il "Francesco Baracca" di Mestre.

### Ciclismo
Giro d'Italia
Venezia è stata ufficialmente sede della cosiddetta "Grande Partenza" del Giro d'Italia in due occasioni:
- 1972, con il via della corsa dato il 21 maggio dal Palazzetto dello Sport di Mestre alla volta di Ravenna, dove si concluse la prima tappa con la vittoria di Marino Basso.[148]
- 1997, con il via della corsa dato il 17 maggio dal lungomare Marconi al Lido di Venezia, con un circuito cittadino vinto da Mario Cipollini.[148]

Anche l'edizione del 2009 partì dal Comune di Venezia, con il via della corsa dato il 9 maggio dal lungomare D'Annunzio al Lido, per effettuare un cronometro a squadre tra le strade della frazione, che ebbe la vittoria della statunitense Team Columbia-High Road; tuttavia in questa edizione l'organizzazione indicò più specificatamente come partente dal "Lido di Venezia".
In totale, Venezia è stata sede di tappa della "Corsa Rosa", con il proprio nome, in quindici occasioni (otto partenze e sette arrivi), alle quali vanno aggiunte quattro sedi di tappa denominate ufficialmente "Mestre" (due partenze) e "Lido di Venezia" (una partenza e un arrivo), località anch'esse ricadenti nel comune del capoluogo veneto.

### Basket
Nel 1872 venne fondata la società Reyer Venezia, a cui fa capo la squadra di pallacanestro cittadina che milita dalla stagione 2011–2012 in Serie A e che nel corso della sua storia ha conquistato quattro scudetti, l'ultimo nella stagione 2018–19 e la Coppa Italia 2020. Nel 2017–18 ha vinto la FIBA Europe Cup 2017–2018.
Anche la squadra femminile Reyer Venezia Femminile milita ai massimi livelli, disputando il campionato nazionale di Serie A1 nel suo palmares può contare su tre scudetti: 1945–46, 2020-21 e 2023-24; una Coppa Italia 2008, tre supercoppe Italiana (2008, 2020 e 2024), una WABA Liga (2014–2015).
Al 1958 risale la fondazione del Basket Mestre 1958 che dalla stagione 2025-2026 milita in Serie A2.
In serie A2 femminile milita la squadra Giants Basket Marghera 2016–2017, vincitrice anche di una coppa Italia di Serie A2.

### Scherma
Venezia ha sempre avuto una forte tradizione schermistica. Le due società storiche (non più esistenti) Circolo della Spada di Venezia (vincitore di due Campionati italiani assoluti di scherma) e il Circolo della Spada di Mestre (vincitore di quattro Campionati italiani assoluti di scherma) assieme agli esistenti circoli del Dlf Venezia, il circolo Foscarini Scherma e il Circolo Scherma Mestre hanno formato una serie di campioni italiani, mondiali e olimpionici tra cui Andrea Cipressa, Dorina Vaccaroni, Mauro Numa, Antonella Ragno-Lonzi, Arcangelo Pinelli, Fabio Dal Zotto, Andrea Borella, Francesca Bortolozzi, Luigi Narduzzi, Matteo Zennaro.

### Voga veneta
È assai praticata a livello agonistico la voga veneta: in città si tengono numerose regate per imbarcazioni tipiche durante tutto il corso dell'anno e che hanno il loro culmine nelle competizioni che si svolgono in occasione della Regata Storica. Nel territorio comunale sono presenti 33 circoli sportivi che partecipano a più di 120 regate.

### Altre discipline
Nel campo del rugby al 1986 risaliva il Veneziamestre Rugby, ora disciolto. Al suo posto, dal 2016, è operativo il San Marco Rugby Venezia Mestre. È presente anche la società rugbistica del Venezia Rugby, nata dalla fusione tra Lido Venezia Rugby e Foscarini Rugby, che milita in serie C.
Nel campo della pallavolo la squadra cittadina maschile milita in Serie C mentre quella femminile in Serie B2.
A San Marco ha sede la Compagnia della Vela, fondata nel 1911 e vincitrice della Louis Vuitton Cup nell'ambito della XXIII America's Cup con Il Moro di Venezia.
Viene praticata la pallanuoto da tre società: la Pallanuoto Sant'Alvise (allenata dalla ex campionessa olimpica kazaka Julija Pyreseva), con sede nella piscina di Sant'Alvise, e dalla Pallanuoto Venezia con sede nella piscina "Rari Nantes" di Sacca Fisola e la Pallanuoto Mestrina che milita in Serie B.
Il nuoto competitivo e nuoto sincronizzato viene praticato nelle società Rari Nantes, Nuoto Venezia, Serenissima Nuoto e Polisportiva Terraglio.
Viene praticato molto anche il canottaggio in tantissime società: le più famose sono la Reale Società Canottieri Bucintoro (nata nel 1882), Canottieri Diadora (1898), Canottieri Giudecca e Reale Società Canottieri Querini (1901).
Dal 1929 si tiene la gara di motonautica Pavia-Venezia, raid fluviale attraverso i fiumi Ticino, Po, Po di Levante, canale di Brondolo e la Laguna Veneta, considerata la competizione motonautica in acque interne più antica e lunga del mondo.

Dal 1990 l'associazione Motonautica Venezia organizza la gara Venezia-Monte Carlo.
Il tiro con l'arco viene praticato nella società Arcieri del Leon e la compagnia Arcieri Conte di Carmagnola.
Il tiro a segno viene praticato presso l'antica società TSN Venezia (1858).
Infine, il Centro Universitario Sportivo di Venezia svolge numerose attività.

### Esplicative
1. ↑  Il primo patrono di Venezia fu Teodoro, in veneziano "tradotto" come Todaro, nome assai presente nella toponomastica e nella letteratura lagunare.
2. ↑  La festività di san Marco ricorre il 25 aprile, giorno della festa nazionale della Liberazione. Per tale ragione la città ha scelto il 21 novembre, giorno della Madonna della Salute, come festività locale sostitutiva.
3. ↑  Poiché manca una grafia standardizzata per il veneziano e il veneto in generale, per trascrivere la pronuncia locale vengono utilizzate grafie alternative: Venesia, Venezia, Venexia, Venessia e Venezsia. In antico diffuse anche le grafie Vinegia e Venethia. In latino il nome della città è Venetiae e si tratta di un plurale tantum, cfr. a questo proposito il paragrafo Origini del nome.
4. ↑  Un meccanismo, questo, analogo a quanto avvenuto per i nomi di altre città, come Atene, chiamata Ἀθῆναι (Athénai; lat.: Athenae) perché costituita da più circoscrizioni, i demi
5. ↑  I quattro cavalli esposti al primo livello della basilica sono in realtà delle copie: gli originali sono custoditi nel museo di San Marco per motivi di protezione dagli agenti atmosferici e inquinanti
6. ↑  Dal 1951 i dati sono da fonte comunale e non censuaria.
7. ↑  Dal 1991 i dati comprendono anche i cittadini senza fissa dimora.
8. ↑  Dal 2001 i dati non comprendono la popolazione dell'ex quartiere 9 Cavallino-Treporti (conteggiata nell'estuario), divenuto comune autonomo nel 1999.

### Bibliografiche
1. ↑   Quota riferita al caposaldo di Punta Salute (Canal Grande), su comune.venezia.it. URL consultato il 18 febbraio 2016 (archiviato dall'url originale il 2 marzo 2016).
2. ↑   Superfici amministrative, su Città di Venezia. URL consultato il 12 giugno 2019.
3. 1 2 3   Bilancio demografico mensile anno 2025 (dati provvisori), su demo.istat.it, ISTAT.
4. ↑   Classificazione sismica (XLS), su rischi.protezionecivile.gov.it.
5. ↑   Tabella dei gradi/giorno dei Comuni italiani raggruppati per Regione e Provincia (PDF), in Legge 26 agosto 1993, n. 412, allegato A, Agenzia nazionale per le nuove tecnologie, l'energia e lo sviluppo economico sostenibile, 1º marzo 2011,  p. 151. URL consultato il 25 aprile 2012 (archiviato dall'url originale il 1º gennaio 2017).
6. ↑   Luciano Canepari, Venezia, in Il DiPI: dizionario di pronuncia italiana, Bologna, Zanichelli, 1999, ISBN 88-08-09344-1.
7. ↑   Comuni veneti per superficie, su tuttitalia.it. URL consultato il 7 luglio 2011.
8. ↑   Comuni del Veneto per popolazione, su Tuttitalia.it. URL consultato il 24 agosto 2023.
9. ↑   Venise et sa lagune, su UNESCO.
10. ↑   19 Turismo (PDF), su istat.it. URL consultato il 13 febbraio 2020.
11. ↑   Il dominio del mare, su treccani.it.
12. ↑   Atti del Reale Istituto Veneto di scienze lettere ed arti, Segreteria dell Istituto presso Palazzo Ducale,  p. 995.
13. ↑   Venezia, Cannes, Berlino: le eterne guardiane del cinema europeo?, su eurobull.it.
14. ↑   La Berlinale: il festival internazionale del cinema, su viaggio-in-germania.de.
15. ↑   Classificazione rischio sismico per comune (PDF), su protezionecivile.it. URL consultato il 4 luglio 2011 (archiviato dall'url originale il 18 aprile 2009).
16. ↑  (EN) Updated world map of the Köppen-Geiger climate classification (PDF), su hydrol-earth-syst-sci.net,  p. 1641.
17. ↑   Il clima di Venezia, Forum per la Laguna di Venezia, su forumlagunavenezia.org (archiviato dall'url originale il 3 maggio 2007).
18. ↑   PF466620, La marea, su Comune di Venezia, 8 marzo 2017. URL consultato il 27 agosto 2019.
19. ↑   Le sesse, su Città di Venezia.
20. ↑   PF466620, Le percentuali di allagamento, su Comune di Venezia, 13 marzo 2017. URL consultato il 27 agosto 2019.
21. ↑   Venti, depressioni e sesse: perturbazioni delle maree a Venezia (1951-2000) a cura del Centro Previsioni e Segnalazioni Maree del Comune di Venezia, su istitutoveneto.it. URL consultato il 24 gennaio 2009 (archiviato dall'url originale il 1º novembre 2009).
22. ↑   Charles Diehl, La Repubblica di Venezia, Roma, Newton Compton Editori, 2004.
23. ↑   Antonio Rosso, La laguna veneta prima dei romani, in Archeologia Viva, 1984. URL consultato il 24 gennaio 2009.
24. ↑   Graziano Tavan, Archeologia della laguna di Venezia, Veneto archeologico, gen 1999, su archeosub.it. URL consultato il 24 gennaio 2009.
25. 1 2   Antonio Rosso, I romani colonizzarono la laguna di Venezia?, Archeologia viva, ott 1982, su archeosub.it. URL consultato il 24 gennaio 2009.
26. ↑   Roberto Cessi, Annibale Alberti, Rialto. L'isola, il ponte, il mercato, Bologna, 1934.
27. ↑   Venice Explorer., su almanacco.venicexplorer.net. URL consultato il 24 gennaio 2009 (archiviato dall'url originale il 17 settembre 2008).
28. ↑   Nicola Bergamo (a cura di), Venetia Et Histria, su imperobizantino.it. URL consultato il 24 gennaio 2009 (archiviato dall'url originale il 20 gennaio 2009).
29. ↑   Venezia dalle origini alla Quarta Crociata, Biblioteca Nazionale Marciana, su marciana.venezia.sbn.it. URL consultato il 24 gennaio 2009.
30. ↑   M. Favilla, Delendae Venetiae, La città e le sue trasformazioni del XIX al XX secolo, Venezia, Istituto Veneto di Scienze, Lettere ed Arti, 2006.
31. ↑   Bruna Bianchi, Venezia nella Grande guerra, in Storia di Venezia, Roma, Istituto dell'Enciclopedia Italiana, 2002.
32. ↑   Venezia, l'11 settembre dimenticato: 50 anni fa il terribile tornado che devastò la città, su Tgcom24, 11 settembre 2020. URL consultato il 21 ottobre 2023.
33. ↑   G. Ortalli, Turismo e città d'arte, Venezia, Istituto Veneto di Scienze, Lettere ed Arti, 2007,  pp. 23-24, ISBN 978-88-88143-90-3.
34. ↑   Giorgio Aldrighetti e Mario De Biasi, Il Gonfalone di San Marco, Analisi storico-araldica dello stemma, gonfalone, bandiera e sigillo della città di Venezia, Venezia, Filippi Editore, 2009, ISBN 9788864950334.
35. ↑   Journal officiel de la République française. Lois et décrets | 1920-07-30 | Gallica, su gallica.bnf.fr.
36. ↑   I tre secoli del Ghetto (1516-1797), su venipedia.it, ISSN 2384-9387 (WC · ACNP).
37. ↑   Sinagoga spagnola di Venezia, su venipedia.it.
38. ↑   AA.VV., Enciclopedia Universo, dodicesimo, Novara, Istituto Geografico De Agostini, 1976,  p. 380.
39. ↑  Zorzi, p. 125.
40. ↑  Zorzi, p. 126.
41. ↑  Tassini, p. 74.
42. ↑  Tassini, p. 139.
43. ↑   Ponti di Venezia, su gpmeneghin.com. URL consultato il 4 luglio 2011.
44. ↑   Arianna Testino, Il Teatrino di Palazzo Grassi a Venezia compie 5 anni. Numeri e traguardi, su artribune.com, 3 giugno 2018.
45. ↑  Dati tratti da:
  -  Popolazione residente per territorio - serie storica, su esploradati.censimentopopolazione.istat.it. URL consultato il 24 gennaio 2025.
  -  Popolazione residente dei Comuni - Censimenti dai 1861 al 199 (PDF), su ebiblio.istat.it, ISTAT,  p. 332. URL consultato il 24 gennaio 2025.
  -  2.28: Provincia di Venezia (PDF), in 8. Censimento generale della popolazione: 21 aprile 1936, 2: Province, ISTAT, 1937,  p. 11.
  -  2.1: Italia settentrionale (PDF), in 7. Censimento generale della popolazione: 21 aprile 1931, 2: Popolazione dei comuni e delle frazioni di censimento, ISTAT, 1933,  p. 605.

Nota bene: il dato del 2021 si riferisce al dato del censimento permanente al 31 dicembre di quell'anno.
46. 1 2 3 4 5 6 7 8 9   Movimento demografico, su comune.venezia.it, Città di Venezia, 27 gennaio 2025.
47. 1 2 3   Bilancio demografico anno 2018 e popolazione residente al 31 dicembre (dati provvisori), su demo.istat.it, Istat. URL consultato il 27 ottobre 2019.
48. ↑  Fonti dalla sezione censimenti del sito
49. ↑   Eurostat, su appsso.eurostat.ec.europa.eu.
50. 1 2   Popolazione straniera residente al 1º gennaio 2024 per età e sess, su demo.istat.it, Istat. URL consultato il 7 ottobre 2024.
51. ↑   Concelebrazione dei vescovi ortodossi (Venezia, 2015), su esarcato.it. URL consultato il 15 marzo 2018 (archiviato dall'url originale il 28 febbraio 2018).
52. ↑   Chiesa Greca Ortodossa in Italia., su ortodossia.it. URL consultato il 24 gennaio 2018 (archiviato dall'url originale il 15 dicembre 2008).
53. ↑   Biblioteche (PDF), su statistica.beniculturali.it, 2006 editore=.
54. ↑   Biblioteca Marciana - Storia, su marciana.venezia.sbn.it. URL consultato il 7 luglio 2011.
55. ↑   Archivio di Stato di Venezia, su archiviodistatovenezia.it. URL consultato il 1º maggio 2015.
56. ↑   Fondazione Querini Stampalia - collezioni, su querinistampalia.org. URL consultato il 1º maggio 2015 (archiviato dall'url originale il 15 maggio 2015).
57. ↑   Fondazione Querini Stampalia - architettura, su querinistampalia.org. URL consultato il 1º maggio 2015 (archiviato dall'url originale il 2 maggio 2015).
58. ↑   Biblioteche - Fondazione Giorgio Cini, su cini.it. URL consultato il 1º maggio 2015.
59. ↑   Biblioteca IUAV, su polovea.sebina.it. URL consultato il 15 marzo 2018.
60. ↑  (EN) Professionisti Associati, Biblioteca | Accademia di Belle Arti di Venezia, su accademiavenezia.it. URL consultato il 15 marzo 2018.
61. ↑   Conservatorio Benedetto Marcello - biblioteca, su conservatoriovenezia.net. URL consultato il 1º maggio 2015.
62. ↑   Biblioteca monumentale, su Seminario patriarcale.
63. ↑   Biblioteca dell'Istituto Cavanis, su beweb.chiesacattolica.it.
64. ↑   Biblioteca-Archivio Renato Maestro, su renatomaestro.org. URL consultato il 1º maggio 2015.
65. ↑   Pinacoteca e museo dell'isola di San Lazzaro degli Armeni, su beniculturali.it.
66. ↑   Biblioteca | Museo Correr, Venezia, Museo Correr. URL consultato il 15 marzo 2018.
67. ↑   Biblioteca | Ca' Pesaro, Venezia, Ca' Pesaro. URL consultato il 15 marzo 2018.
68. ↑   Biblioteca del Centro Studi di Storia del Tessuto e del Costume | Museo di Palazzo Mocenigo, Museo di Palazzo Palazzo Mocenigo. URL consultato il 15 marzo 2018.
69. ↑   Biblioteca di Studi Teatrali | Casa di Carlo Goldoni, in Casa di Carlo Goldoni. URL consultato il 15 marzo 2018.
70. ↑   Le biblioteche della Rete, Comune di Venezia, 21 luglio 2016. URL consultato il 15 marzo 2018 (archiviato dall'url originale il 15 marzo 2018).
71. ↑   SG548346, Biblioteca Civica VEZ, in Comune di Venezia, 26 luglio 2016. URL consultato il 15 marzo 2018 (archiviato dall'url originale il 16 marzo 2018).
72. ↑   Scuola navale Morosini, su Difesa.it. URL consultato il 7 luglio 2011 (archiviato dall'url originale il 15 maggio 2011).
73. ↑   Profilo storico dell'Università Cà Foscari, su unive.it. URL consultato il 7 luglio 2011 (archiviato dall'url originale il 14 giugno 2011).
74. ↑   IUAV, su iuav.it. URL consultato il 7 luglio 2011.
75. ↑   Accademia di Belle Arti Venezia, su accademiavenezia.it. URL consultato il 7 luglio 2011.
76. ↑   Venice International University, su univiu.org. URL consultato il 7 luglio 2011.
77. ↑   Fondazione Marcianum, su marcianum.it. URL consultato il 1º maggio 2015 (archiviato dall'url originale il 19 marzo 2015).
78. ↑   Global Campus of Human Rights, su eiuc.org.
79. ↑   Il Mestre.it, su ilmestre.it. URL consultato il 6 luglio 2011.
80. ↑   Corriere della Sera - Edizioni locali, su corriere.it. URL consultato il 6 luglio 2011.
81. ↑   La   Nuova Venezia, su nuovavenezia.gelocal.it. URL consultato il 6 luglio 2011.
82. ↑   Televenezia, su televenezia.it. URL consultato il 6 luglio 2011.
83. ↑   Radio Vanessa, su tunein.com.
84. ↑   Cittadinanza Digitale, su cittadinanzadigitale.it. URL consultato il 12 giugno 2009.
85. ↑   Il comunicato del Comune, su comune.venezia.it. URL consultato il 12 giugno 2009 (archiviato dall'url originale l'11 febbraio 2010).
86. ↑   Storia dell'arte, vol. VI, Novara, Istituto geografico De Agostini,  p. 122.
87. ↑   Storia dell'arte, volume VI, Novara, Istituto geografico De Agostini,  pp. 122-154.
88. ↑   Storia dell'arte, vol. VIII, Novara, Istituto geografico De Agostini,  pp. 89-92.
89. ↑   AA.VV., Storia dell'arte, vol. VIII, Novara, Istituto geografico De Agostini,  pp. 120-122.
90. ↑   Liana Bortolon, Virgilio Guidi, Milano, A. Mondadori, 1978.
91. ↑   Marta Moretti, Stranieri illustri a Venezia nel '900 (PDF), su insula.it.
92. ↑   Il cipiglio del gufo, Tiziano Scarpa. Giulio Einaudi Editore - ET Scrittori, su Einaudi. URL consultato il 7 dicembre 2020.
93. 1 2 3   Venezia - Musica, in Treccani.it – Enciclopedie on line, Roma, Istituto dell'Enciclopedia Italiana.
94. 1 2   AA.VV., Enciclopedia della musica, Milano, Rizzoli, 1972,  pp. 426-427.
95. ↑   cantoressanctimarci.it. URL consultato il 9 luglio 2010 (archiviato dall'url originale il 21 ottobre 2009).
96. ↑   Concerto Pink Floyd a Venezia, su digilander.libero.it. URL consultato il 9 luglio 2011.
97. ↑   E. L., Pitura Freska - Pin Floi, 16 maggio 2011. URL consultato il 25 maggio 2019.
98. ↑   Biennale Musica, su labiennale.org. URL consultato il 24 gennaio 2009.
99. ↑   Dodicesimo rapporto culturale (PDF), su fondazionevenezia2000.org, Fondazione Venezia 2000, novembre 2015.
100. ↑   Sito Venice Marathon, su huaweivenicemarathon.it. URL consultato il 22 gennaio 2019 (archiviato dall'url originale il 23 gennaio 2019).
101. ↑   Salone nautico di Venezia, su festivaldelmare.com. URL consultato il 6 luglio 2011 (archiviato dall'url originale l'11 agosto 2011).
102. ↑  Compagnia della Vela — VELEZIANA 2018 – XI EDIZIONE
103. ↑   IUAV: Sistemi fondali di Venezia (PDF), su iuav.it. URL consultato il 30 aprile 2012.
104. ↑   Venezia, in Treccani.it – Enciclopedie on line, Roma, Istituto dell'Enciclopedia Italiana. URL consultato il 9 luglio 2011.
105. ↑  Come si osserva nel libro di Tiziano Scarpa Venezia è un pesce, 2007.
106. ↑  (EN) Renata Codello, Paolo Gasparoli, Anna Teresa Ronchi, Fabiana Pianezze, Giulia Totaro e Francesco Trovò, Tutelare il centro storico di Venezia. Una lettura integrata dei processi di usura fisica e percettiva per la definizione delle azioni di mitigazione, in Tech, n. 7, 2014,  p. 76, ISSN 2239-0243 (WC · ACNP), OCLC 7179874810. URL consultato l'8 dicembre 2019 (archiviato l'8 dicembre 2019).
107. ↑  Venezia, guida rossa del TCI Touring Club Italiano.
108. ↑   Sito Web personale raccolta di foto di vere da pozzo veneziane, su piovesan.net. URL consultato il 24 gennaio 2009.
109. ↑   I pozzi, Archeo Venezia, numero 4 dicembre 1995, su archeove.provincia.venezia.it. URL consultato il 24 gennaio 2009 (archiviato dall'url originale il 14 ottobre 2007).
110. ↑   Sito Web del comune di Veneziab, su comune.venezia.it. URL consultato il 24 gennaio 2009 (archiviato dall'url originale il 22 gennaio 2009).
111. ↑   Sal.Ve, su salve.it. URL consultato il 24 gennaio 2009 (archiviato dall'url originale il 25 ottobre 2012).
112. ↑   Assemblea Permanente NoMoSE, su nomose.info. URL consultato il 24 gennaio 2009 (archiviato dall'url originale il 3 febbraio 2009).
113. ↑   Pagina del Sito del Comune di Venezia, su comune.venezia.it. URL consultato il 24 gennaio 2009 (archiviato dall'url originale l'8 settembre 2015).
114. ↑   Pagina del Sito del Comune di Venezia, su comune.venezia.it. URL consultato il 24 gennaio 2009 (archiviato dall'url originale il 16 giugno 2016).
115. ↑  Vedi  Pagina del Sito del Comune di Venezia, su comune.venezia.it. URL consultato il 24 gennaio 2009 (archiviato dall'url originale il 16 giugno 2016).
116. 1 2   Statistiche economiche del comune (comprendenti anche i dati di Cavallino-Treporti) (PDF) [collegamento interrotto], su ve.camcom.it. URL consultato il 24 gennaio 2009.]
117. ↑   Descrizione e foto delle conchiglie bivalvi, su Liceo classico "Marco Foscarini" di Venezia (archiviato dall'url originale il 3 luglio 2007).
118. ↑   Ufficio Pesca - Provincia di Venezia [collegamento interrotto], su caccia.provincia.venezia.it.
119. ↑   La pesca nella laguna di Venezia: un percorso di sostenibilità nel recupero delle tradizioni - Lo stato dell'arte, su feem.it, Fondazione Eni Enrico Mattei. URL consultato il 24 gennaio 2009 (archiviato dall'url originale il 30 ottobre 2009).
120. ↑   Attilio Bolzoni, A pesca nella Laguna dei veleni ecco le vongole del Petrolchimico, in La Repubblica.it, 22 aprile 2007. URL consultato il 24 gennaio 2009.
121. ↑   La faida delle vongole insanguina la Laguna, in Il Giornale, 8 novembre 2005. URL consultato il 24 gennaio 2009.
122. 1 2 3   Censimento sul sito del Comune di Venezia, su www2.comune.venezia.it. URL consultato il 24 gennaio 2009 (archiviato dall'url originale il 3 aprile 2009).
123. ↑   ARPA Veneto. Qualità dell'aria nella provincia di Venezia, rapporto annuale 2004 (PDF), su ambiente.venezia.it. URL consultato il 24 gennaio 2009 (archiviato dall'url originale il 28 settembre 2007).
124. ↑   Porto Marghera - Emissioni dagli impianti industriali, Provincia di Venezia,settore politiche ambientali, su politicheambientali.provincia.venezia.it. URL consultato il 24 gennaio 2009 (archiviato dall'url originale il 30 ottobre 2009).
125. ↑   Trascrizione atti processo petrolchimico (appello), su petrolchimico.it. URL consultato il 24 gennaio 2009 (archiviato dall'url originale il 21 marzo 2008).
126. ↑   Trascrizione sentenza di Appello, su petrolchimico.it. URL consultato il 24 gennaio 2009.
127. ↑   Gianfranco Bettin e Maurizio Dianese, Petrolkiller, Feltrinelli, 2006, ISBN 978-88-07-81718-2.
128. ↑   Istat, Movimento turistico in Italia 2015 (PDF), su istat.it.
129. ↑   Istat, Movimento turistico in Italia 2016 (PDF), su istat.it,  p. 10.
130. ↑  Marco Antonio Sabellico, De situ Venetiae urbis libri tres, 1492.
131. ↑  I saggi sul tema sono oramai svariate decine. A titolo di esempio si citano Jan Van der Borg e Ignazio Russo, Per un turismo sostenibile a Venezia, in Ignazio Musu (a cura di), Venezia sostenibile, Bologna, Il Mulino, 1998, pp. 243 e ss.; Paolo Gasparoli e Francesco Trovò, Venezia fragile. Processi di usura del sistema urbano e possibili mitigazioni, Firenze, Altralinea Edizioni, 2014.Salerno Giacomo-Maria, Per una critica dell'economia turistica. Venezia tra museificazione e mercificazione, 2020, Quodlibet, ISBN 9788822904690
132. 1 2   V. Nuti, La tassa per chi sbarca a Venezia, su Il Sole 24 Ore, 30 dicembre 2018 (archiviato il 2 gennaio 2019).
133. ↑   Qualità della vita a Venezia, su feem-project.net. URL consultato il 9 luglio 2011.
134. ↑   L'UNESCO vuole inserire Venezia tra i Patrimoni mondiali dell'umanità in pericolo, in Il Post, 1º agosto 2023. URL consultato il 22 settembre 2023.
135. ↑   Neanche stavolta l'UNESCO ha inserito Venezia nella lista dei siti in pericolo, in Il Post, 15 settembre 2023. URL consultato il 22 settembre 2023.
136. ↑   Kevin Carboni, Servirà un biglietto di ingresso per visitare Venezia, in Wired Italia, 1º luglio 2022. URL consultato il 22 settembre 2023.
137. ↑   Passa il ticket per entrare a Venezia: si parte nel 2024, 5 euro per il biglietto, in RaiNews, 12 settembre 2023. URL consultato il 22 settembre 2023.
138. ↑   In un anno le navi da crociera a Venezia inquinano come 820mila auto. Perché viene permesso?, su thevision.com. URL consultato il 23 Febbraio 2021.
139. ↑   ISTAT - Statistiche dei trasporti marittimi, anni 2002-2004 (PDF), su istat.it. URL consultato il 24 gennaio 2009 (archiviato dall'url originale il 27 marzo 2012).
140. ↑   I traffici 2005, su infrastrutturetrasporti.it (archiviato dall'url originale il 28 settembre 2007). indirizzo errato al 24 gennaio 2009
141. ↑   Il porto di Venezia in numeri, su Venezia Terminal Passeggeri SpA. URL consultato il 15 giugno 2007 (archiviato dall'url originale il 16 giugno 2007).
142. ↑   Il porto di Venezia, su myvenice.org. URL consultato il 24 gennaio 2009 (archiviato dall'url originale il 1º luglio 2008).
143. ↑   Aeroporto di Venezia-Marco Polo, su loquis.com.
144. ↑   L’aeroporto di Tessera, da sessant’anni la porta del cielo sopra Venezia, la Nuova di Venezia e Mestre, 27 dicembre 2018.
145. ↑   Nuova aerostazione passeggeri dell’aeroporto Marco Polo, su architonic.com, 2002.
146. 1 2   Città di Venezia - Gemellaggi e Accordi di Cooperazione, su comune.venezia.it. URL consultato il 17 gennaio 2012 (archiviato dall'url originale il 4 febbraio 2011).
147. ↑   Duncan Niederauer presidente del Venezia, su corriere.it.
148. 1 2   Edizioni 1988-1997.)
149. 1 2 3   Giro d'Italia, su sitodelciclismo.net.
150. ↑   Sito del Dopo-lavoro Ferroviario di Venezia, su dlfvenezia.com. URL consultato il 23 gennaio 2019 (archiviato dall'url originale il 24 gennaio 2019).
151. ↑   Sito ufficiale Circolo Scherma Mestre, su circoloschermamestre.it. URL consultato il 23 gennaio 2019 (archiviato dall'url originale il 24 gennaio 2019).
152. ↑   Indirizzi delle remiere di voga alla veneta, su vogaveneta.it.
153. ↑   San Marco rugby Mestre Venezia | rugby, minirugby, femminile, su Rugby San Marco. URL consultato il 27 gennaio 2025.
154. ↑   Canottieri Bucintoro, su Comune di Venezia.
155. ↑   La nostra storia, su Canottieri Diadora.
156. ↑   Storia, su Canottieri Querini.
157. ↑   Motonautica, Guido Cappellini ha vinto la 71ª edizione del Raid Pavia-Venezia, Il pilota del team AbuDhabi Marine Sports si è aggiudicato la competizione motonautica più lunga del mondo in acque interne, su www.corrieredellosport.it, 4 giugno 2024. URL consultato l'8 marzo 2025.
158. ↑   2 giugno, 71° raid motonautico Pavia-Venezia | AIPO - Agenzia Interregionale per il fiume PO, su www.agenziapo.it. URL consultato il 14 ottobre 2024.
159. ↑   La storia della mitica Pavia-Venezia, altro che la Dakar!, su boatmag.it. URL consultato il 6 febbraio 2019 (archiviato dall'url originale il 7 febbraio 2019).
160. ↑   Motonautica, Guido Cappellini ha vinto la 71ª edizione del Raid Pavia-Venezia, su la Repubblica, 3 giugno 2024. URL consultato il 14 ottobre 2024.
161. ↑   Edgardo Azzi e Nicola Sometti, I Cavalieri del Po, La leggenda della corsa motonautica più lunga del mondo 1929-2021, Mantova, Sometti, 2022, ISBN 9788874958566.
162. ↑   71° RAID MOTONAUTICO INTERNAZIONALE PAVIA-VENEZIA, 2 giugno 2024, in Il Settimanale Pavese, 23 maggio 2024.
163. ↑   RAID PAVIA-VENEZIA: I BOLIDI SULL’ACQUA ARRIVANO IL 5 GIUGNO, su live-venice.it, 9 maggio 2022. URL consultato il 1° marzo 2025.
164. ↑   60° Raid Pavia-Venezia (2000) - RAI3, su www.youtube.com, 28 ottobre 2013. URL consultato il 4 marzo 2025.
165. ↑   Motonautica, presentata la Venezia-Montecarlo: "Manifesto del made in Italy", su repubblica.it, 4 ottobre 2015.
166. ↑   Sito ufficiale Arcieri del Leon, su arcierileon.it. URL consultato il 22 gennaio 2019 (archiviato dall'url originale il 30 maggio 2015).
167. ↑   Sito ufficiale Arcieri Conte di Carmagnola, su contedicarmagnola.blogspot.com. URL consultato il 5 maggio 2019 (archiviato dall'url originale il 23 gennaio 2019).
168. ↑   Sito ufficiale società TSN Venezia, su tsnvenezia.it.
169. ↑   CUS Venezia, su cusvenezia.it.